# دسوق
دسوق ()، مدينة مصرية تُلقب بـ عروس النيل، تقع في أقصى شمال مصر، والمدينة قاعدة مركز دسوق وعاصمة منطقة غرب بمحافظة كفر الشيخ. تبلغ مساحتها 11.76 كم²، بلغ عدد سكانها 135,725 نسمة عام 2017، لذلك فهي الثانية كبراً مساحةً وتعداداً بالمحافظة. تقع دسوق أقصى شمال الدلتا وتطل على فرع رشيد أحد فرعي نهر النيل. تبعد عن مدينة القاهرة مسافة 167 كيلومتراً جهة الشمال، وعن مدينة الإسكندرية 85 كيلومتراً جهة الشرق.
تضم دسوق عدداً من المعالم الشهيرة على المستوى الوطني والعالمي، ومن أبرز معالمها مدينة بوتو القديمة التي كانت عاصمة مملكة شمال مصر في عصر ما قبل توحيد القطرين على يد الملك نعرمر عام 3200 ق.م. ومسجد إبراهيم الدسوقي الذي يزوره أكثر من مليون زائر سنوياً، بجانب العديد من المزارات والأضرحة الصوفية الأخرى التي تنتشر في معظم أحياء ومناطق المدينة. وكنيسة مار جرجس من أقدم كنائس المحافظة، ومعهد دسوق الديني الأزهري الذي يُعد من أقدم ثلاث معاهد أزهرية في مصر.
المدينة عضو مؤسس في منظمة العواصم والمدن الإسلامية  نظراً لمكانتها الدينية بالنسبة للطرق الصوفية، وذلك لإنها مسقط رأس إبراهيم الدسوقي آخر الأقطاب الأربعة الصوفية ورئيسهم.
تدرج المدينة تحت تصنيف المدن السياحية الإقليمية، ولذلك تظهر السياحة بها على أربع أشكال: السياحة الدينية، السياحة التاريخية، السياحة الترفيهية، والسياحة النيلية. ونظراً لتوسط موقع المدينة بين محافظات كفر الشيخ، والبحيرة، والإسكندرية، والغربية؛ وإشرافها على نهر النيل، ووقوعها كحداً فاصلاً بين إقليم الحاصلات التقليدية جنوباً وإقليم الأرز شمالاً، أصبحت عقدة حضرية ذات طابع تجاري لتقاطع خطوط الطرق بها، سواء كانت هذه الطرق برية بأنواعها أو طرق ملاحة نهرية.
دسوق مدينة تجارية من الدرجة الأولى، فالمشتغلون بالتجارة من سكان المدينة يشكلون نسبة 64,8% من جملة العاملين بالتجارة بمحافظة كفر الشيخ، رغم أن نسبتهم من جملة العاملين بالمدينة 17,8% فقط.

## جغرافيا

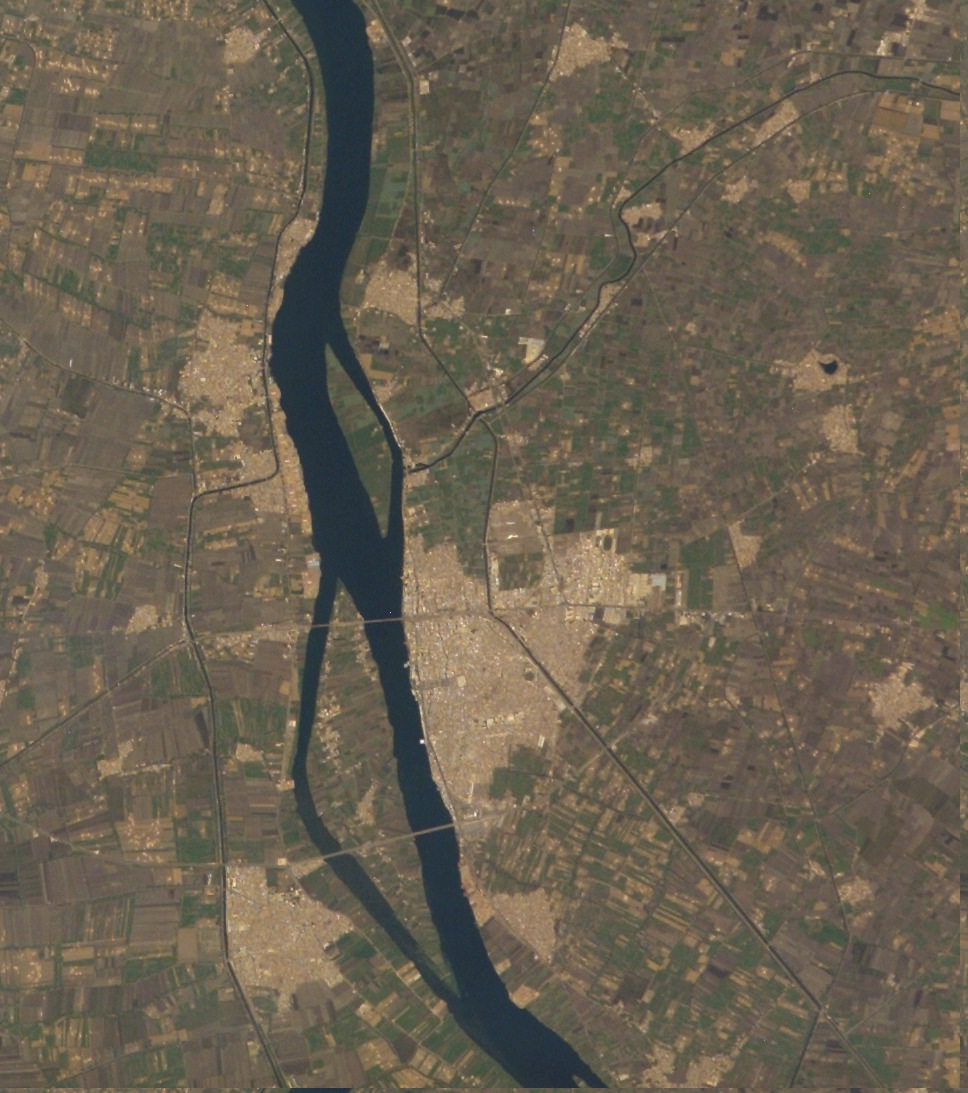
صورة فضائية من ناسا، توضح مدينة دسوق شرق فرع رشيد، ويقابلها جزيرة الرحمانية غرباً، ومدينة الرحمانية غرب فرع رشيد جهة الجنوب الغربي.

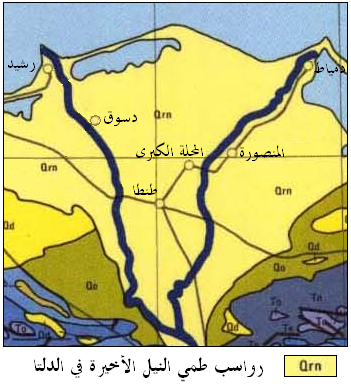
خريطة جيولوجية للدلتا تبيّن موقع دسوق على أرض مكونة من طمي النيل.

### الموقع الفلكي والوصف
تقع مدينة دسوق في شمال الدلتا على خط طول 38' 30° شرقاً وخط عرض 07' 31° شمالاً، تتبع إدارياً لمحافظة كفر الشيخ، وهي تعتبر نقطة التقاء لمحافظات البحيرة والإسكندرية والغربية وكفر الشيخ، نظراً لموقعها المتوسط الرابط بين هذه المحافظات.
تشبه المدينة المثلث قائم الزاوية، رأسه في الشمال الشرقي وقاعدته في الجنوب الغربي على ساحل نهر النيل - فرع رشيد بامتداد مسافة 6 كيلومترات.
تحيط بالمدينة أرض سهلية منبسطة من جميع الجهات، ماعدا جهة الغرب والجنوب الغربي حيث نهر النيل - فرع رشيد الذي يتوسطه جزيرتان هما جزيرة الرحمانية وجزيرة الوكيل. تتشكل تربتها من الطمي المكون لدلتا النيل والتي يبلغ سمكها نحو عشرة أمتار أرسبتها مياه الفيضان، ويقدر عمرها بنحو 10000 سنة، وتتألف من حبيبات دقيقية من مواد معدنية تخلط فيها الرمال بنسب صغيرة، وترتكز هذه الطبقة على طبقات سفلى أقدم منها عمراً، وتصلح هذه التربة للزراعة.

### الموقع الجغرافي
تقع مدينة دسوق غرب محافظة كفر الشيخ حيث يحدها:
- من الشمال: مركزي فوّه وسيدي سالم.
- من الشرق: مركزي كفر الشيخ وقلين.
- من الغرب: نهر النيل - فرع رشيد، ثم مركزي الرحمانية وشبراخيت بمحافظة البحيرة.
- من الجنوب: مركز بسيون بمحافظة الغربية.[26][27]

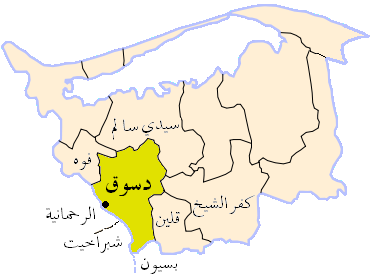
حدود مركز دسوق.

### المساحة
مدينة دسوق هي الثانية كُبراً من حيث المساحة بعد مدينة كفر الشيخ في محافظة كفر الشيخ:
- مساحة مدينة دسوق: 2,905.9 فدان، ويعادل ذلك 11.76 كم².[معلومة 2]
- مساحة مركز دسوق: 70353 فدان، ويعادل ذلك 295,54 كم².
- نسبة مساحة المركز 7,9% من إجمالي مساحة المحافظة الكليّة.

### المناخ

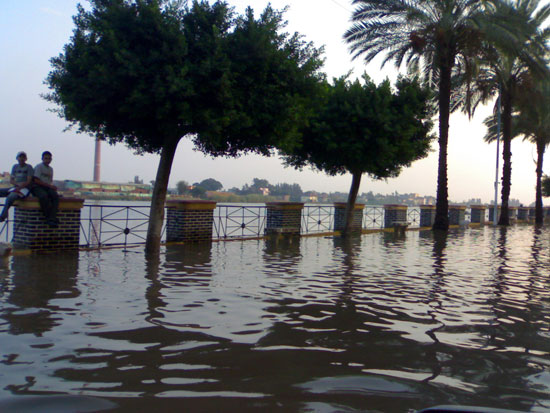
نتاج هطول أمطار غزيرة بالمدينة، الصورة لكورنيش النيل في شتاء 2011.

يندرج مناخ دسوق في إقليم مناخ البحر المتوسط الموجود على طول ساحل البحر المتوسط، أي أنه حار جاف صيفاً؛ دافئ ممطر شتاءً، وبتعبير آخر، تتميز المدينة بمناخ معتدل نسبياً.
يمتد فصل الشتاء في دسوق عبر شهور ديسمبر ويناير وفبراير، وتتراوح درجة الحرارة العظمى فيه ما بين 7 و18 درجة مئوية في معظم الأحيان، وتتعرض دسوق خلال هذا الفصل إلى العديد من العواصف الرعدية الشديدة والأمطار الغزيرة  التي قد تستمر لعدة أيام متواصلة بدون انقطاع، مع هطول البرد والثلوج في بعض الأحيان، خصوصاً في أواخر شهر ديسمبر وشهر يناير. أما فصل الصيف الذي يمتد عبر شهور يونيو، يوليو، وأغسطس تترواح فيه درجات الحرارة ما بين 20 و30 درجة مئوية، ويتميز صيف دسوق بالجفاف وارتفاع نسبة الرطوبة. أما فصلا الربيع والخريف فيعتبران أفضل وقت في السنة، وفيهما لا تزيد درجة الحرارة العظمى عن 22 درجة مئوية حسب المعدلات المعتادة. ولكن فصل الخريف أفضل من الربيع نظراً لعدم وجود رياح الخماسين أو الرياح المحملة بالأتربة.
| البيانات المناخية لـدسوق     | البيانات المناخية لـدسوق | البيانات المناخية لـدسوق | البيانات المناخية لـدسوق | البيانات المناخية لـدسوق | البيانات المناخية لـدسوق | البيانات المناخية لـدسوق | البيانات المناخية لـدسوق | البيانات المناخية لـدسوق | البيانات المناخية لـدسوق | البيانات المناخية لـدسوق | البيانات المناخية لـدسوق | البيانات المناخية لـدسوق | البيانات المناخية لـدسوق |
| الشهر                        | يناير                    | فبراير                   | مارس                     | أبريل                    | مايو                     | يونيو                    | يوليو                    | أغسطس                    | سبتمبر                   | أكتوبر                   | نوفمبر                   | ديسمبر                   | المعدل السنوي            |
| ---------------------------- | ------------------------ | ------------------------ | ------------------------ | ------------------------ | ------------------------ | ------------------------ | ------------------------ | ------------------------ | ------------------------ | ------------------------ | ------------------------ | ------------------------ | ------------------------ |
| متوسط درجة الحرارة الكبرى °ف | 54.0                     | 54.1                     | 64.2                     | 67.6                     | 68.9                     | 70.9                     | 74.7                     | 78.1                     | 70.2                     | 65.5                     | 57.4                     | 48.4                     | 64.5                     |
| متوسط درجة الحرارة الصغرى °ف | 45.7                     | 48.7                     | 51.4                     | 56.1                     | 58.3                     | 61.3                     | 64.0                     | 66.4                     | 59.5                     | 56.8                     | 50.5                     | 41                       | 55.0                     |
| الهطول إنش                   | 1.7                      | 1.4                      | 0.5                      | 0.2                      | 0.0                      | 0                        | 0                        | 0                        | 0.3                      | 0.4                      | 0.5                      | 1.4                      | 6.4                      |
| متوسط درجة الحرارة الكبرى °م | 12.2                     | 12.3                     | 17.9                     | 19.8                     | 20.5                     | 21.6                     | 23.7                     | 25.6                     | 21.2                     | 18.6                     | 14.1                     | 9.1                      | 18.0                     |
| متوسط درجة الحرارة الصغرى °م | 7.6                      | 9.3                      | 10.8                     | 13.4                     | 14.6                     | 16.3                     | 17.8                     | 19.1                     | 15.3                     | 13.8                     | 10.3                     | 5                        | 12.8                     |
| الهطول مم                    | 43                       | 36                       | 13                       | 4                        | 1                        | 0                        | 0                        | 0                        | 7                        | 10                       | 12                       | 35                       | 161                      |
| المصدر:                      |                          |                          |                          |                          |                          |                          |                          |                          |                          |                          |                          |                          |                          |

## تاريخ

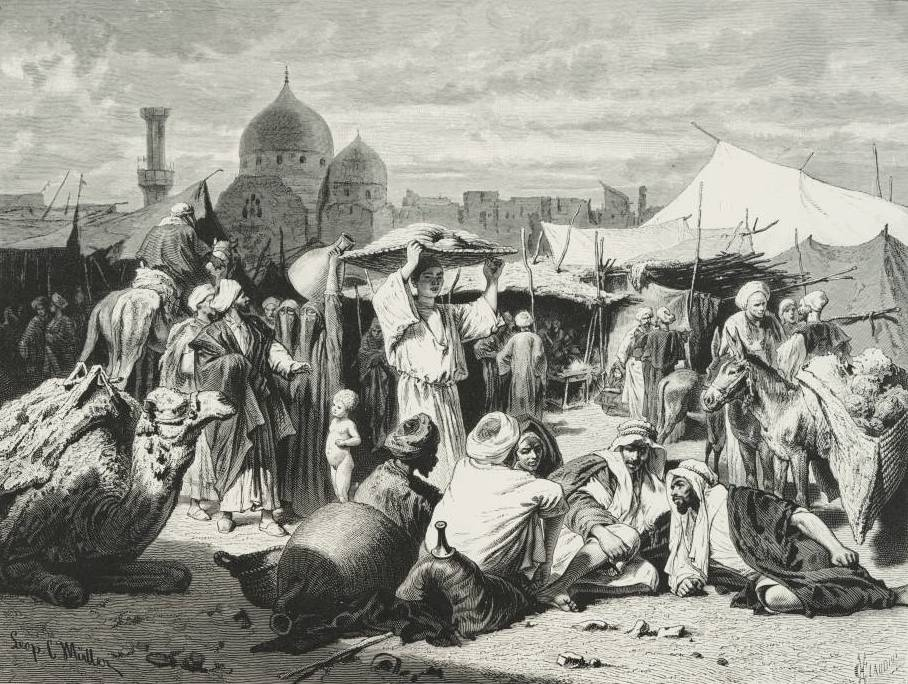
لوحة للرسام النمساوي ليوبولد مولر عام 1878 تظهر أسواق دسوق المزدحمة.

دسوق من المدن القديمة، فقد ورد اسمها في قوانين الدواوين لابن مماتي وفي تحفة الإرشاد، حيث كُتِب:
| دسوق | قرية كبيرة عامرة من أعمال مصر، وإليها ينسب سيدي إبراهيم الدسوقي صاحب المقام العظيم الكائن بها. | دسوق |

وقال عنها شمس الدين السخاوي في كتابه البلدانيات:
| دسوق | دُسُوق وَهِيَ بضم الدال والسين المهملتين ثُمَّ قاف، من الغربية عَلَى شاطئ النيل بالقرب من فوه، لَهَا جلالة بالشيخ إِبْرَاهِيم بْن أَبِي المجد الدسوقي ذي الأتباع المعروفين بَيْنَ طوائف الفقراء بالطائفة الدسوقية والإبراهيمية، فإنه ولد بِهَا وعمر بِهَا الزاوية المشهورة. | دسوق |

وقال عنها كمال موريس في كتابه «الموسوعة الجغرافية للوطن العربي»:
| دسوق | دسوق، مدينة مصرية تقع في محافظة كفر الشيخ على فرع رشيد أحد فرعي النيل. فيها سوق زراعية مهمة، ومن صناعتها النسيج والمواد الغذائية وما شابه. | دسوق |

تشير البرديات المصرية القديمة أن مدينة بوتو التي تقع شمال شرق دسوق الحالية كانت عاصمة لمصر السفلى، ومقراً لحكام الشمال، وكان اسمها المصري القديم "بِ دِب"، والإغريقي "بوتوس" أو "بوتوسوس"، والرومي "بوتوس"، والقبطي "بوتو"، ثم حرفها العرب إلى «إبطو». وكانت المدينة عاصمة المقاطعة التاسعة عشرة  المسماة "إمتي بحو".

التاج الأحمر تاج مملكة مصر السفلى وعاصمتها مدينة بوتو.
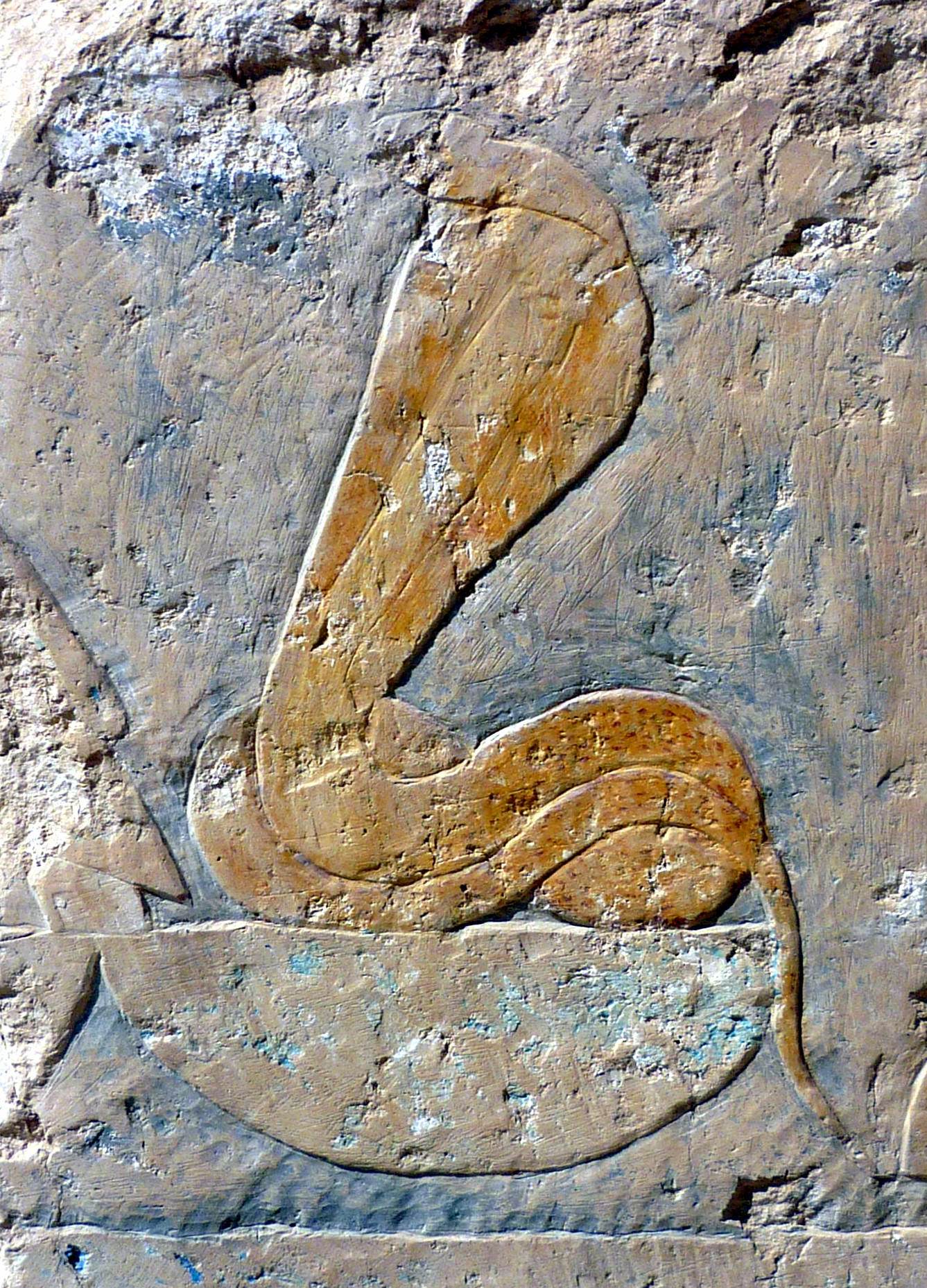
الحيّة "وادجيت" ربة مدينة بوتو، توضع دائماً أعلى رؤوس الملوك وكبار الدولة لحمايتهم من كل سوء.
تمثال حورس الصقر المكتشف في مدينة بوتو.
أطلال المدينة القديمة.

وقد اختصت بوتو بحضانة الطفل حورس الذي وضعته أمه إيزيس بالجزيرة المجاورة «أخبيت» - وهي قرية شابة الحالية - وذلك ليكون تحت رعاية الإلهة وادجيت ربة مدينة بوتو، ويكون كذلك بعيداً عن بطش عمه ست. وعندما اشتد ساعد الإله حورس، خرج من مسقط رأسه أخبيت ليسترد عرش أبيه أوزوريس المفقود.
وكان سكان بوتو أول من أيدوه وتوجوه ملكاً على البلاد وساروا تحت لواءه، إلى أن حكمت له محكمة الأرباب بأحقيته في إرث عرش أبيه المفقود، بل أعلنته إلهاً لعالم الأحياء، وأعلنت أبيه أوزوريس إلهاً للعالم السفلي. ونتيجة لذلك أصبح ملوك مصر القديمة المناصرين لعبادته هم خلفائه وورثته على عرش البلاد.
ونتيجة لدور مدينة بوتو القديم في الأحداث السياسية القديمة في مصر والتي سبقت توحيد البلاد على يد الملك نعرمر عام 3200 ق.م، فقد ارتبطت مدينة بوتو على مر العصور القديمة بتاج الشمال الأحمر، وإضفاء شرعية الحكم وطقس التتويج الملكي، وظلت الحية وادجيت  ربة المدينة تزين جبهة ملوك مصر طوال العصور التاريخية لكي تكسبهم الشرعية وتحميهم من كل مكروه. وظلت المدينة محتفظة بمكانتها السياسية والدينية طوال العصور المصرية القديمة رغم انتقال عواصم مصر الموحدة من مدينة إلى أخرى في مختلف أرجاء مصر.
كان لملوك بوتو أوائل المحاولات الناجحة لتحقيق وحدة الشمال والجنوب المصري، فقد لعبت بوتو دوراً هاماً في الأحداث السياسية فيما قبل التاريخ، حيث ذكر حجر بالرمو أن ستة ملوك يرتدون التاج المزدوج، مما يعني أن هذه المدينة سعت إلى الوحدة قبل ظهور نعرمر، وبعد ذلك نجح الجنوب في تحقيق الوحدة النهائية والأخيرة على يد الملك نعرمر  واستيلائه على قاعدة حكم الشمال -بوتو- لتوحيد شطري البلاد.
تعرضت المدينة عبر التاريخ للتدمير والتخريب أيام الهكسوس بعد الدولة الوسطى وفي الدولة الحديثة في عهد الملك رمسيس الثالث أثناء حربه من شعوب البحر، وبعد ذلك ظهرت أهمية بوتو مرة أخرى لتلعب دوراً مؤثراً في مساعدة الملك إبسماتيك الأول، فقد أصبحت في عصره في المرتبة الثانية بعد مدينة ساو العاصمة مباشرةً، ووصلت لأقصى ازدهارها في عهد الأسرة التاسعة والعشرين والأسرة الثلاثين، وقد تدهور حال المدينة أثناء الغزو الفارسي الأول، حتى فتحها الإسكندر الأكبر، فعادت لتزدهر مرة أخرى حتى النصف الأول من عهد البطالمة.

### أصل التسمية
لفظ دسوق لفظ عربي، أصلها من مادة دَسَقْ، وهو امتلاء الحوض بالماء حتى يفيض، فيطلق على الأحواض الصغيرة دُسُق ودُسوق، ويقول العرب «ملأت الحوض حتى دسق»؛ أي امتلأ حتى ساح ماؤه، و«الديسق» هو الحوض الملآن، ويُطلق أيضاً على وعاء من أوعية العرب والخوان من الفضة...الخ، و«أدسقه» أي ملأه. وسميت المدينة بهذا الاسم بعد الفتح الإسلامي لمصر نظراً لانخفاض الأرض فيها بالقرب من ساحل النيل، فكان يأتي الفيضان فيغرقها، وبعد الجفاف تظل هناك ثغرات مليئة بالمياه في شكل أحواض صغيرة، وذلك يطلق عليه لفظ دسق، ومن هنا أتت تسمية دسوق. أما أهل المدينة فيلفظونها دِسوء.

### التاريخ الإداري
- عام 3200 ق.م، أصبحت مدينة بوتو عاصمة مملكة الشمال (مصر السفلى) قبل توحيد الملك نعرمر للقطرين.
- من سنة 1250 إلى سنة 1517، كانت دسوق مدينة تابعة لأعمال الغربية.
- من سنة 1798 إلى سنة 1801، أصبحت دسوق تابعة لإقليم رشيد، وذلك في فترة الحملة الفرنسية على مصر.
- عام 1841، أصبحت تسمى قسم المندورة ومقرها مدينة دسوق لكونها أكبر بلاده.[45][66]
- عام 1871، صدر قرار من نظارة (وزارة) الداخلية بتسمية قسم المندورة باسم مركز دسوق، وحدث تضارب بين نظارتي الداخلية والمالية، حيث ظلت مسجلة باسم قسم المندورة في دفاتر نظارة المالية.
- 22 فبراير عام 1869، صدر قرار من نظارة المالية بتسمية قسم المندورة باسم مركز دسوق لتوحيد التسمية في دفاتر نظارتي الداخلية والمالية.[67]

## السكان

### التركيبة السكانية
مدينة دسوق ذات تعداد سكاني متوسط إذا ما قورنت بالمدن الكبرى في مصر، مثل القاهرة والإسكندرية. فقد شهدت المدينة خلال حوالي مائة عام (من 1882 إلى 1986) نمواً سريعاً، حيث تضاعف عدد السكان ما يقرب من عشرة أمثال ما كانت عليه عام 1882، فقد تزايد عدد السكان من 8,464 نسمة إلى 78,316 نسمة عام 1986. حسب الإحصاء الرسمي عام 2006، يلاحظ أن عدد سكان المدينة 106,827 نسمة، وارتفع السكان بشكل هائل بزيادة قدرها 19,932 نسمة عام 2008 بسبب الهجرة إليها بشكل أساسي. وفي عام 2009 زادوا 2,845 نسمة فقط حسب التعداد التقديري السنوي عن 2008. بحسب التعداد الرسمي لسنة 2017؛ فقد بلغ عدد السكان 135,725 نسمة.
| السنة      | 1882    | 1897     | 1907     | 1927     | 1937     | 1947     | 1960     | 1966     | 1976     | 1986     | 1996     | 2003     | 2006      | 2007      | 2008      | 2009      | 2016      | 2017      |
| ---------- | ------- | -------- | -------- | -------- | -------- | -------- | -------- | -------- | -------- | -------- | -------- | -------- | --------- | --------- | --------- | --------- | --------- | --------- |
| عدد السكان | ▲ 8,464 | ▲ 11,878 | ▲ 14,837 | ▲ 22,237 | ▼ 15,368 | ▲ 23,725 | ▲ 39,473 | ▲ 45,580 | ▲ 58,700 | ▲ 78,316 | ▲ 91,318 | ▲ 101,74 | ▲ 106,827 | ▲ 123,715 | ▲ 126,759 | ▲ 129,604 | ▲ 135,336 | ▲ 135,725 |

وقد أثر ارتفاع عدد السكان سلباً على النسق البيئي للمدينة والهيراركية الحجمية لمدن محافظة كفر الشيخ بسبب عدة عوامل:

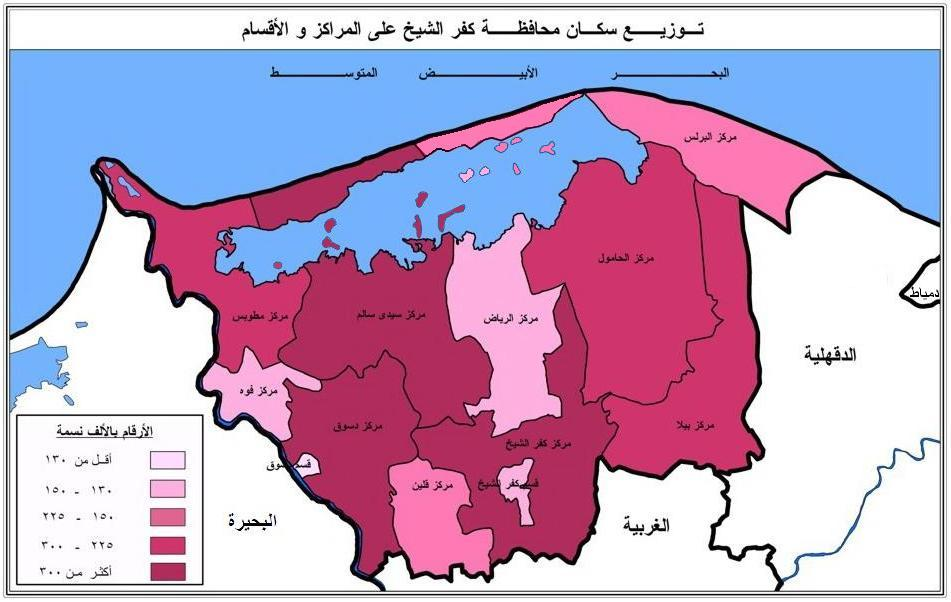
الكثافة السكانية عالية بمركز دسوق وفقاً لخريطة توزيع السكان بمحافظة كفر الشيخ عام 2009.

- ارتفاع نسبة المواليد وقلّة الوفيات لارتفاع مستوى الخدمات الصحية.
- الهجرة المتزايدة إلى المدينة -خصوصاً من الريف- لأجل العمل بها، ونتج عن ذلك زيادة نسبة الذكور عن الإناث.
- انتشار ظاهرة التريف الحضري.[72]
- نمو العشوائيات في الضواحي والبناء على الأراضي الزراعية الملاصقة لحدود المدينة.
- تقلص نسبة فرص العمل، المؤدي إلى زيادة نسبة البطالة.
- قصور المرافق وعجز الخدمات عن الإيفاء بمتطلبات السكان.[73]

| عدد سكان مدينة دسوق             | 137,660 نسمة |
| عدد سكان مركز دسوق              | 406,971 نسمة |
| إجمالى سكان المدينة وقرى المركز | 544,631 نسمة |

### مشاكل سكانية
تتركز أغلب مشاكل المدينة سكانياً في منطقة الأعمال المركزية (وسط المدينة)، حيث يتركز فيها العديد من الأنشطة والخدمات التعليمية والإدارية والأسواق التجارية (الجملة والقطاعي)، وكل ذلك أدى إلى:
- التزاحم المروري، ووجود الكثير من العقد المرورية، وذلك بسبب ضيق معظم الشوارع، وزيادة المرور العابر الآتي من الطرق الإقليمية من داخل المدينة.
- تمركز السكان في منطقة الأعمال المركزية.
- زيادة الزحام بصفة مستمرة من قبل الوفود الآتية إلى المدينة، خصوصاً أوقات المناسبات والأعياد.

### الدين
كغيرها من مدن مصر، معظم سكان دسوق يعتنقون الإسلام على مذهب أهل السنة والجماعة وفق مدارسه الفقهية وطرقه الصوفية، وتوجد أقلية من المسيحيين أغلبهم من الأقباط الأرثوذكس.
وتوجد بالمدينة بعض المقرات الرئيسية للطرق الصوفية، حيث أن دسوق هي مهد الطريقة الدسوقية التي تنسب إلى الإمام إبراهيم الدسوقي.
| الدين في دسوق (1986) | الدين في دسوق (1986) | الدين في دسوق (1986) | الدين في دسوق (1986) | الدين في دسوق (1986) |
| -------------------- | -------------------- | -------------------- | -------------------- | -------------------- |
| الدين                | الدين                |                      | النسبة               | النسبة               |
| الإسلام              | الإسلام              |                      | 97.58%               | 97.58%               |
| المسيحية             | المسيحية             |                      | 2.42%                | 2.42%                |

### إحصاءات دور العبادة
تعاني دسوق من قلة دور العبادة وتمركزها في خصوصاً في حي جنوب وندرتها خصوصاً في حي شمال، كما أن المساجد ليست ذات مساحات كبيرة لاستقبال المصلين، كذلك فهناك كنيسة واحدة فقط. والجدول التالي يبيّن إحصاء للمساجد والزوايا بالمدينة عام 2009:
| المساجد الحكومية وذات موقوفات | 44 مسجد        |
| المساجد الأهلية والزوايا      | 79 مسجد وزاوية |
| إجمالي عدد المساجد            | 123 مسجد       |
| إجمالي عدد الكنائس            | كنيسة واحدة    |

أما عن دور العبادة الشهيرة بالمدينة فمعظمها إسلامية، وأهمها على الإطلاق وأكثرها شهرة مسجد سيدي إبراهيم الدسوقي، وهناك مساجد أخرى معروفة بدسوق كمسجد الشيخ أحمد ربيع، ومسجد السيدة خديجة، ومسجد المدينة المنورة. أما دور العبادة المسيحية فهي عبارة عن كنيسة واحدة هي كنيسة الشهيد العظيم مار جرجس، التي تأسست عام 1919 بمرسوم من السلطان فؤاد الأول.

## التقسيم الإداري
مدينة دسوق قاعدة مركز دسوق، وعاصمة منطقة غرب. ويضم المركز حيّان، و11 قرية رئيسية، و24 قرية تابعة، و249 عزبة. وتشغل عايدة ماضي منصب رئيسة مدينة دسوق منذ 22 سبتمبر 2020 (منذ 4 سنواتٍ و9 أشهرٍ و25 يومًا)، وهي أول سيدة تشغل هذا المنصب بالمدينة.

### أحياء مدينة دسوق
تقسم مدينة دسوق إلى حيين كبيرين، يضم كل منهما عدد من المناطق، هما:
حي شمال
أكثر الأحياء سُكاناً، ويقع على مساحة 502 فدان (2,11 كم²) في الجزء الشمالي بالمدينة، بمحاذاة خط السكة الحديدية، ويشمل منطقة مفتاح والكِشلة بمحاذاة نهر النيل والكورنيش غرباً، ماراً بشارع الشركات ومنطقة المستشفى العام ومناطق دحروج والشريف والنجارين ومنطقة المساكن والإستاد، حتى نهاية كردون المدينة ماراً بموقف الأرياف. وبلغ عدد سكان حي شمال في 31 ديسمبر سنة 2011، 70,207 نسمة، أي 51% من إجمالي سكان المدينة.
حي جنوب
يقع على مساحة 752 فدان (3,19 كم²)، في جنوب المدينة، والتي تبدأ من كوبري دسوق العلوي وموقف دسوق للمدن، ماراً بمنطقة البرماوي والصنايع والمستعمرة ومنطقة الميدان الإبراهيمي وشارع الجيش وكورنيش النيل وداير الناحية، حتى خط السكك الحديدية شمالاُ. وبلغ عدد سكان حي جنوب في 31 ديسمبر سنة 2011، 67,453 نسمة، بمجموع 49% من إجمالي سكان المدينة.

### القرى الرئيسية وتوابعها
يبلغ عدد القرى بالمركز 44 قرية، منها 11 قرى رئيسية و33 قرية تابعة، يتبعها إجمالاً 253 عزبة، وفيما يلي القرى الرئيسية وتوابعها من القرى:
- أبو مندور: (المندورة، النوايجة)
- سنهور المدينة: (كفر أم يوسف، منشأة بطاح).
- شابة: (كفر أبو زيادة، الشباسية).
- شباس الشهداء.
- شباس الملح: (محلة مالك، الزوامل، كفر السودان، الإبراهيمية، منشأة زعلوك).
- العجوزين: (كفر عبد الرحمن، الشون، إبطو).
- كفر مجر: (دمنكة، الصافية).
- كنيسة الصرادوسي: (دمرو سليمان، منشأة علي أغا، لاصيفر البلد، أبيوقا).
- كفر العرب.
- محلة أبو علي: (جماجمون، كفر إبراهيم).
- محلة دياي: (منية جناج، كفر الخير).[87][88]

## التعليم والثقافة

### التعليم
يتوافر التعليم بالمدينة بجميع مراحله، بدءاً من محو الأمية والتعليم الأساسي حتى التعليم الجامعي. كما يوجد تعليم أميري (حكومي)، وتعليم خاص، وتعليم ديني (أزهري).

#### محو أمية
يوجد العديد من فصول محو الأمية، ومعظمها في القرى التابعة للمركز، ويبلغ عدد المستهدف أميتهم نحو 2,507 نسمة، أما السكان المقيدين فعلاً بفصول محو الأمية فيبلغون نحو 5,250 نسمة، ويلاحظ زيادة المقيدين بالفصول عن نسبة المستهدف تعليمهم بنسبة 80% حسب إحصاءات عام 2007.

#### التعليم الأساسي
رياض الأطفال
تظهر إحصاءات العام الدراسي 2009 - 2010 بوضوح كثرة عدد مدارس رياض الأطفال التي وصلت إلى 55 مدرسة وقسم، بعدد إجمالي للتلاميذ وصل إلى 11,034 تلميذ وتلميذة، وتقل مدارس اللغات بفارق ساشع حيث تمّ حصرها في ثلاث مدرس فقط، وتستوعب تلك المدارس الثلاث 383 تلميذ وتلميذة.
المرحلة الابتدائية
تشير إحصاءات العام الدراسي 2008 - 2009 بالنسبة للمرحلة الابتدائية أن عدد المدارس الأميرية (الحكومية) 12 مدرسة بإجمالي عدد تلاميذ وصل إلى 30,405 تلميذ وتلميذة. أما المدارس الخاصة بمصروفات فهي مدرستان فقط تستوعبان 591 تلميذ وتلميذة. وهناك مدرسة واحدة للغات، ويقدر عدد التلاميذ بها 363 تلميذ وتلميذة.
ومن أمثلة مدارس هذه المرحلة: مدرسة أبو بكر الصديق، مدرسة أبو الأنبياء، مدرسة لطفي السيد، ومدارس التربية الحديثة الخاصة للغات.
المرحلة الإعدادية
تُظهر إحصاءات العام الدراسي 2007 - 2008 أن عدد مدارس المرحلة الإعدادية تبلغ 10 مدارس، تضم تلك المدارس إجمالياً 5,209 تلميذاً وتلميذة. وتوجد مدرسة إعدادية مهنيّة واحدة تستوعب 228 تلميذ.
ومن أمثلة مدارس هذه المرحلة: مدرسة الشهيد نجيب فوزي سالم، مدرسة الشهيد الصيحي، مدرسة الدسوقي، ومدرسة النجاح.

#### التعليم الثانوي

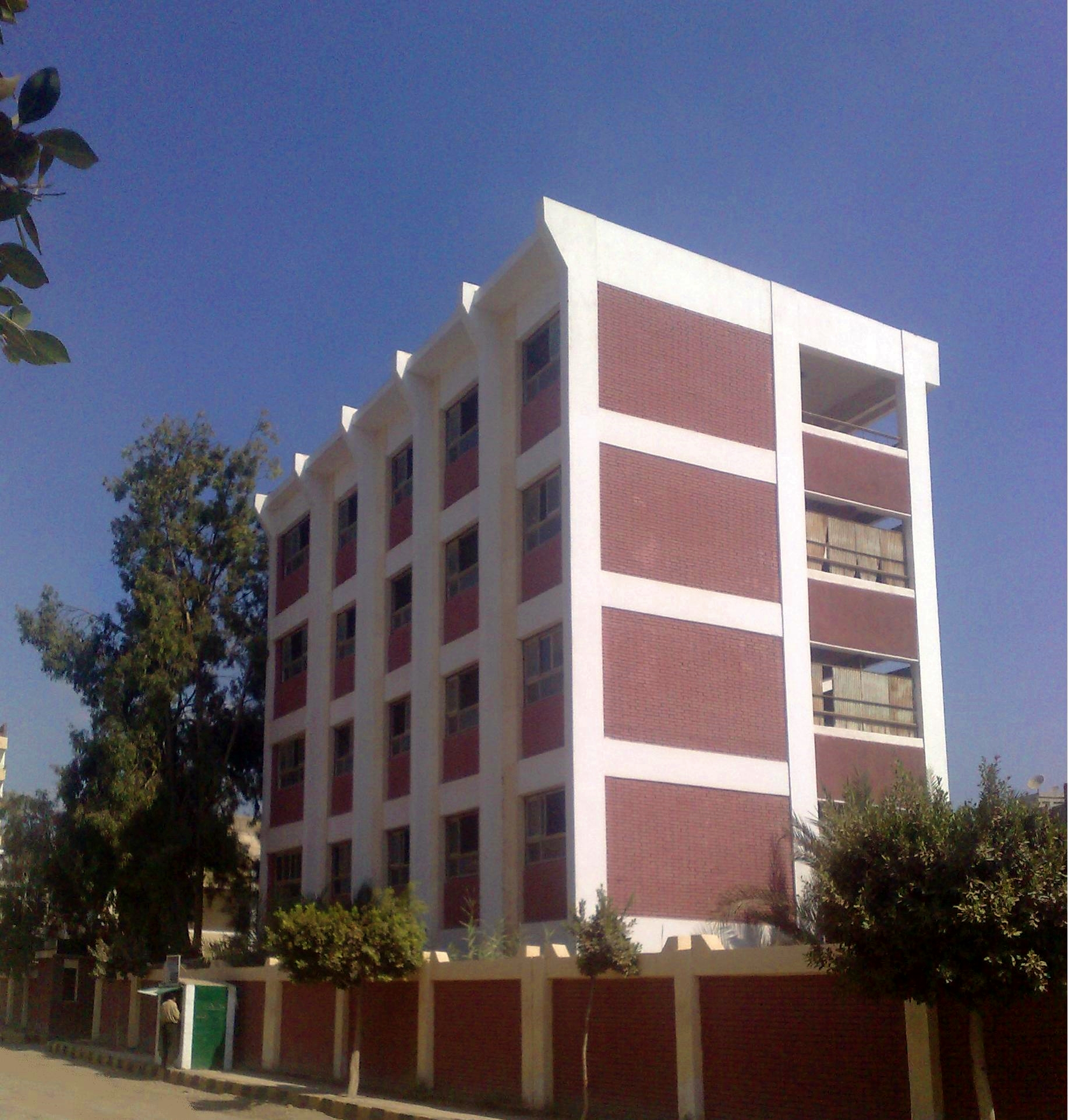
أحد مباني مدرسة دسوق التجارية للبنات.

إحصاءات العام الدراسي 2009 - 2010 لمراحل الثانوية العامة والثانوي الزراعي والصناعي والتجاري:
ثانوية عامة
يبلغ عدد مدارس الثانوية العامة بالمدينة 4 مدارس منهم مدرسة واحدة خاصة، أما عدد الطلبة بتلك المدارس مجتمعة فيشكلون 2,280 طالب وطالبة.
ومدارس تلك المرحلة: جمال عبد الناصر العسكرية، مدرسة أحمد زويل، مدرسة دسوق للبنات، ومدرسة الإبراهيمية الخاصة.
ثانوي زراعي
توجد مدرسة ثانوية زراعية واحدة فقط بالمدينة وهي مدرسة دسوق الثانوية الزراعية، ويبلغ عدد الطلبة بها نحو 1,822 طالب وطالبة.
ثانوي صناعي
يبلغ عدد مدارس التعليم الثانوي الصناعي مدرستان فقط، ويبلغ عدد الطلبة بكل منهما نحو 2,704 طالب وطالبة.
ومدارس تلك المرحلة إحداها للبنين والأخرى للبنات وهي: دسوق الثانوية الصناعية للبنين، ودسوق الثانوية الصناعية للبنات.

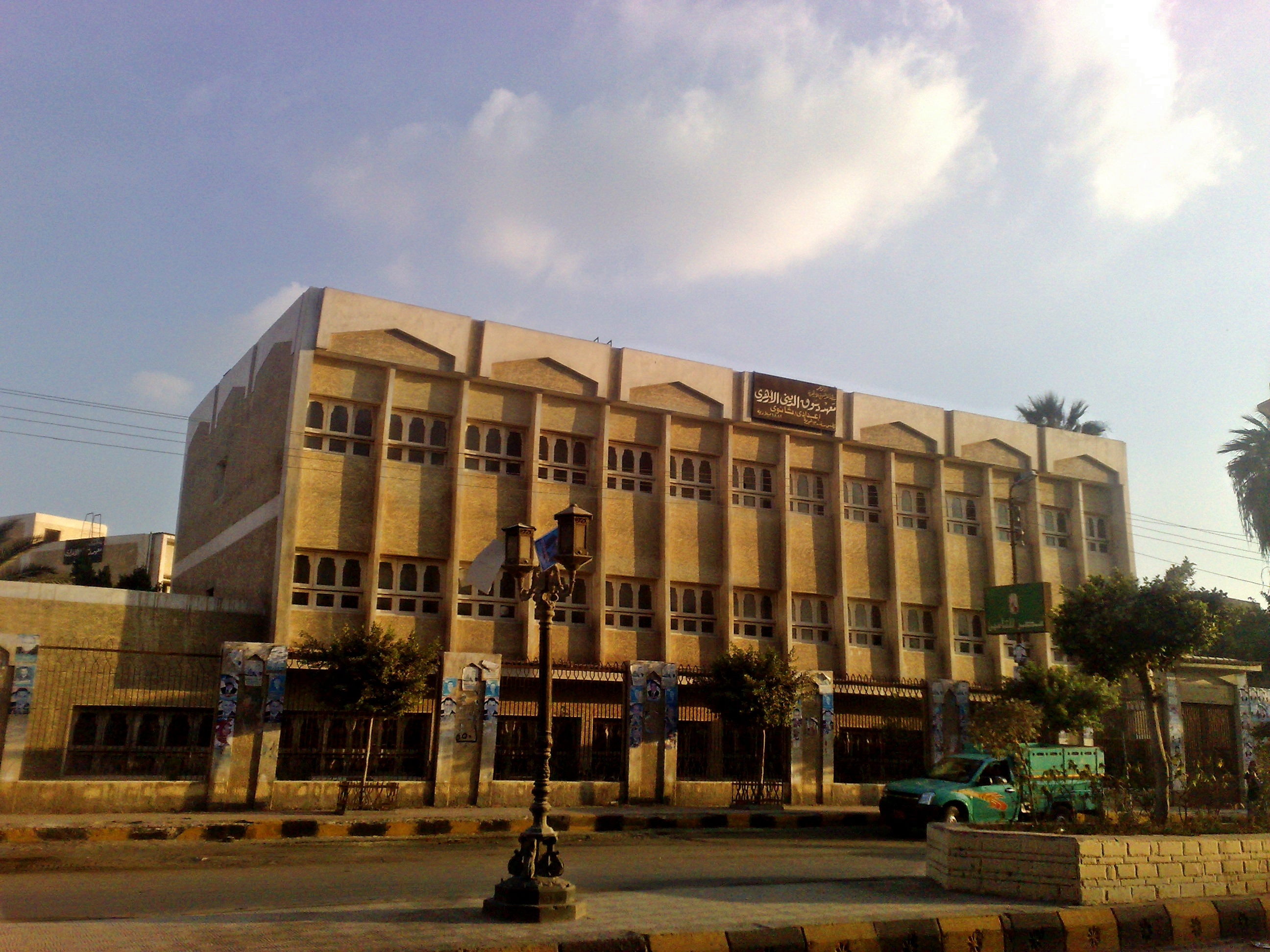
المبنى الرئيسي لمعهد دسوق الديني الأزهري.

ثانوي تجاري
يبلغ عدد مدارس تلك المرحلة مدرستان، ويبلغ عدد الطلبة الدارسين التعليم الثانوي التجاري نحو 1,886 طالب وطالبة في المدرستين.
ومدارس تلك المرحلة إحداها للبنين والأخرى للبنات -مثل مدارس التعليم الثانوي الصناعي- وهي: دسوق التجارية للبنين، ودسوق التجارية للبنات.

#### التعليم الأزهري

واحد من المباني الست الرئيسيّة بكلية الدراسات الإسلامية والعربية.

يوجد في دسوق معهد من أقدم معاهد مصر، حيث تم إنشاءه عام 1300 هـ - 1882 م، وتخرج منه أمثال سعد زغلول، ومحمد فوزي البرقوقي (الخسارة المصرية الوحيدة خلال الإغارة الأولى على ميناء إيلات). ويبلغ عدد المعاهد الأزهرية بالمدينة 6 معاهد، بحيث تستحوذ كل مرحلة (ابتدائية، إعدادية، ثانوية) على معهدان. وعدد الطلبة بها مجتمعين يصل لحوالي 1,465 طالب وطالبة، وذلك حسب إحصاءات العام الدراسي 2007 - 2008.

#### التعليم الجامعي
يوجد بدسوق كلية الدراسات الإسلامية والعربية التابعة لجامعة الأزهر، التي أنشئت بقرار رئيس الوزراء رقم 1860 لعام 1994، بناء على اقتراح من منظمة العواصم والمدن الإسلامية، وتنقسم الكلية إلى ثلاثة أقسام: قسم اللغة العربية، قسم أصول الدين، قسم الشريعة الإسلامية. وكل قسم يعتبر كليّة مُستقلة مثل نظيرتها في الجامعة. أما عن الطلبة فمعظمهم مصريين، بلغ عددهم 5750 طالب مصري حسب إحصاءات العام الجامعي 2007 - 2008، بجانب عدد من الطلاب الوافدين من ماليزيا وسوريا وجزر القمر.
وقد تقرر إنشاء فرع جامعة كفر الشيخ في مدينة دسوق يضم عدد من الكليات والمعاهد، وقد تم وضع حجر الأساس لبناء فرع الجامعة في عهد المحافظ السابق صلاح الدين سلامة، ومقرها في شارع الإستاد الرياضي. ولطلبة دسوق المتخرجين من الثانوية العامة الحق في دخول أربع جامعات وهم: جامعة كفر الشيخ، جامعة طنطا، جامعة الإسكندرية وجامعة دمنهور. وذلك لقرب الجامعات الأربعة من المدينة.

### الثقافة
يوجد بالمدينة قصراً للثقافة، ومكتبتين عامتين، و 3 مكتبات للأطفال منها مكتبة الطفل، والمركز الاستكشافي للعلوم، ومركز التطوير التكنولوجي. كما ينتشر بالمدينة العديد من النوادي الاجتماعية. كما بالمدينة معرض دولي للكتاب يُقام في شهر مارس من كل عام.
قصر ثقافة دسوق

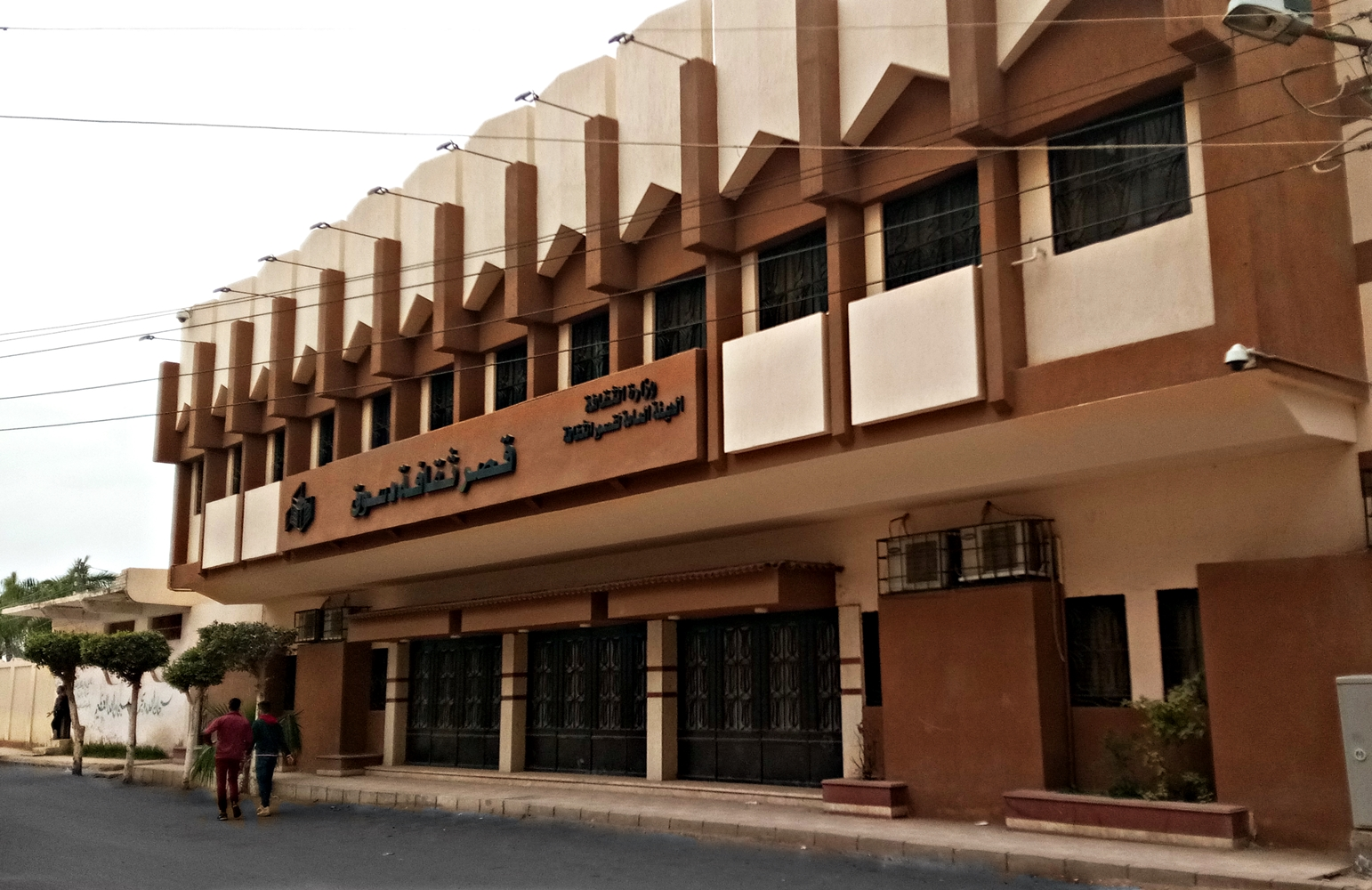
قصر ثقافة دسوق.

يقع قصر الثقافة في شارع الإستاد الرياضي في حي شمال، وتقام به جميع الأنشطة الثقافية المختلفة لجميع الأعمار، مثل: المحاضرات والندوات الثقافية والأمسيات الشعرية ومعارض الفنون التشكيلية؛ وغير ذلك من الأنشطة المختلفة.
مكتبة الأسرة

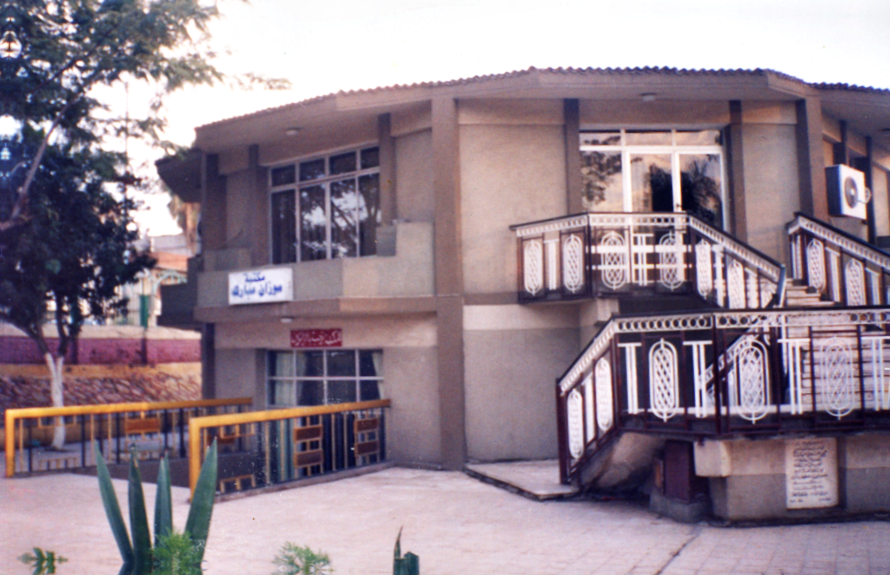
مكتبة الطفل.

هي مكتبة مخصصة للأسرة والطفل، تقع في شارع الجيش، في مدخل حديقة الأسرة والطفولة، وتتسع المكتبة لمئة وثمانية قرّاء من الأطفال.
المركز الاستكشافي للعلوم
تم افتتاحه في يناير 2003 بمبنى مكوّن من خمسة أدوار، ومكانه بشارع مجمع المدارس بجوار كلية الدراسات الإسلامية والعربية، ويحتوي المركز على عدة أنشطة منها: المتحف العلمي، نادي العلوم، قاعة العلماء، المرصد الفلكي، معمل اللغات، الدورات الطلابية، الورشة الإنتاجية، الحاسب الآلي، قاعة الفنون، وأخيراً القاعة الصينية وهي منحة علمية من جمهورية الصين الشعبية، وهي عبارة عن قاعة خاصة للتعليم عن بعد.
مركز التطوير التكنولوجي
وهو كائن بشارع مجمع المدارس، ومن أنشطته متابعة المعامل المطورة بالمدارس وتنشيطها في إطار (الأوساط المتطورة، البث الفضائي، التعليم الإلكتروني)، وصيانة جميع أجهزة الحاسب المعطلة وأجهزة العرض بالمدارس لقطاع «دسوق، فوه، مطوبس»، وأيضاً الإشراف على الدورات التدريبية للعاملين بوزارة التربية والتعليم والمتعاقدين الجدد، ومن الدورات: الرخصة الدولية لقيادة الكمبيوتر، دورات التعليم الإلكتروني..... الخ.
| إحصاءات الثقافة لعام 2008 - 2009 | إحصاءات الثقافة لعام 2008 - 2009 | إحصاءات الثقافة لعام 2008 - 2009 | إحصاءات الثقافة لعام 2008 - 2009 | إحصاءات الثقافة لعام 2008 - 2009 | إحصاءات الثقافة لعام 2008 - 2009 | إحصاءات الثقافة لعام 2008 - 2009 | إحصاءات الثقافة لعام 2008 - 2009 | إحصاءات الثقافة لعام 2008 - 2009 | إحصاءات الثقافة لعام 2008 - 2009 | إحصاءات الثقافة لعام 2008 - 2009 | إحصاءات الثقافة لعام 2008 - 2009 | إحصاءات الثقافة لعام 2008 - 2009 | إحصاءات الثقافة لعام 2008 - 2009 |
| -------------------------------- | -------------------------------- | -------------------------------- | -------------------------------- | -------------------------------- | -------------------------------- | -------------------------------- | -------------------------------- | -------------------------------- | -------------------------------- | -------------------------------- | -------------------------------- | -------------------------------- | -------------------------------- |

| البيان                                         | إجمالي                   |
| ---------------------------------------------- | ------------------------ |
| عدد قصور الثقافة                               | قصر واحد                 |
| عدد المكتبات العامة                            | مكتبتان                  |
| عدد المكتبات                                   | 32 مكتبة                 |
| عدد مكتبات الطفل                               | 3 مكتبات للطفل           |
| عدد المكتبات المشاركة في مهرجان القراءة للجميع | 27 مكتبة                 |
| نصيب السكان من قصور الثقافة                    | 124 ألف نسمة / قصر ثقافة |

أندية النقابات والجمعيات

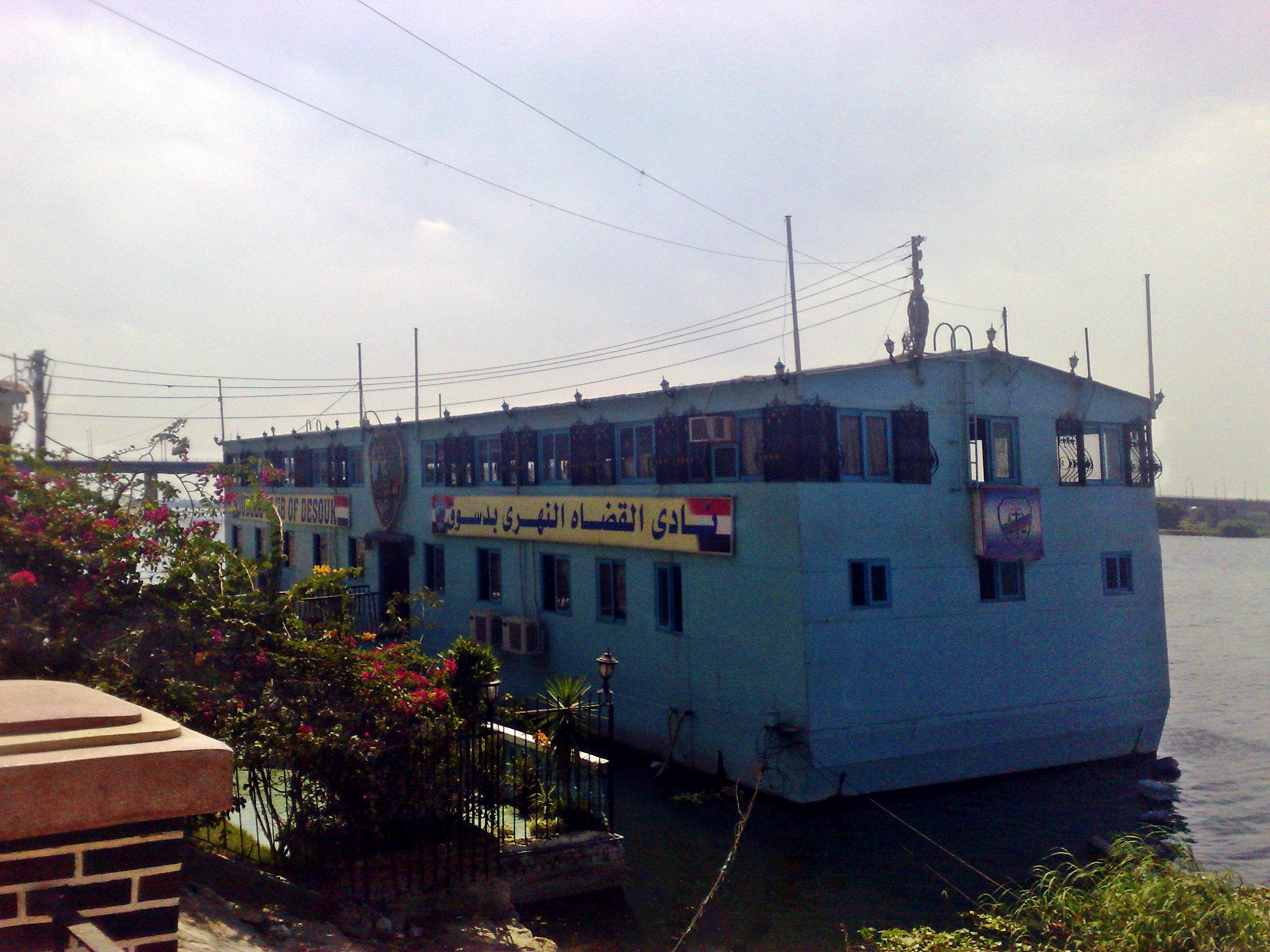
نادي القضاة النهري.

يوجد بالمدينة أندية أخرى تابعة للجمعيات ونقابات العاملين المختلفة، مثل:
- نادي روتاري دسوق، تأسس سنة 1998؛ منذ 27 سنوات.[117]
- نادي الأطباء.
- نادي المعلمين.
- نادي القضاة.[118]
- نادي القضاة النهري.
- نادي النيابة الإدارية.
- نادي المحامين.
- نقابة ونادي التطبيقيين.[119]
- نادي المهندسين.
- نادي الشبان المسلمين.
- النادي الاجتماعي الثقافي.
- نادي أصدقاء ربيع العمر (للمسنين).
- نادي الدفاع الاجتماعي.

## الطرق والمواصلات

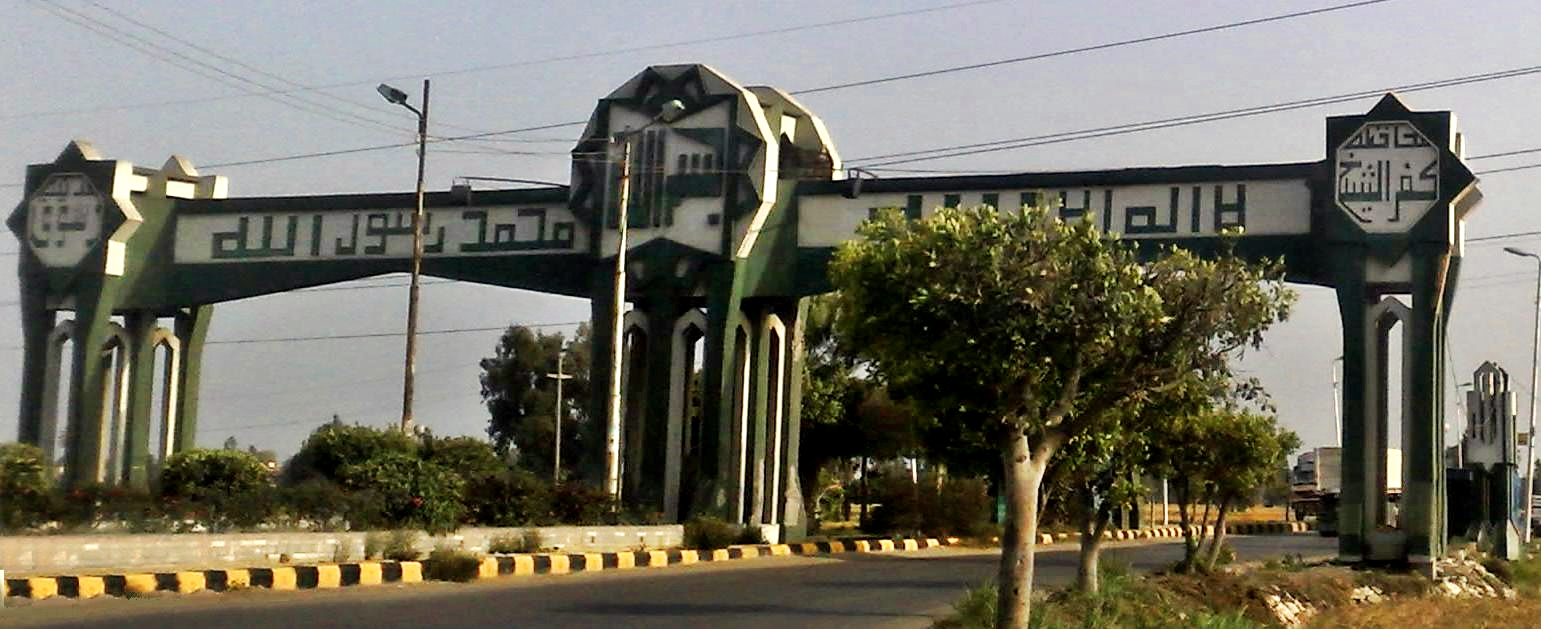
بوابة دسوق من مدخل طريق دمنهور - الإسكندرية.

### الطرق والجسور
الطرق

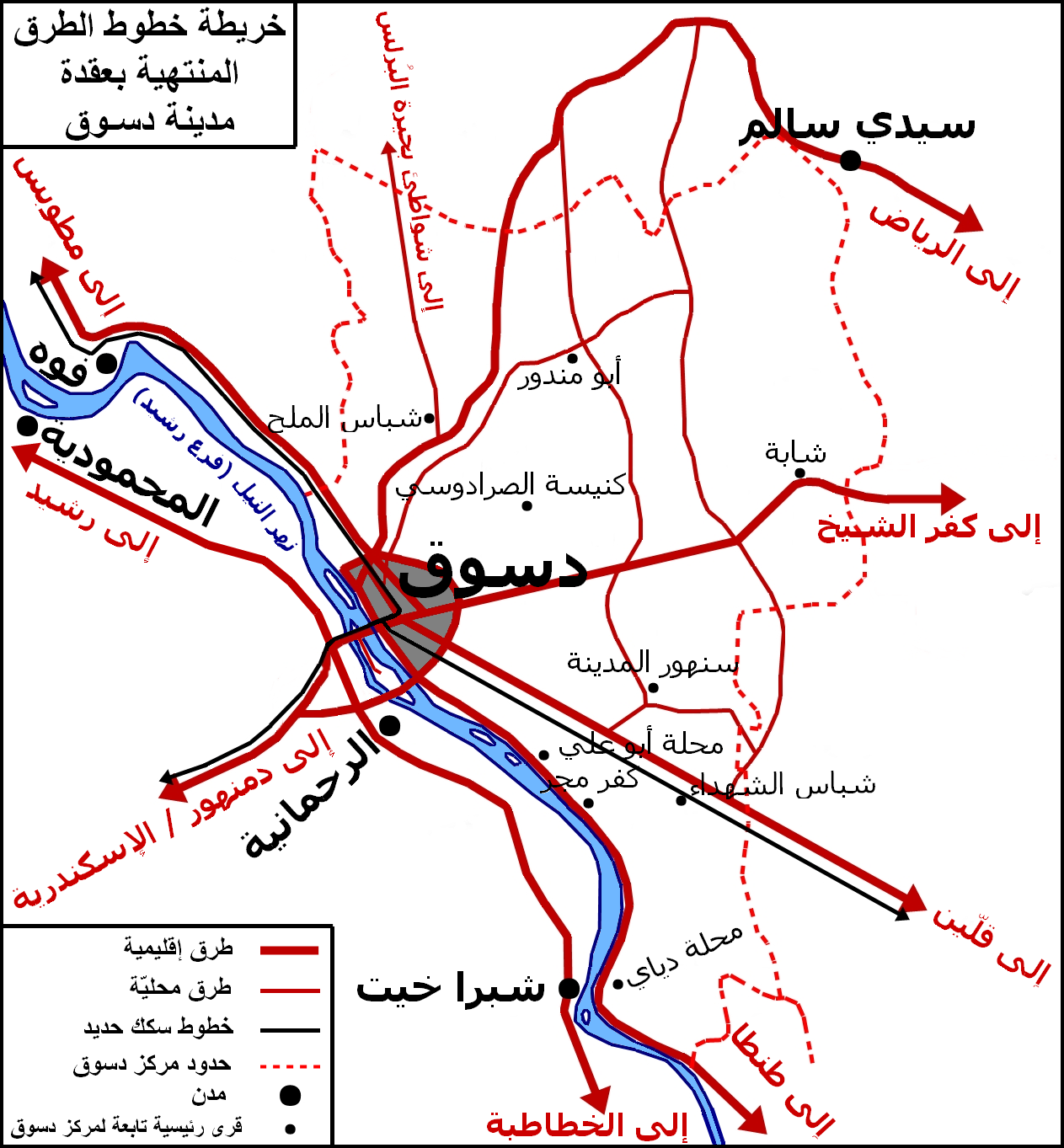
خريطة الطرق المتفرعة من مدينة دسوق.

يتفرع من مدينة دسوق عدة طرق تشكّل شبكة تربط محافظة كفر الشيخ بالمحافظات المجاورة؛ فجعلتها بوابة المحافظة من جهة الغرب، ولكن معظم الطرق ضيقة وتعاني من الإهمال مثل تأخر أعمال الصيانة والرصف، وقد أدّى هذا لعدم كفائتها بالشكل المراد، وأهم تلك الطرق  هي:
- طريق دسوق – كفر الشيخ، بطول 35 كم.[121]
- طريق دسوق – قلين - القاهرة، بطول 22 كم حتى قلين، وبإجمالي طول 167 كم حتى القاهرة.
- طريق دسوق – فوه، بطول 14 كم، وهذا الطريق يصل حتى مدينة مطوبس، وإجمالي طول الطريق من دسوق حتى مطوبس 28 كم، ويوازي فرع رشيد من الجهة الشرقية.
- طريق دسوق – دمنهور (محافظة البحيرة) - الإسكندرية، بطول 23 كم الذي ينتهي إلى الطريق الزراعي القاهرة – الإسكندرية، بإجمالي طول طريق دسوق - الإسكندرية 85 كم.
- طريق دسوق – طنطا (محافظة الغربية)، بطول 85 كم، ويمر بمدينة بسيون بعد 31 كم جنوب دسوق.
- طريق دسوق – سيدي سالم، بطول 31 كم.
- الطريق الدائري، ويربط شمال دسوق بجنوبها، ويتخلله كوبري البدالة العلوي.

الجسور

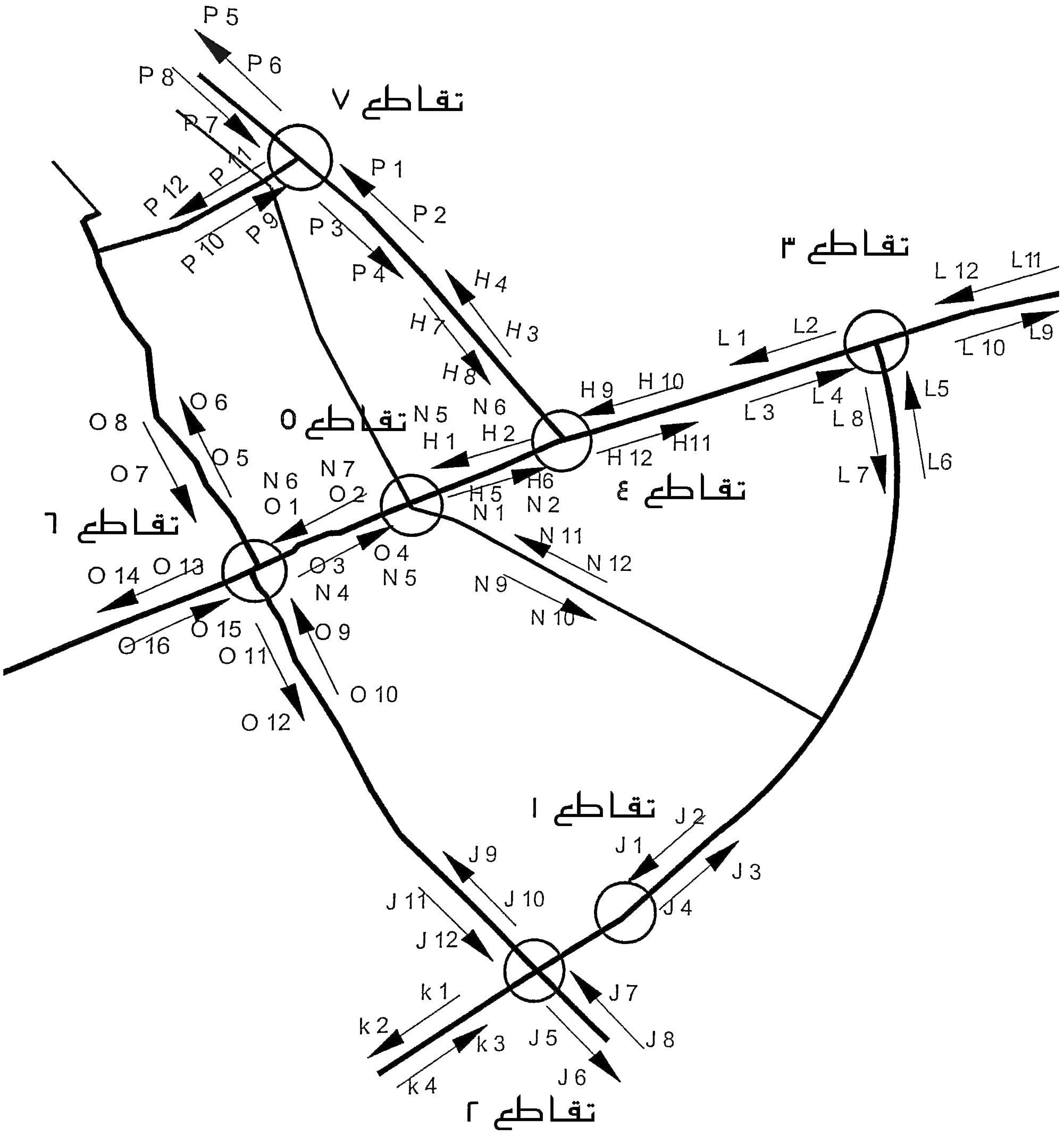
خريطة التقاطعات المرورية التي تم حصر الزحام بها بدسوق عام 2006.

- كوبري دسوق القديم (على نهر النيل)، وبه شريط السكك الحديدية المتجه إلى محافظتي البحيرة والإسكندرية، والذي تم بناءه مرتين، الأولى عام 1897م،[122] وأعيد بناءه مرة ثانية عام 1927م.[123]
- كوبري دسوق العلوي،[124] ويصل بين ضفتي نهر النيل، وهو أطول الجسور المقامة على حوض النيل.[125][126]

وفي المدينة جسور عديدة أخرى، تقع كلها على ترعة القضابة  مثل:
- كوبري البدالة العلوي.
- كوبري البدالة القديم.
- كوبري عتريس.
- كوبري السكة الحديد.
- كوبري المدير.

### الشوارع والميادين
الشوارع الهامة
تكثر الشوارع والأزقة بمدينة دسوق، وتكثر الشوارع الضيقة في حي جنوب عن حي شمال، لأن حي جنوب هو النواة الحقيقية للمدينة. ومن أهم الشوارع والشوارع الرئيسية بالمدينة:
- شارع الشركات، ويمتد من أقصى شرق المدينة حتى الغرب عند كورنيش النيل في حي شمال، ويشتهر بمعهد دسوق الديني المؤَسس عام 1882.
- شارع الجيش (البحر)، ويمتد من أقصى شمال المدينة إلى أقصى جنوبها من جهة الغرب، ويتقاطع مع شارع الشركات، ويتماشى الشارع موازياً مع شارع كورنيش النيل في حي جنوب.
- شارع سعد زغلول، وهو أهم شارع تجاري بالمدينة،[128] يبدأ من الميدان الإبراهيمي وينتهي بميدان المحطة.
- شارع الجمهورية، وهو يربط بين ميدان الساعة وشارع سعد زغلول.[129]
- شارع الاستاد الرياضي.
- شارع مدحت الزيات، ويطلق عليه محلياً شارع السينما، لوجود دار سينما الجمهورية به.
- شارع الدَلَتا، ويقام به سوق يومي.[130]
- شارع مجمع المدارس، ويشتهر بوجود عدد من المدارس والمراكز الثقافية، مثل المركز الاستكشافي للعلوم.
- شارع الغفران، ويشتهر بوجود مصانع الحلويات به.

الميادين
أما الميادين فتعرف بجمالها وتزينها لإنها تعتبر واجهات لزوار المدينة بما أنها أماكن حيوية، ومن أشهر الميادين:
- الميدان الإبراهيمي، ويقع به مسجد سيدي إبراهيم الدسوقي.
- ميدان المحطة، ويطل عليه محطة القطار وكنيسة الشهيد مارجرجس.[131]
- ميدان الساعة.
- ميدان أحمد زويل، ويتوسطه نصب تذكاري علمي تكريماً للعالم أحمد زويل.

### المواصلات
يوجد بالمدينة وحدة مرور يقام بها امتحانات لترخيص قيادة العربات سواء تلك المخصصة للأجرة أو الملاكي أو النقل، وتخدم مركز دسوق بجانب المدينة، بعد أن كانت تخدم مركزي فوه ومطوبس أيضاً حتى يونيو 2018.

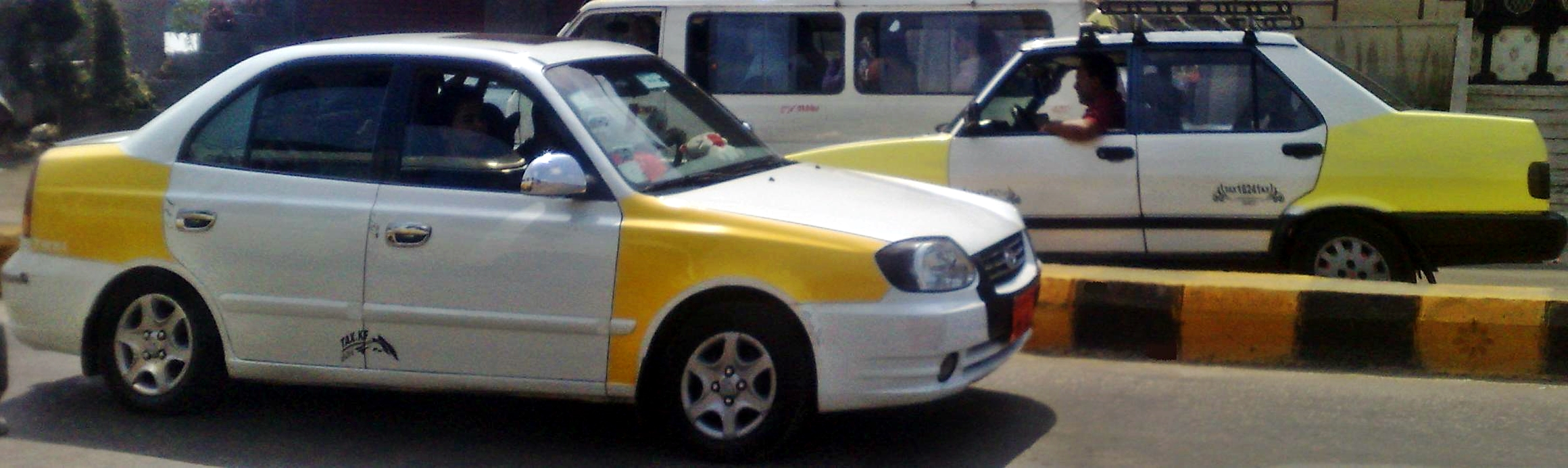
سيارات الأجرة بمدينة دسوق.
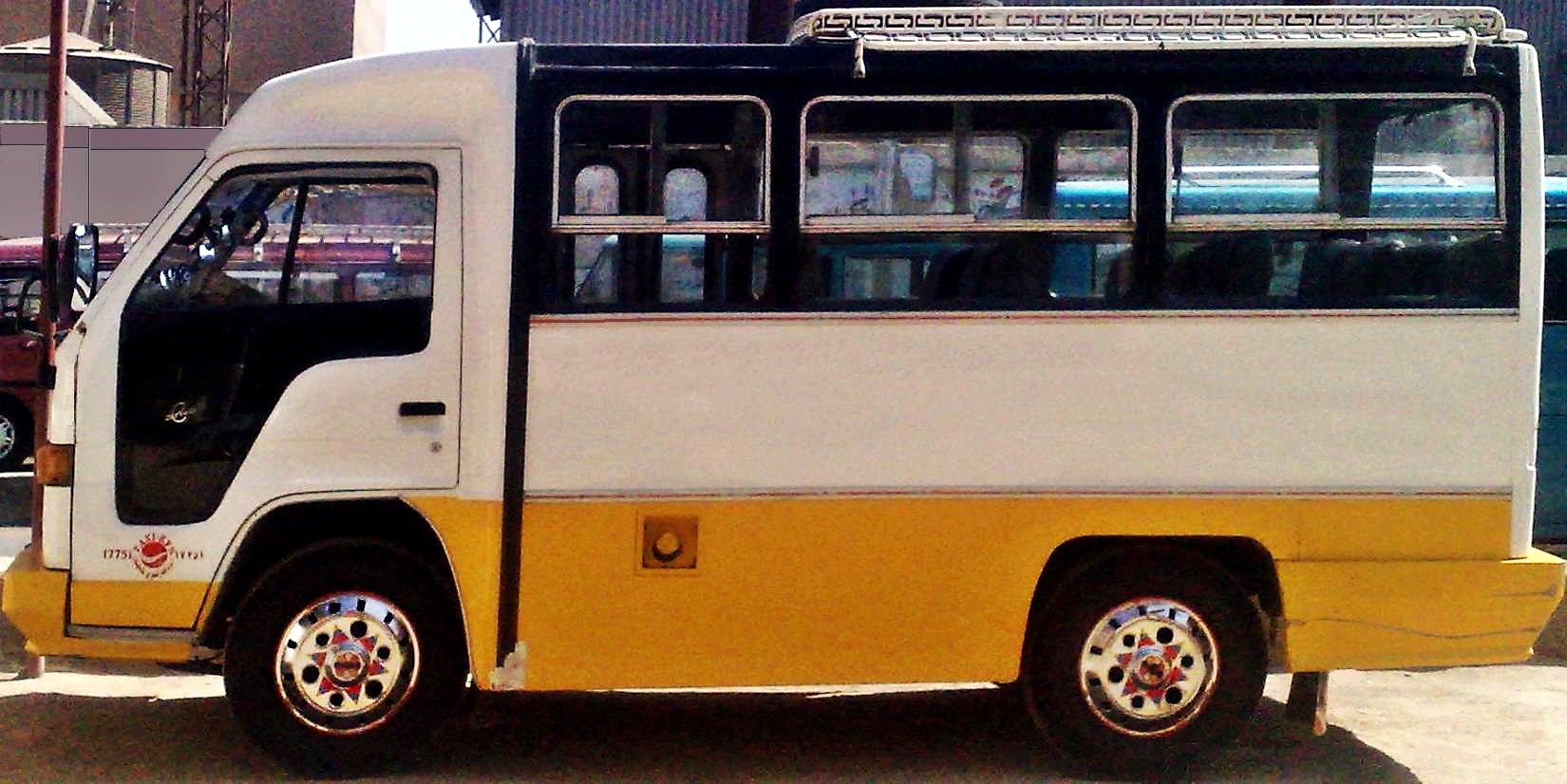
إحدى حافلات النقل الداخلي.
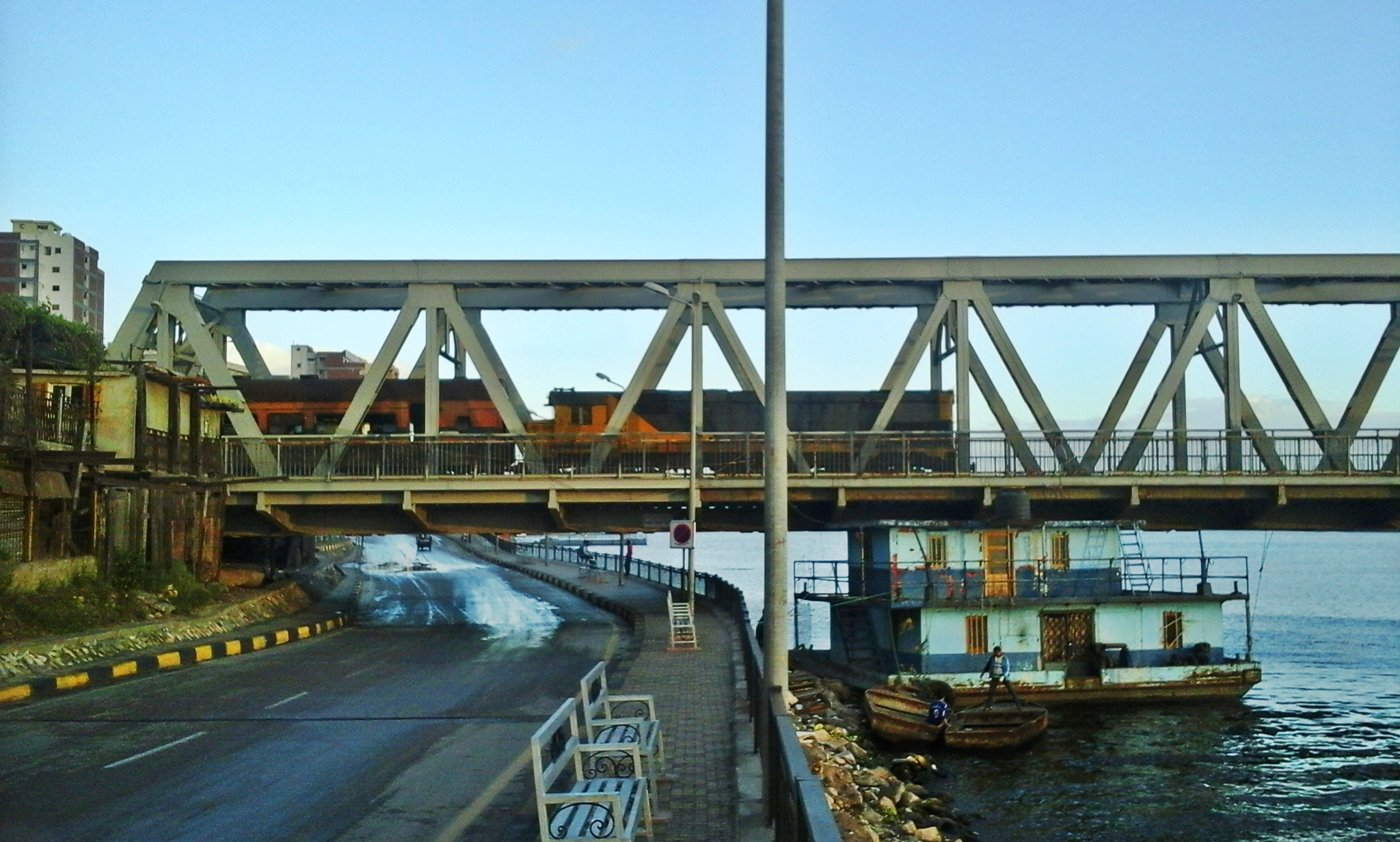
القطار على خط سكك حديد دسوق.
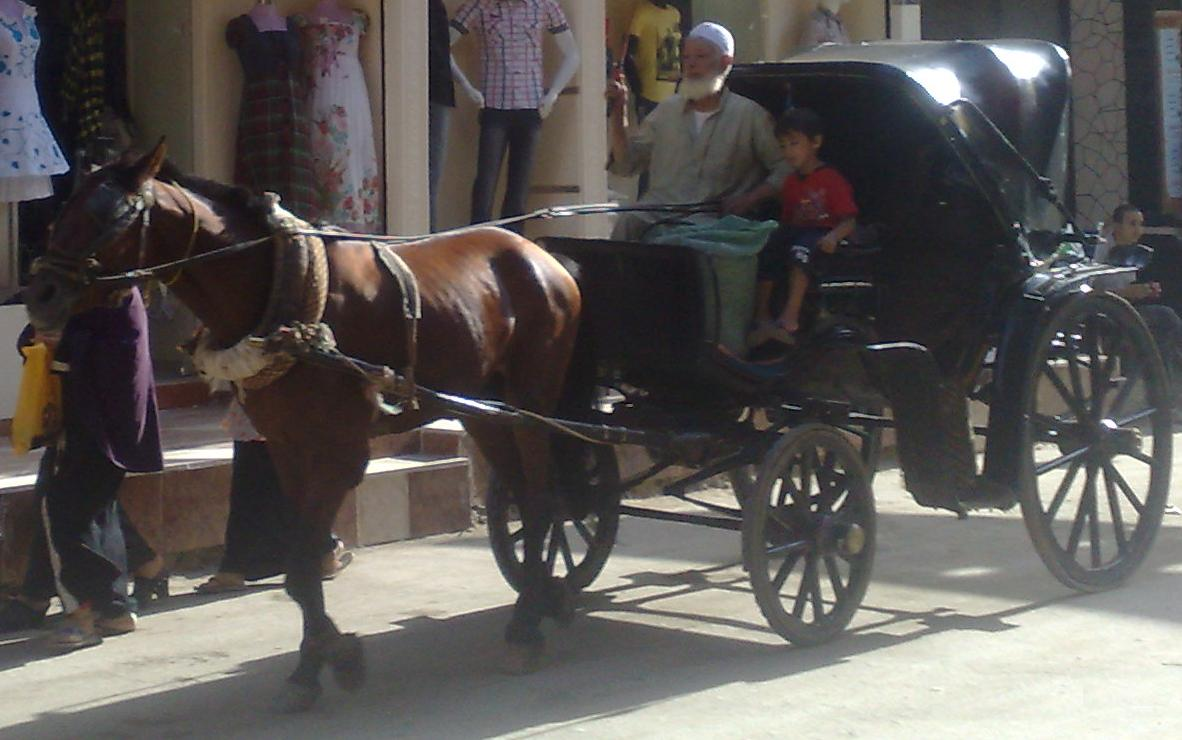
الحنطور ما زال يُستخدم كوسيلة للنقل والسياحة.

- النقل الداخلي

يوجد بالمدينة سيارات أجرة ذات لون مميز (أصفر وأبيض)، وحافلات عامة وحافلات أجرة تنقل المواطنين داخل المدينة.
- النقل الخارجي

السكك الحديدية
يوجد بدسوق محطة للقطارات، تم إنشاءها عام 1897، وتتوافر دائماً قطارات تذهب إلى العديد من المدن، مثل: فوه، قلين، كفر الشيخ، دمنهور، الإسكندرية، ومدن أخرى. تخدم المحطة حوالي 4,800 راكب يومياً، وتستقبل 43 قطاراً يومياً.
النقل البري
يوجد مجمعين لمواقف سيارات الأجرة:
- مجمع مواقف المدن (حي جنوب): به العديد من سيارات الأجرة التي تربط المدينة بمدن المحافظة الأخرى، مثل: (كفر الشيخ، فوه، مطوبس، سيدي سالم، قلين) ومدن المحافظات الأخرى (القاهرة، الإسكندرية، دمنهور، الرحمانية، شبراخيت، المنصورة، طنطا، بسيون.....).
- مجمع مواقف الأرياف (حي شمال): يضم سيارات أجرة تنقل المواطنين إلى كل قرى المركز وبعض القرى بالمراكز الأخرى داخل وخارج المحافظة من المحافظات المجاورة (الغربية والبحيرة)، خصوصاً مراكز فوه، سيدي سالم، كفر الشيخ، قلين، الرحمانية، شبراخيت، بسيون.[135]

## الشباب والرياضة

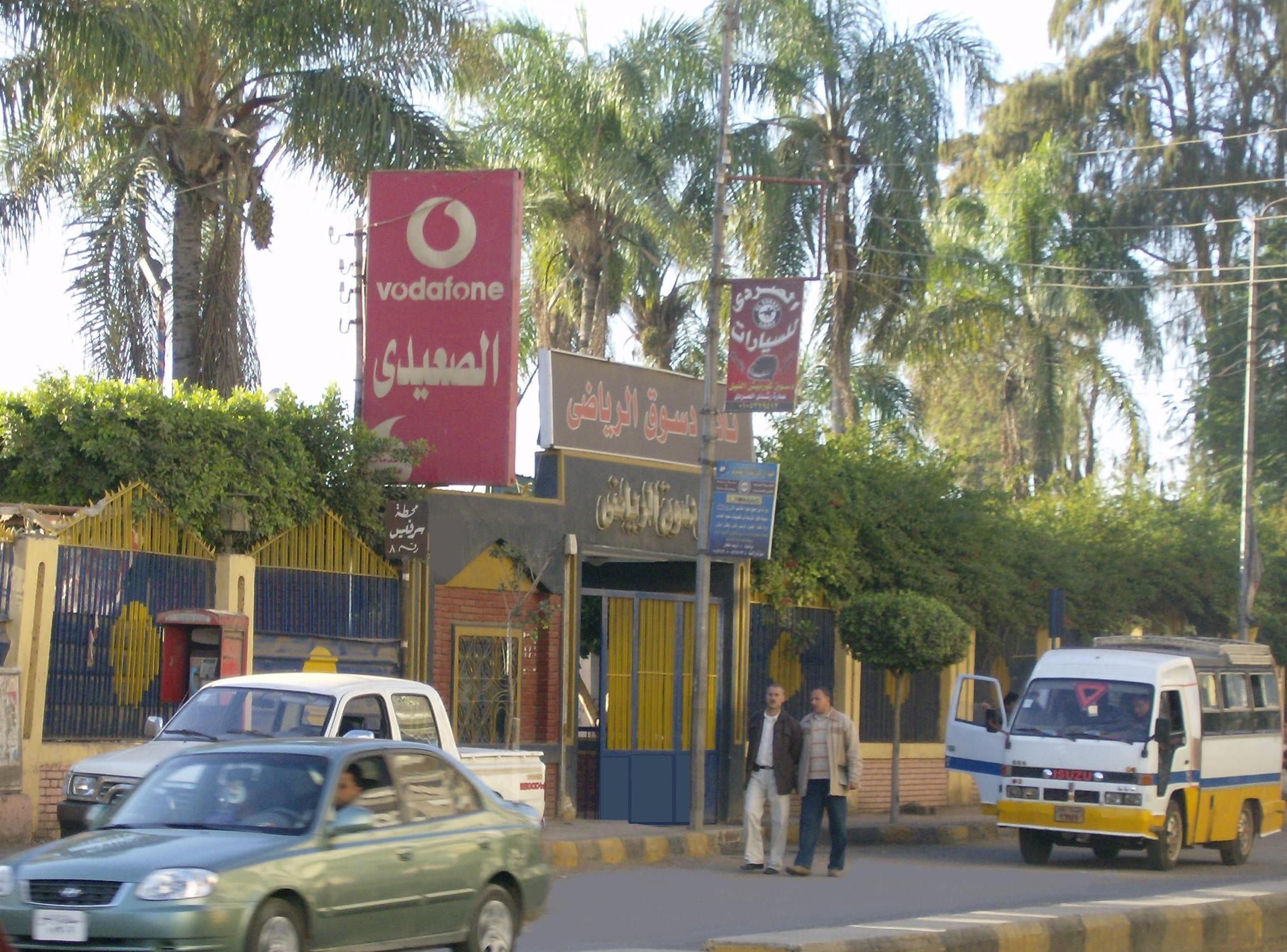
نادي دسوق الرياضي.

بالمدينة عدد من المنشآت الرياضية التي تخدم أهل المدينة والتي تتبع وزارة الشباب والرياضة. وفيما يلي إحصاء لمراكز الشباب والنوادي الرياضية والهيئات واللجان الرياضية ونصيب الفرد من كل مركز شباب بالمدينة لعام 2009:
| عدد مراكز الشباب                                  | مركز شباب واحد  |
| عدد الأندية الرياضية                              | نادي رياضي واحد |
| عدد اللجان الرياضية                               | 3 لجان رياضية   |
| عدد الهيئات التي تعمل في مجال الشباب والرياضة     | 5 هيئات         |
| نصيب السكان من الهيئات الرياضية (ألف نسمة / هيئة) | 24.7            |

### ستاد دسوق الرياضي
يقع في حي شمال، مساحته 14 فدان، وتمارس فيه كل الألعاب الرياضية لكل الأعمار، تم افتتاحه في 1 يناير عام 1976 في عهد الرئيس محمد أنور السادات، وفريق كرة القدم به يلعب في مسابقات الدوري العام  ويحقق نتائج معقولة.

### نادي دسوق الرياضي
تأسس نادي دسوق الرياضي عام 1966، وهو المقر الرئيسي لفريق نادي دسوق لكرة القدم، وتمارس فيه ألعاب خفيفة مثل كرة السرعة وتنس الطاولة، والمميز فيه أنه يدخل بهذه الألعاب المسابقات والبطولات العالمية، خاصة فريق نادي دسوق لتنس الطاولة الذي يُحقق أرقام قياسية في كثير من الأحيان.

## السياحة
يوجد بمدينة دسوق أربعة أنواع من السياحة:

### السياحة الدينية

مسجد سيدي إبراهيم الدسوقي.

تشتهر دسوق بوجود مسجد سيدي إبراهيم الدسوقي بها، الذي يزوره سنوياً أكثر من مليون زائر في المتوسط، ومدفون به القطب الصوفي الأخير، الإمام إبراهيم الدسوقي، تأسس حوالي عام 1277، وهو حالياً مبني على مساحة 6400 م²، ومسجد السيدات على مساحة 600 م²، جعله أحد أكبر مساجد العالم الإسلامي من حيث المساحة، وبه مكتبة إسلامية جامعة. ويقام بمدينة دسوق احتفال سنوي بمولد إبراهيم الدسوقي في شهر أكتوبر يستمر لمدة أسبوع وسط إجراءات أمنية مشددة، ويحتفل بالذكرى 77 طريقة صوفية من مختلف أنحاء العالم، حيث يزور المدينة في هذا الوقت من العام أكثر من مليون زائر  من مختلف محافظات مصر وبعض دول العالم، ويعد من أكبر الاحتفالات الدينية في مصر. فمن مظاهر الاحتفال، أن يمتطي خليفة المقام الإبراهيمي حصاناً، ويُزف به في كافة شوارع دسوق بعد صلاة العصر في اليوم الختامي للاحتفال. ويقام أيضاً احتفالاً سنوياً بالمولد الرجبي  في الفترة من أواخر أبريل أو أوائل مايو من كل عام، ويقام لمدة أسبوع أيضاً.
وهناك أيضاً العديد من المساجد والأضرحة - وكلها تخص أتباع الطرق الصوفية السنية - مثل: مسجد الشيخ أحمد ربيع، وضريح جلال الدين الكركي، وضريح محمد أبو النصر، وضريح عبد الغني خادم الدسوقي، وضريح محمد أبو قريطين؛ والذي يُقام له مولد خاص في الأسبوع الأول من شهر رمضان كل عام.
أما المزار المسيحي الوحيد بالمدينة هو كنيسة الشهيد العظيم مار جرجس، والتي تتبع الكنيسة القبطية الأرثوذكسية، وقد تأسست عام 1919 بمرسوم من السلطان فؤاد الأول.

### السياحة التاريخية
هناك العديد من الآثار الفرعونية بمدينة بوتو القديمة، والتي كانت العاصمة السياسية لمملكة الشمال، ويرجع إنشائها إلى عصر ما قبل الأسرات، تقع شمال شرق دسوق بمسافة 12 كم. وكانت مركز ديني عظيم، حيث وجب على كل ملك أو أمير عند تمكنه من الحكم أن يذهب إلى بوتو لإضفاء الشرعية من قِبل الكهنة عليه، وذلك للتعبد والتقرب للإلهة واجيت ربة المدينة، وكانت من المحاور الرئيسية في الأسطورة المصرية إيزيس وأوزوريس الشهيرة.
تتميز المنطقة بعدد من الآثار  التي تعود بعضها إلى عصر ما قبل الأسرات مثل معبد وادجت، لوحة هبات، ثمثال حورس الصقر، وتمثال مزدوج للإلهة سخمت والملك رمسيس الثاني، والعديد من الآثار الأخرى. والمنطقة تسمّى محلياً بتل الفراعينن، نسبة إلى الفراعنة المؤسسين، وتقع على مساحة 175 فدان (0.7 كم²).
وبتعاون رئاسة مدينة دسوق مع شركات السياحة، يتم فتح قنوات اتصال للترويج عالمياً عن المنطقة من حيث أهميتها التاريخية والأثرية، ونجحت تلك الاتصالات بتوافد عدة أفواج سياحية من عدة دول أجنبية، وذلك بعد أن كانت المنطقة مهملة إعلامياً عشرات السنين، ولا يأتيها إلا من السياح إلا ما ندر.
ويعاني الموقع من ارتفاع منسوب المياه الجوفية الذي يهدد الآثار والمعابد المدفونة تحت الأرض، ولذلك تنبه المجلس الأعلى للآثار بضرورة حماية الموقع، وذلك بإنشاء سور حول المدينة الأثرية بطول 5 كيلومترات، التي كانت تفتقد لوسائل الحماية على مدار مئات السنين، وإنشاء متحف مفتوح يشمل عرضاً مكشوفاً للعناصر المعمارية والتي تصلح للعرض المفتوح.

### السياحة الترفيهية
يتمثل هذا النوع من السياحة في سياحة اليوم الواحد من الحدائق والمتنزهات والقوارب النيلية، وهي من العناصر الجاذبة للزائرين، ومن أشهر هذه المتنزهات:
- حديقة الأسرة والطفولة

وتقع على نهر النيل - فرع رشيد على مساحة 4 أفدنة (16,187.5 م²) كاملة المرافق، يتوسطها مكتبة للطفل مجهزة لاستقبال الأطفال للإطلاع والاستعارة من خلال 4,000 كتاب، والدور العلوي عبارة عن قاعة مخصصة لاستقبال كبار الزوار، وبها شاليهات وكبائن مجهزة لقضاء سياحة اليوم الواحد، وبها حديقة حيوان ومدينة ملاهي، وركن مخصص لهواة الصيد.
- حديقة أم القرى

وتقع علي مدخل دسوق من ناحية طريق مدينة كفر الشيخ والطريق الدائري. تصل مساحة الحديقة إلى فدانين (80,93.8 م²) وبذلك هي أكبر حدائق المدينة، وهي مجهزة بأنواع الزراعات المختلفة، ويوجد بها بوفية والمرافق الخاصة بها.
- حدائق الميدان الإبراهيمي

تقع بوسط المدينة أمام مسجد سيدي إبراهيم الدسوقي على مساحة حوالي 5 أفدنة (19,242.4 م²)، وهي من أنواع الحدائق المفتوحة ومجهزة بمقاعد وكراسي. وتم دعمها بأنواع النباتات وأشجار الزينة.
- حديقة 6 أكتوبر

وتقع علي جانبي كوبري دسوق العلوي ومدخل دسوق من ناحية طريق طنطا، ومساحتها 2,250 م²، وهي مجهزة بأنواع من الأشجار المختلفة والمسطحات الخضراء. وهي تطل علي نهر النيل وتجاور كوبري دسوق العلوي الذي يعد أطول الجسور على نهر النيل.
- حديقة الصفا

وهي حديقة تم تجهيزها وإعدادها علي مساحة 6 أفدنة (24,281.3 م²)، وهي بذلك أكبر حدائق المدينة. بها مدينة ملاهي وقاعتان للأفراح وسينما ومسرح.
- حديقة النادي الرياضي

تصل مساحتها إلى 2,100 م² ويتوج بها أنواع نادرة من الزهور ونباتات الزينة.
- حديقة نادي المعلمين

تقع على مساحة 1000 م²، وتطل على نهر النيل مباشرةً.
- حديقة ميدان المحطة

حديقة صغيرة تقع على مساحة 200 م².
- حديقة مبنى الوحدة المحلية

حديقة صغيرة تقع على مساحة 400 م².
- حديقة الفردوس

وهي حديقة صغيرة تبلغ مساحتها 300 م²، وتقع أمام حديقة الصفا، وهي عبارة عن مثلث محاط بالنباتات والأشجار، وبها مقاعد للاستراحة.
- الحديقة الرومانية

سُميّت بهذا الاسم لأنها جُددت على الطراز الروماني، وكانت تُعرف سابقاً باسم حديقة وادي النيل، وتقع على مساحة 500 م² مطلة على كورنيش النيل وشارع الجيش.

### السياحة النيلية

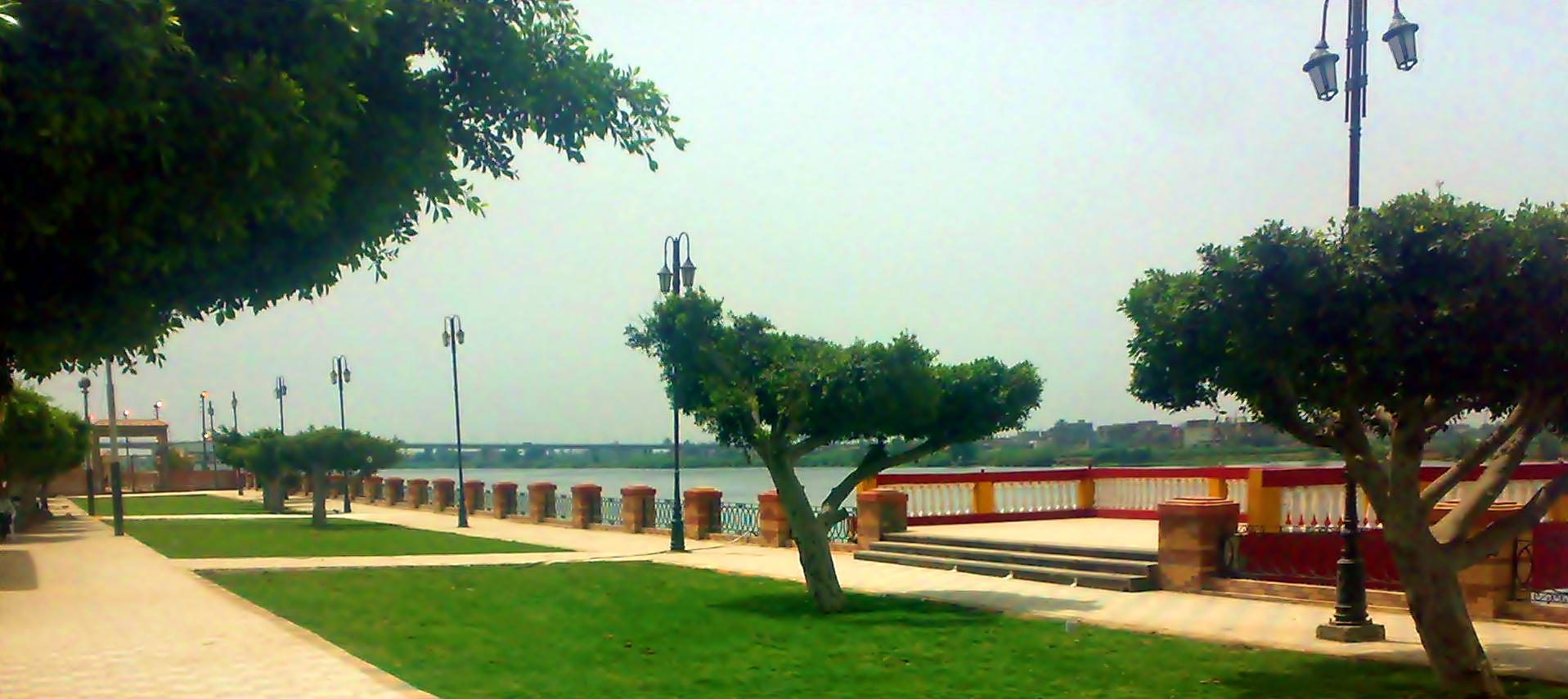
كورنيش النيل.

تشتهر دسوق بالسياحة النيلية، التي تتمثل في شاطئ النيل - فرع رشيد بطول ستة كيلومترات، بحيث يظهر كورنيش النيل الذي يحتوي على مراسي كثيرة بطول الساحل، ويتوسط النهر عدداً من الجزر النيلية الخضراء أكبرها: جزيرة الرحمانية وجزيرة الوكيل، ويتم التنقل من وإلى تلك الجزر باستعمال البواخر النيلية والزوارق الصغيرة.
اتساع نهر النيل أمام المدينة ساعد على تنشيط سياحة القوارب النيلية وصيد الأسماك، لذلك توجد قوارب وزوارق شراعية صغيرة وبواخر نيلية للتنزه عـلى ضفتي نهر النيل. ويأتي رواد هذه السياحة من جميع محافظات مصر خاصةً الشمالية (محافظات الوجه البحري والدلتا).
وتقوم وحدتي إنقاذ نهري بالإضافة لشرطة المسطحات المائية بالتواجد في المنطقة بشكل دوري.

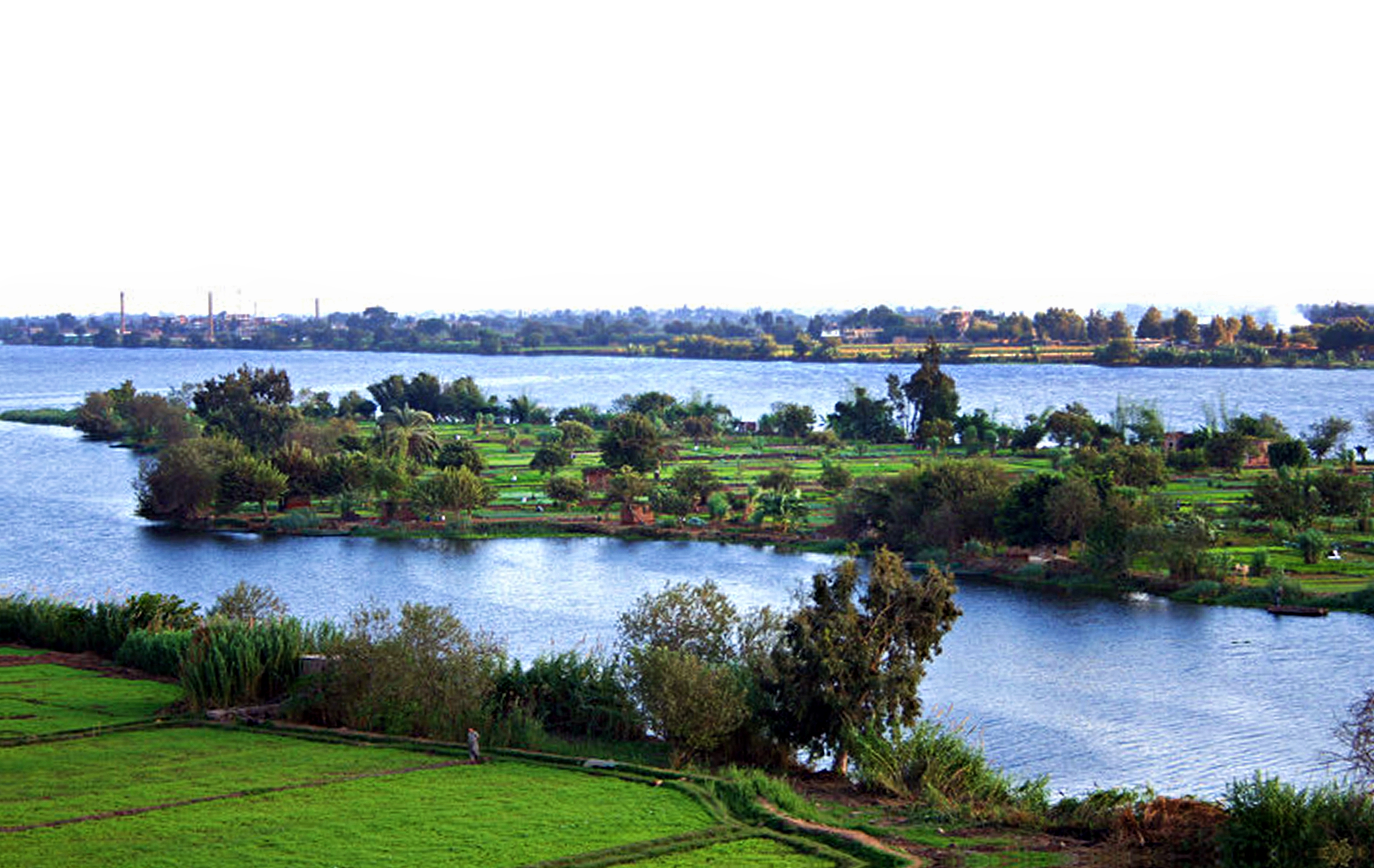
جزيرة الوكيل، جزيرة صغيرة تعد جزء من محميات جزر نهر النيل.[معلومة 9]
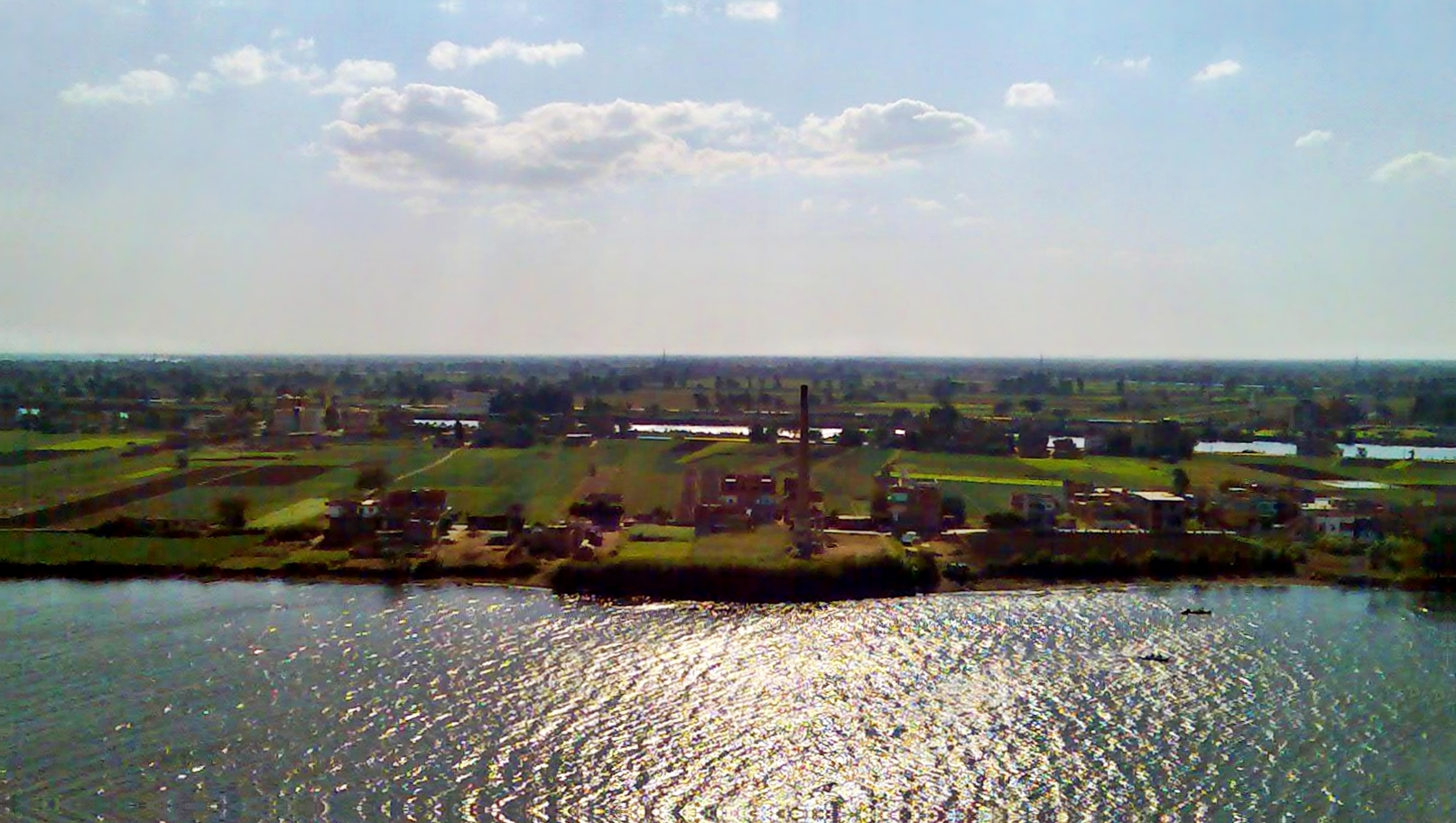
جزيرة الرحمانية المقابلة لمدينة دسوق.
تنشتر القوارب بكل أحجامها على طول ساحل المدينة في الإجازات والأعياد والمناسبات المحليّة.
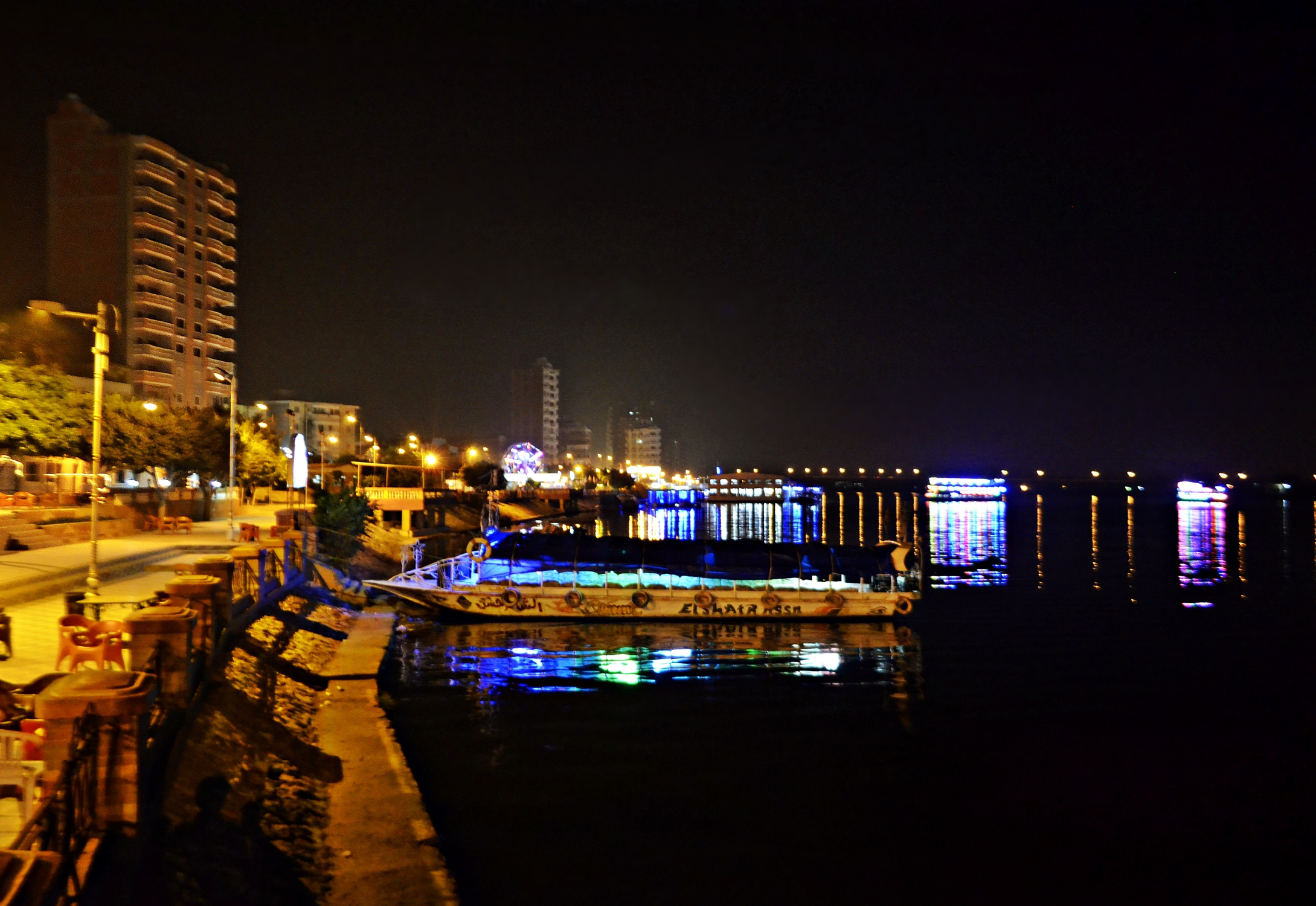
انتشار المراكب والبواخر النيلية على طول الساحل والمرافئ النيلية ليلاً.

## الصناعة والتعدين
يوجد بالمدينة العديد من الصناعات معظمها صغيرة أو يدوية، لكن بعضها تختص به دسوق فقط عن غيرها، أو يحترف أهلها تلك الصناعات عمن حولها من المدن الأخرى، ويمكن تصنيف الصناعات بالمدينة إلى:

### صناعات كبرى

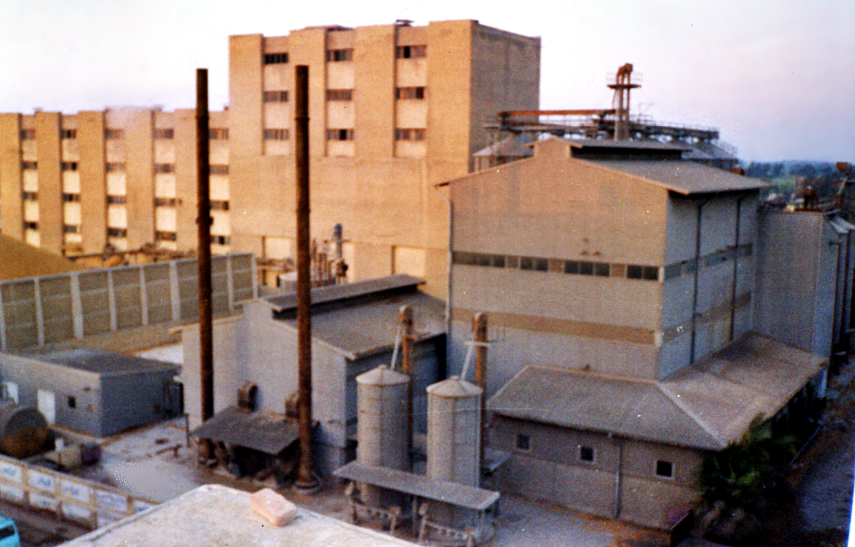
شركة مضارب كفر الشيخ بدسوق.

- صناعة ضرب الأرز، وبالمدينة مقر شركة مضارب كفر الشيخ،[176] والعديد من المضارب الكبرى مثل: مضرب الفتح، مضرب النصر، مضرب الأرز الحديث.
- صناعة طحن القمح، وبالمدينة مقر شركة مطاحن غرب ووسط الدلتا، ومطحن دسوق الجديد الذي يوفر الاحتياجات اليومية للمخابز من الطحين (الدقيق) لمركز ومدينة دسوق وباقي المراكز المجاورة، حيث أن الطاقة الإنتاجية به 126000 طن دقيق مطحون.[177]
- صناعة حلج القطن، وبالمدينة مصنعان لحلج القطن: محلج الشركة الأهلية للقطن، وشركة الدلتا لحليج الأقطان.[178][179]

### الصناعات الغذائية
الصناعات الغذائية في المدينة تعتمد على الحاصلات الزراعية والإنتاج الحيواني والسمكي في الأساس، وأهم الصناعات الغذائية المتواجدة بالمدينة:
- صناعة اللحوم.
- صناعة الأسماك المملحة (الفسيخ، السردين...)، وتعد مدينة دسوق أشهر مدن مصر في تلك الصناعة، وذلك لارتباطها بالتاريخ الفرعوني القديم للمدينة.[180]
- صناعة الحلويات بأنواعها.
- صناعة العصائر والمشروبات.

### الصناعات الحرفية واليدوية الخفيفة
تشتهر المدينة بوجود العديد من الصناعات الحرفية واليدوية والتي تصل منتجاتها إلى مختلف أنحاء الجمهورية، ومن أبرز تلك الصناعات الموجودة حالياً في المدينة:
- صناعة حدادة الكهرباء.
- صناعة أعمدة الإنارة.
- صناعات تشكيل المعادن وأفران الغاز، والتي تتميز بها دسوق عن غيرها في مصر.
- صناعة صناديق الكرتون المضلع.

### صناعات أخرى

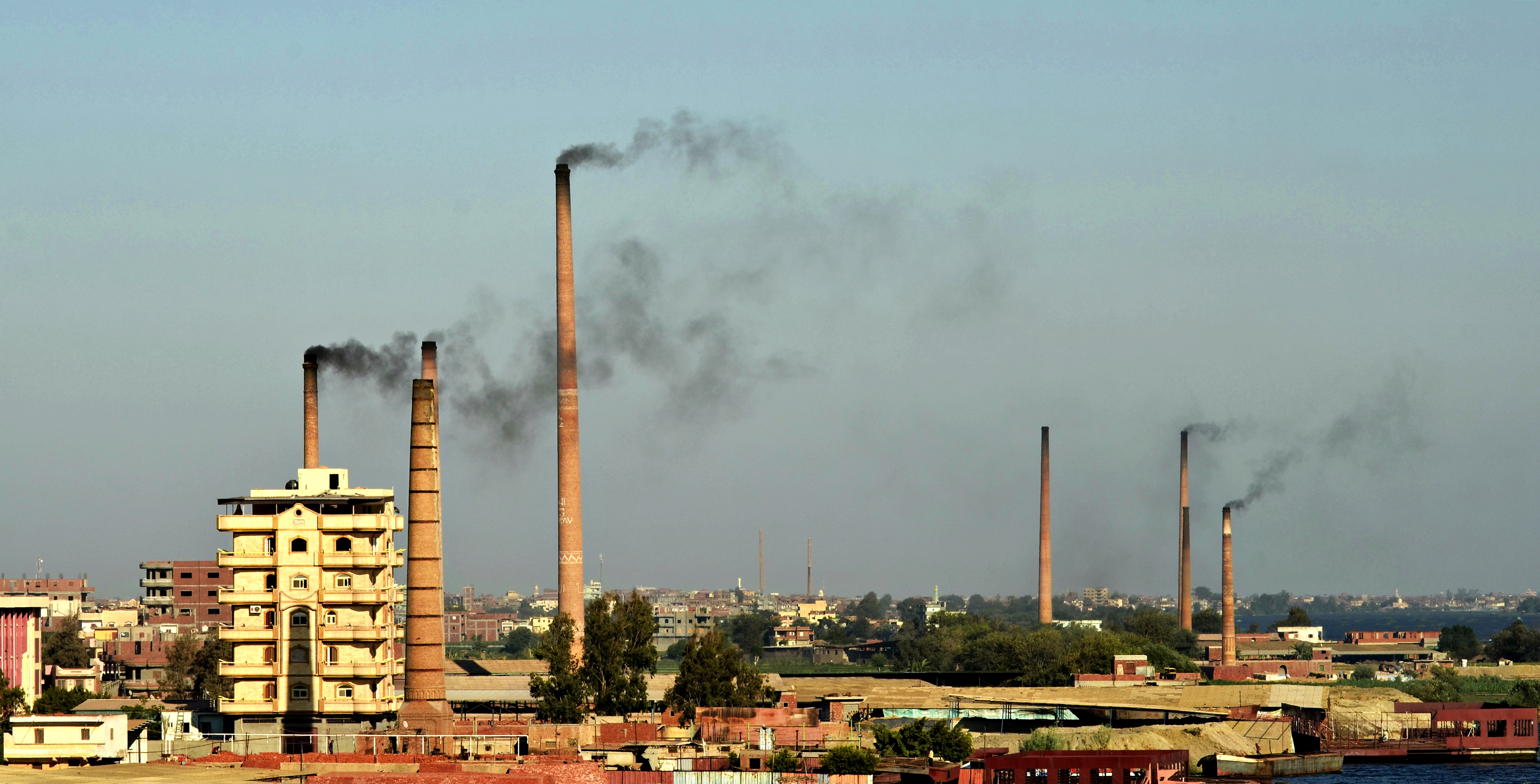
مصانع الطوب جنوب المدينة.

ومن الصناعات الأخرى التي تشتهر بها المدينة:
- صناعة آلات الري.
- صناعة الطوب بأنواعه، خصوصاً الطوب الأحمر.
- صناعة البلاط الآلي.
- صناعة الملابس، خاصةً الفساتين وفساتين الزفاف.
- صناعة العِطارة، ويتوارثها أبناء هذه الحرفة منذ زمن بعيد.

إحصائيات النشاط الصناعي
الجدول التالي يوضح إحصائيات النشاط الصناعي من حيث تصنيف المنشآت الصناعية وعددها وعدد العمالة بها بدسوق لعام 2008:
| النشاط الصناعي بدسوق لعام 2008 | النشاط الصناعي بدسوق لعام 2008 | النشاط الصناعي بدسوق لعام 2008 | النشاط الصناعي بدسوق لعام 2008 | النشاط الصناعي بدسوق لعام 2008 | النشاط الصناعي بدسوق لعام 2008 | النشاط الصناعي بدسوق لعام 2008 | النشاط الصناعي بدسوق لعام 2008 | النشاط الصناعي بدسوق لعام 2008 | النشاط الصناعي بدسوق لعام 2008 | النشاط الصناعي بدسوق لعام 2008 | النشاط الصناعي بدسوق لعام 2008 | النشاط الصناعي بدسوق لعام 2008 | النشاط الصناعي بدسوق لعام 2008 |
| ------------------------------ | ------------------------------ | ------------------------------ | ------------------------------ | ------------------------------ | ------------------------------ | ------------------------------ | ------------------------------ | ------------------------------ | ------------------------------ | ------------------------------ | ------------------------------ | ------------------------------ | ------------------------------ |

| المنشآت الصناعية المسجلة       | عدد المنشآت | عدد العمالة |
| ------------------------------ | ----------- | ----------- |
| مواد غذائية ومشروبات وتبغ      | 385         | 397         |
| غزل ونسيج وملابس وجلود         | 123         | 136         |
| الخشب ومنتجاته والتنجيد        | 329         | 570         |
| الورق ومنتجاته والطباعة والنشر | 38          | 49          |
| كيماويات أساسية ومنتجاتها      | 98          | 105         |
| مواد بناء وخزف وصيني وحراريات  | 25          | 29          |
| منتجات معدنية وآلات ومعدات     | 17          | 37          |
| صناعات تحويلية أخرى            | 794         | 1,349       |
| الإجمالي                       | 1,809       | 2,859       |

### البترول والغاز الطبيعي

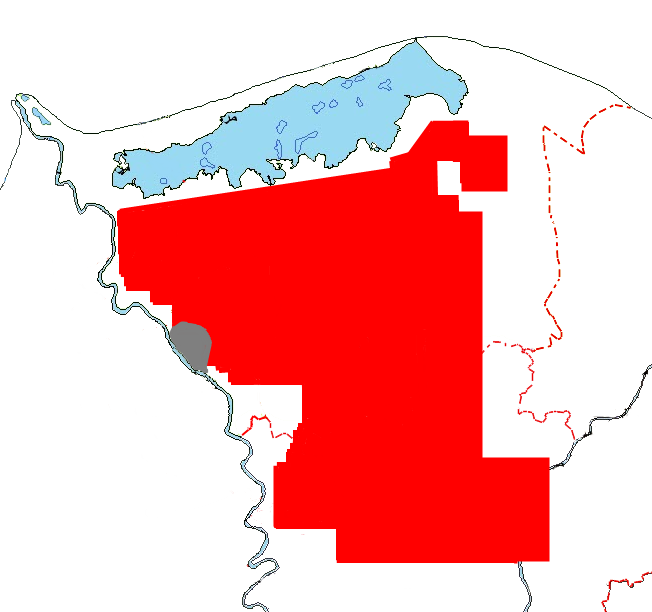
حقل دسوق للغاز الطبيعي
مدينة دسوق

حقل دسوق للغاز الطبيعي هو أكبر حقول منطقة دلتا النيل المنتجة للغاز الطبيعي، وتعمل كل من شركتي شركة السويس للزيت (سوكو)  وآر دبليو إي ديا على إنتاج الغاز بالحقل. وقد بدأت شركة آر دبليو إي ديا في ضخ أول كمية من الغاز الطبيعي بالحقل في سبتمبر 2013؛ بعد أن حققت الشركة سبعة اكتشافات للغاز؛ وتعمل حالياً على إنشاء أول مصنع غاز بري. ويشتمل مشروع دسوق على تطوير سبعة حقول للغاز لإنتاج ما يبلغ مجموعه 430 مليار قدم مكعب من الغاز خلال المرحلة الأولى من المشروع. وذلك بالتعاون مع الشركة المصرية القابضة للغازات الطبيعية (إيجاس) وشركة السويس للزيت (سوكو).

## التجارة والتموين

### التجارة
تقع مدينة دسوق في موقع متوسط بين محافظات الإسكندرية والبحيرة والغربية، وتتصل بها شبكة من الطرق مما ساعد على انتشار ونمو التجارة في المدينة، حيث تعد دسوق من أنشط المدن التجارية في شمال الدلتا. والتجارة قائمة على الصناعات الموجودة بها أو من الحاصلات الزراعية من القرى التابعة، والتي تجد تسويق جيد في المدينة، ويسبب ذلك إلى إشغال الطرق في الأماكن المزدحمة بسبب انتشار الباعة في كل مكان.
من أشهر الأنشطة التجارية الموجودة بالمدينة تجارة الحلويات الشرقية والغربية، وتجارة الأسماك المملحة بجميع أنواعها مثل الفسيخ والسردين. وأيضاً تشتهر المدينة بتجارة قطع غيار السيارات، حيث يقوم بعض التجار باستيراد قطع السيارات من اليابان، ماليزيا، تايلاند، سنغافورة، الولايات المتحدة وغيرها، وبيعها على مستوى الجمهورية، وأصبح للمدينة شأن كبير في تلك التجارة. أمّا بالنسبة مجالات التجارة العامة، فيوجد بالمدينة مراكز تجارية، سواء كانت تابعة للقطاع العام، مثل شركة بيع المصنوعات المصرية، وعمر أفندي، أو شركات ومراكز تجارية أخرى تابعة للقطاع الخاص.

### التموين
تتمثل الخدمات التموينية في دعم الحكومة للسلع الغذائية الرئيسية وبيعها في مجمعات استهلاكية تابعة لوزارة التموين والتجارة الداخلية؛ وذلك بشرط امتلاك الأسرة للبطاقة التموينية، ومن أهم السلع الغذائية على الإطلاق، الخبز، وهو المكون الغذائي الرئيسي للشعب المصري عموماً والذي يباع مدعماً في المخابز ويوزع على المناز عن طريق شركات متخصصة بتوزيع الخبر، ويبلغ عددها 28 شركة تخدم أكثر من 50 ألف مستهلك مشترك. وتوجد محلات يملكها الأفراد تباع فيها أصناف أخرى متعددة بسعر أعلى، وتنتشر في كافة أرجاء المدينة.
وفيما يلي إحصاء للخدمات التموينية الخاصة بالمخابز حتى 31 مايو 2010:
| عدد مخابز البلدية                          | 43 مخبز           |
| عدد مخابز الطباقي                          | 15 مخبز           |
| إجمالي عدد المخابز                         | 58 مخبز           |
| نصيب السكان من المخبز                      | 2.4 ألف نسمة/مخبز |
| عدد حصص الدقيق البلدي                      | 908 شيكارة/يوم    |
| عدد حصص الدقيق للمخابز الطباقي             | 150 شيكارة/يوم    |
| عدد الشركات التي تقوم بتوصيل الخبز للمنازل | 40 شركة           |

## الصحة

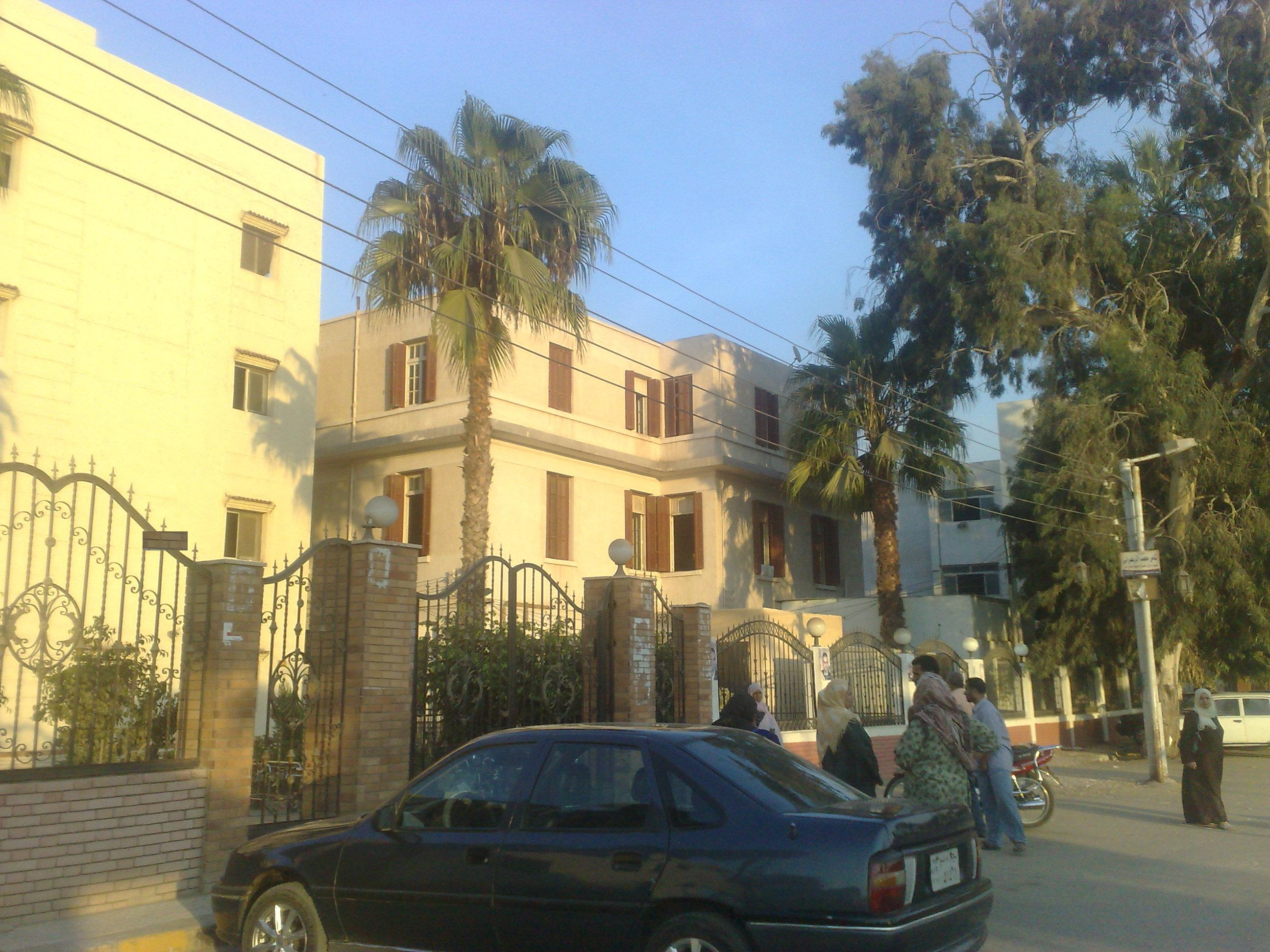
مستشفى دسوق العام.

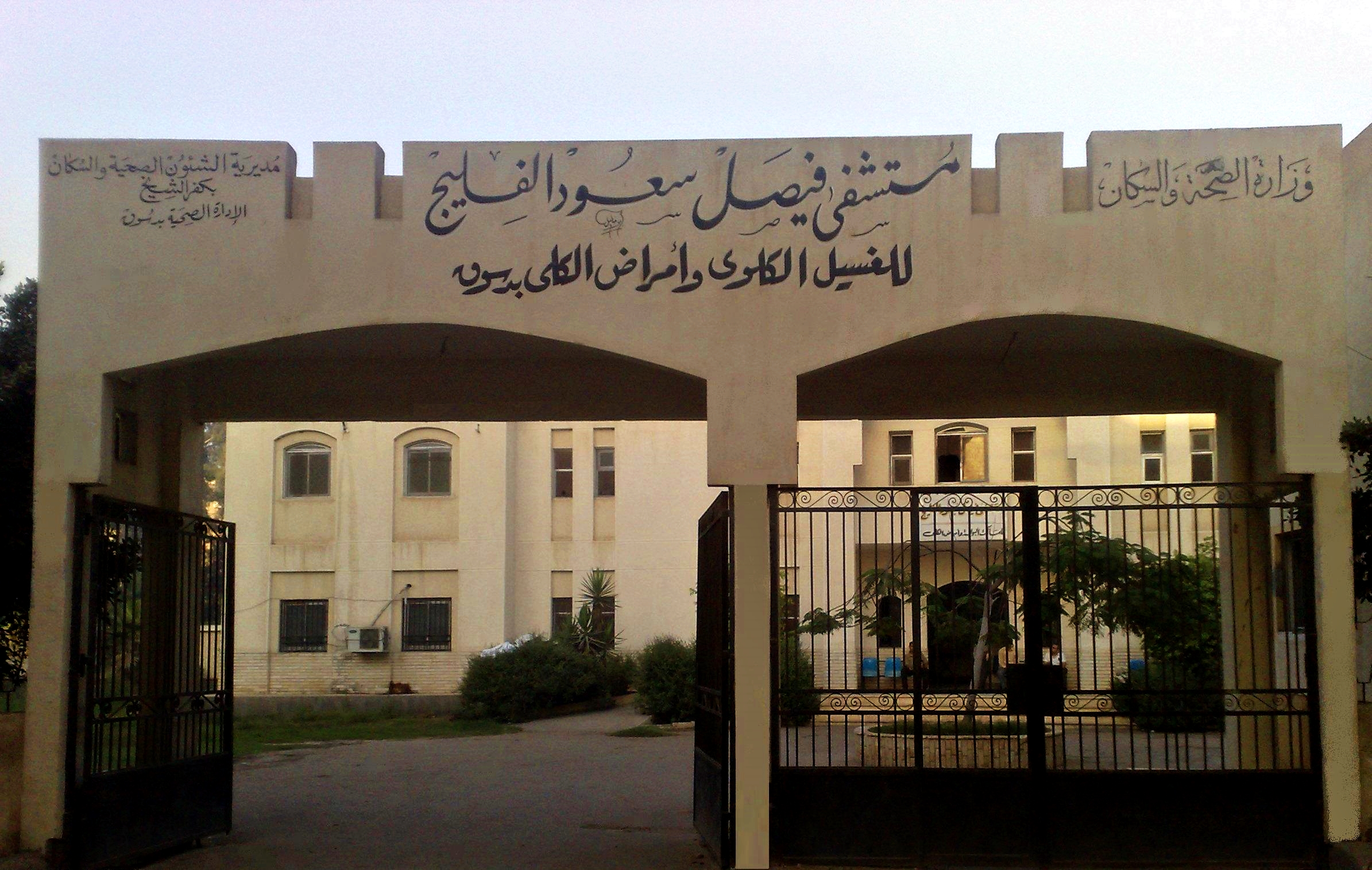
مستشفى فيصل سعود الفليج للغسيل الكلوي وأمراض الكلى.

يوجد بمدينة دسوق العديد من المستشفيات العامة والتخصصية، ومن أمثلة تلك المستشفيات:
- مستشفى دسوق العام.[202][203][204]
- مستشفى حميّات دسوق.[205]
- مستشفى الصدر.[206]
- مستشفى فيصل سعود الفليج للغسيل الكلوي وأمراض الكلى.[207]
- مستشفى مَبرّة دسوق.[208]
- مستشفى النيل التخصصي.[209]
- مستشفى الحسين التخصصي.
- مستشفى دار الشفاء التخصصي.
- مستشفى الإيمان التخصصي.
- مستشفى النور التخصصي.
- مستشفى الأمومة.
- مستشفى الزهراء.[210]

وفيما يلي إحصائيات ومؤشرات للمرأة والطفل بالمدينة:
| المؤشرات الصحية للمرأة والطفل بمدينة دسوق لعام 2009 | المؤشرات الصحية للمرأة والطفل بمدينة دسوق لعام 2009 | المؤشرات الصحية للمرأة والطفل بمدينة دسوق لعام 2009 | المؤشرات الصحية للمرأة والطفل بمدينة دسوق لعام 2009 | المؤشرات الصحية للمرأة والطفل بمدينة دسوق لعام 2009 | المؤشرات الصحية للمرأة والطفل بمدينة دسوق لعام 2009 | المؤشرات الصحية للمرأة والطفل بمدينة دسوق لعام 2009 | المؤشرات الصحية للمرأة والطفل بمدينة دسوق لعام 2009 | المؤشرات الصحية للمرأة والطفل بمدينة دسوق لعام 2009 | المؤشرات الصحية للمرأة والطفل بمدينة دسوق لعام 2009 | المؤشرات الصحية للمرأة والطفل بمدينة دسوق لعام 2009 | المؤشرات الصحية للمرأة والطفل بمدينة دسوق لعام 2009 | المؤشرات الصحية للمرأة والطفل بمدينة دسوق لعام 2009 | المؤشرات الصحية للمرأة والطفل بمدينة دسوق لعام 2009 |
| --------------------------------------------------- | --------------------------------------------------- | --------------------------------------------------- | --------------------------------------------------- | --------------------------------------------------- | --------------------------------------------------- | --------------------------------------------------- | --------------------------------------------------- | --------------------------------------------------- | --------------------------------------------------- | --------------------------------------------------- | --------------------------------------------------- | --------------------------------------------------- | --------------------------------------------------- |

| البيان                                 | العدد                       |
| -------------------------------------- | --------------------------- |
| معدل الخصوبة العام                     | 232 مولود حي/ألف سيدة       |
| نسبة استخدام وسائل تنظيم الأسرة        | 43.15%                      |
| معدل وفيات الأطفال حديثي الولادة       | 48 طفل متوفي/ألف مولود حي   |
| معدل وفيات الأطفال الرضع               | 8.22 طفل متوفي/ألف مولود حي |
| معدل وفيات الأطفال دون الخامسة         | 12.8 طفل متوفي/ألف مولود حي |
| معدل وفيات الأمهات بسبب الحمل والولادة | 55.42 أم/100,000 طفل حي     |

## مطبخ
نظراً لطبيعة المدينة والمناطق المحيطة بها من زراعات وصناعات، فقد ارتبط ذلك أيضاً بالمطبخ الدسوقي وأثر فيه. فوقوع المدينة على ضفاف النيل وزراعة الأرز حولها؛ جعل الأسماك والأرز هما أساس عدة وجبات بالمدينة، أشهرها الفسيخ؛ وهي من الأسماك المملحة، وهي وجبة توارث عملها أهل مصر وخصوصاً أهل دسوق لعدة أجيال منذ عهد المصريين القدماء، ولذلك تعد دسوق أشهر مدن مصر في صناعته، ويُطلق على صناعه «الفسخاني». كذلك تتنوع الأسماك المملحة كالسردين النيلي والمدخنة كالرنجة. تتنوع كذلك أطباق الأسماك المقلية والمشوية والمسلوقة والمعدة في الفرن كالبوري والبلطي والبليمي والمرجان والقرموط، كذلك أنواع جانبية كالجمبري والسبيط.
أما الأرز فقط ارتبط كمكون أساسي مصاحب لوجبات الأسماك المختلفة، وأشهر هذه الأطباق الأرز الصياديّة المعد بالبصل والتوابل. كذلك هناك أطباق مختلفة من الأرز كالأرز البرام أو المعمّر والدس وهو المدسوس بداخله قطع اللحم الأحمر أو الأبيض. يدخل الأرز كذلك في مكونات بعض الأطباق كالكشري الأصفر مع العدس، والمحشي بأنواعه المختلفة، كذلك وجبة الكبابي؛ وهي عبارة عن لحم مخلوط بالأرز ويتم سلقه وتحميره. أكلات أساسية أخرى يشترك فيها الأرز كمكون أساسي أو طبق مصاحب كالممبار والحمام المحشي والملوخية والفتة بالخل والثوم. وفي المجمل تشترك دسوق في مجمل الأطباق المصرية الشهرية مثل الكسكسي والفطير المشلتت وشوربة العدس والعيش باللحم والمكرونة بالبشاميل والرقاق.
وجبة الفطور هي وجبة أساسية لدى أهل المدينة، ولا تختلف كثيراً عن يأكله باقي المصريين على مائدتهم في الصباح من الفول والفلافل، وإن أضاف لها الدسوقيون بعض التنوع بجانب هذين الطبقين كالفول بالسجق والمسقعة وعين الكتكوت والشكشوكة والبطاطس المقلية، وهي أطباق منتشرة على طول مدن الساحل الشمالي الأوسط والغربي في مصر.
تشتهر دسوق بالحلويات؛ خاصةً الشرقية، لما فيه موروث شعبي لأهل المدينة بعمل حلويات مخصصة بالمناسبات كحلوى الموسم، وهي عبارة عن مجموعة كبيرة من الحلويات معظمها من النواشف وتقدم في مناسبات دينية غالباً خاصةً في ذكرى مولد النبي محمد وذكرى مولد إبراهيم الدسوقي، ولذلك تعد دسوق من أشهر مدن البلاد في صناعة الحلويات، ومن هذه الحلويات: الحمصية والعلف والدومية والفولية والسمسمية والجوزية واللديدة والملبن والحمام والمشبك والحلاوة الشعر. كذلك حلويات أخرى مشهورة كالبسبوسة والهريسة والبسيمة والكنافة والقطائف والبقلاوة والمكرونة وشهر العسل والعزيزة والجلاش ولقمة القاضي وبلح الشام والكعك والبسكويت.

## أعلام مشاهير دسوق

### دين
- الإمام: إبراهيم الدسوقي، من علماء الدين السنّة البارزين في مصر وله مؤلفات قيمة في الفقه والتوحيد والتفسير أشهرها كتاب الجوهرة، أمّا في السلوك والتربية فإنه يعدّ آخر الأقطاب الأربعة عند صوفية أهل السنة والجماعة، كما أنه مؤسس الطريقة البرهانية الدسوقية التي يتفرع منها طرق أخرى، وله قصيدة محفوظة في المتحف البريطاني بلندن.[214][215][216]
- الشيخ: سالم السنهوري، من مؤلفاته «حاشية على مختصر الشيخ خليل» في الفقه.[217]
- الشيخ: جعفر بن إبراهيم السنهوري، كان قارئاً للقرآن الكريم، اشتعل بالحديث والفقة والحساب، ومن مؤلفاته الجامع المفيد في صناعة التجريد.[218][219]
- الشيخ: محمد بن أحمد بن عرفة الدسوقي، من مؤلفاته «حاشية الدسوقي على مغنى اللبيب» [220] في النحو.[221]
- الشيخ: إبراهيم عبد الغفار الدسوقي، كان من أشهر المصححين الصحفيين في عهد محمد علي باشا والي مصر، وأسهم في تحرير جريدة الوقائع المصرية، وتتلمذ على يديه العديد من المستشرقين.[222]
- الشيخ: عبد الله محمد دراز، كان شيخ المعهد الديني بدمياط، وكان أستاذاً للدكتور طه حسين.
- الشيخ: عبد المجيد عبد الله دراز، كان أستاذاً بكُليّة الشريعة وله كثير من المؤلفات.[223]
- الشيخ: محمد عبد اللطيف دراز، قاد الأزهر في ثورة سنة 1919 وخطب على منبر الأزهر والكنيسة القبطية، وكان وكيلاً للأزهر، وحكمدار القاهرة السابق، ومؤسس جماعة الكفاح لتحرير الشعوب الإسلامية.[224]
- الشيخ الدكتور: محمد عبد الله دراز،[225] عمل مدرساُ للتفسير بكلية دار العلوم، ومدرساُ لفلسفة الأخلاق بكلية اللغة العربية، وكان ممثلاً دولياً للأزهر الشريف.[226][227]
- الأنبا أغاثون، مطران الإسماعيلية والرئيس السابق لدير الأنبا بولا بمحافظة البحر الأحمر.[228]

### العلوم والطب والرياضيات
- إبراهيم بن أحمد الشيوي الدسوقي الشافعي، طبيب ألف منظومة شعرية من ألف بيت في الطب، سماها «مُغنية المعاني صناعة الطب».
- الدكتور: أحمد زويل، كيميائي ملقب بكبير العلماء العرب، حصل على جائزة نوبل في الكيمياء عام 1999.[229] ولد بدمنهور ثم انتقل إلى مدينة دسوق في طفولته ونشأ بها.[230][231]
- حسن نور الدين، من أعضاء بعثة الأنجال وزميل علي مبارك فيها، وكان من نوابغ المهندسين في القرن التاسع عشر، وهو من صمم خط سكك حديد دسوق والفيوم والصالحية.
- الدكتور: محمد عبد المجيد الزيات، أستاذ الطب في العصر الملكي بجامعة الإسكندرية، وله الكثير من المؤلفات والأبحاث الطبية.
- الدكتور: كامل منصور نيروز، كان أستاذاً لعلم الحيوان، وأول عميد لكلية العلوم - جامعة عين شمس، رسم خطة شاملة لدراسة علم الحيوان والمقصليات الأرضية - ما عدا الحشرات - وأدخل تطويرات لا تمنح عن طريق الدراسة على نظم الدراسات العليا، وأصبحت درجة الماجستير بعد ذلك.[226]

### وزراء
- عبد المجيد علي بدر، شغل منصب وزير للشئون الاجتماعية، ثم وزيراً للتجارة والتموين، ثم وزيراً للمالية [232] على التوالي في عهد الملك فاروق الأول.[233]
- الشيخ الدكتور: عبد المنعم النمر، كان نائباً لشيخ الأزهر الشريف، ثم أختير وزيراً للأوقاف عام 1979 في عهد الرئيس الراحل محمد أنور السادات، ومن أشهر مؤلفاته: الإسلام والشيوعية، الإسلام والغرب، الشيعة.[226]

### اللغة والأدب والصحافة
- الدكتور: كمال محمد بشر، أستاذ متفرغ بكلية دار العلوم،[234] وهو الأمين العام لاتحاد المجامع اللغوية العلمية العربية،[235] ونائب رئيس مجمع اللغة العربية بالقاهرة، وعضو مجمع اللغة العربية بدمشق.[236]
- روحية حسن القليني، شاعرة فصحى راحلة، ويطلق عليها «صاحبة الهوى العذري والتصوف»، من دواوينها الشعرية «أنغام حالمة» و«الحب والوفاء».[237]
- محمد إبراهيم غراب، شاعر عامية راحل، وشغل منصب مستشاراً ثقافياً للهيئة العامة لقصور الثقافة بإقليم غرب الدلتا.[238]
- محمد دسوقي شتا، شاعر فصحى راحل، كان يراسل الصحف خاصةً جريدة «المنظوم» القاهرية (1892 - 1893)، كما أصدر عام 1904 جريدة بعنوان «البراري» التي لم يصدر منها إلا عدد واحد بتاريخ 1 أبريل 1904.[239]
- عبد المنعم مطاوع، شاعر فصحى وفنان تشكيلي، كتب عن المجلات الفنية في السويد وإسبانيا والولايات المتحدة، وصدر له ديوان شعر بعنوان «لزومية الصمت».[240]
- إبراهيم الملاح، شاعر فصحى، عُرف بالحسّ الشاعري والإيقاعي، وقدرته على التصوير بالمفارقة.[241]
- عبد الوهاب مطاوع، صحفي راحل، كان يشغل منصب مدير التحرير في جريدة الأهرام، حصل على جائزة أحسن صحفي يكتب في الموضوعات الاجتماعية والإنسانية، ويعد من أبرز الكتاب الذين أثروا الصحافة المصرية والعربية في العصر الحديث.[242][243]
- نصر القفاص، مدير تحرير الأهرام العربي السابق، ثم أصبح مدير مكتب الجزائر، والآن يشغل منصب نائب رئيس تحرير الأهرام بالديسك المركزي ومسؤول الطبعة العربية.[244][245]
- مصطفى اللباد، مدير مركز الشرق للدراسات الإقليمية والإستراتيجية بالقاهرة، ورئيس تحرير مجلة شرق نامه المتخصصة في الشؤون الإيرانية والتركية وآسيا الوسطى.[246]، من مؤلفاته: حدائق الأحزان: إيران وولاية الفقيه.[247][248]

### الفنون
- محيي الدين اللباد، فنان تشكيلي متخصص بالجرافيك وكاتب أطفال، عمل بالعديد من المؤسسات الصحافية مثل مجلتي روز اليوسف وصباح الخير، ومن مؤلفاته: نظر، ثقافة الطفل.[249][250][251][252]
- عبد العزيز تاج، رسام كاريكاتير في العديد من الصحف والمجلات المصرية والعربية مثل الجمهورية والمساء وحريتي والكواكب وعكاظ، وأقام عدداً من المعارض في مصر الخارج، وقدّم عدداً من البرامج التليفزيونية.[253]
- إيفيلين عشم الله، فنانة تشكيلية، وعضو مؤسس لنقابة الفنانين المصرية، وأقامت أكثر من معرض للوحاتها، وعملت صحفية بمجلة روز اليوسف، وشغلت منصب مديرة متحف الفن المصري المعاصر، متزوجة من الصحفي محمود يسري.[254]
- فكري كرَسون، رسام صحفى وناقد تشكيلى راحل، أقام من معارض للوحاته في مصر وخارجها بلغت إجمالاً 74 معرضاً، اختارته منظمة اليونسكو لعمل توأمة بالرسم مع الروائي جمال الغيطاني في عمله «متون الأهرام».[255]
- أمين يوسف غراب، كاتب وروائي راحل، كتب للسينما أكثر من خمسة وعشرين فيلماً، من أشهرهم فيلم «أشياء لا تشترى».[256][257]
- سمير عبد العظيم، مخرج إذاعي وكاتب سينمائي ومسرحي راحل، من أشهر أعماله من الأفلام: أفواه وأرانب؛[258]، ومن المسرحيات: الواد سيد الشغال.[259] شغل عدة مناصب آخرها نائب رئيس الإذاعة المصرية.[260]
- كرم مطاوع، ممثل ومخرج، عمل بالمسرح في الستينات وسطع اسمه بين كوكبة من المبدعين أمثال سعد أردش وألفريد فرج، من أشهر أعماله من المسرحيات يا بهية وخبريني ووطني عكا، ومن الأفلام سيد درويش وامرأة للأسف.[261]
- محمد الدفراوي، ممثل راحل، أشتهر بتمثيل دور الشرير الأنيق والمثقف الإيجابي، من أشهر أعماله: ذئاب الجبل ومحمد رسول الله [262][263]
- محمد رشدي، مطرب راحل، من أشهر من تغنوا بالأغنية الشعبية والموال.[264]
- علاء مرسي، ممثل كوميدي ومخرج مسرحي.[226]

### رياضة
- الشحات مبروك، بطل العالم سبع مرات متتالية في كمال الأجسام،[265] حصل علي لقب أفضل رياضي القرن العشرين عام 2000.[266]
- معتز عاشور، لاعب تنس طاولة سابق، وهو الآن يشغل منصب نائب رئيس الاتحاد العربي لتنس الطاولة.[267]
- محسن هنداوي، لاعب كرة القدم بنادي سموحة حالياً، ولاعب سابق في نادي دسوق ونادي الزمالك ونادي غزل المحلة.[268]

## معرض الصور

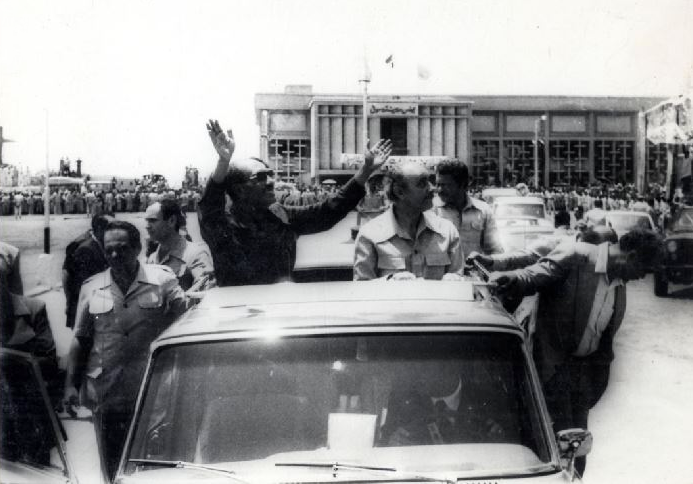
إحدى زيارات الرئيس أنور السادات للمدينة عام 1979.
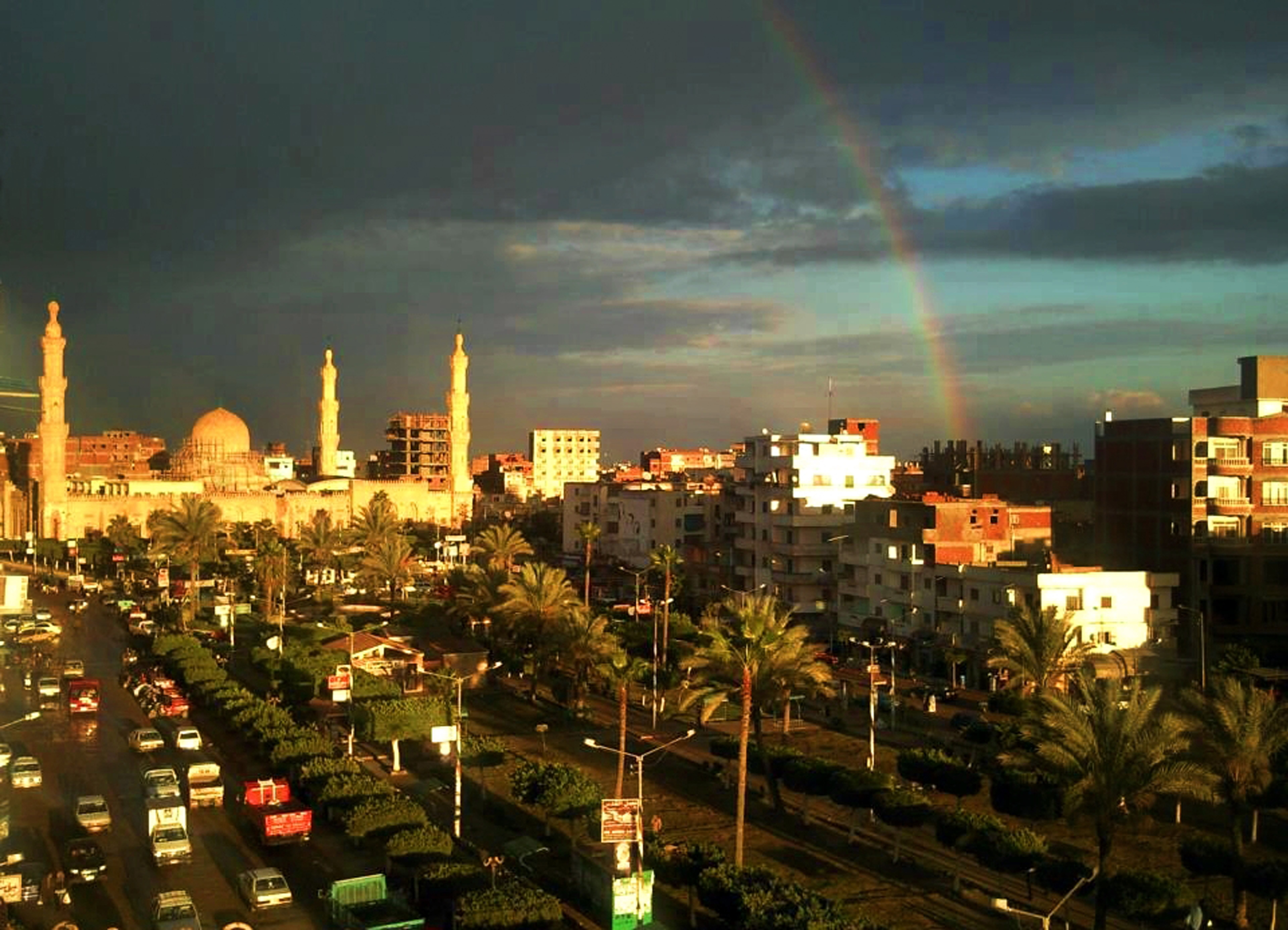
حدائق الميدان الإبراهيمي والمسجد الإبراهيمي.
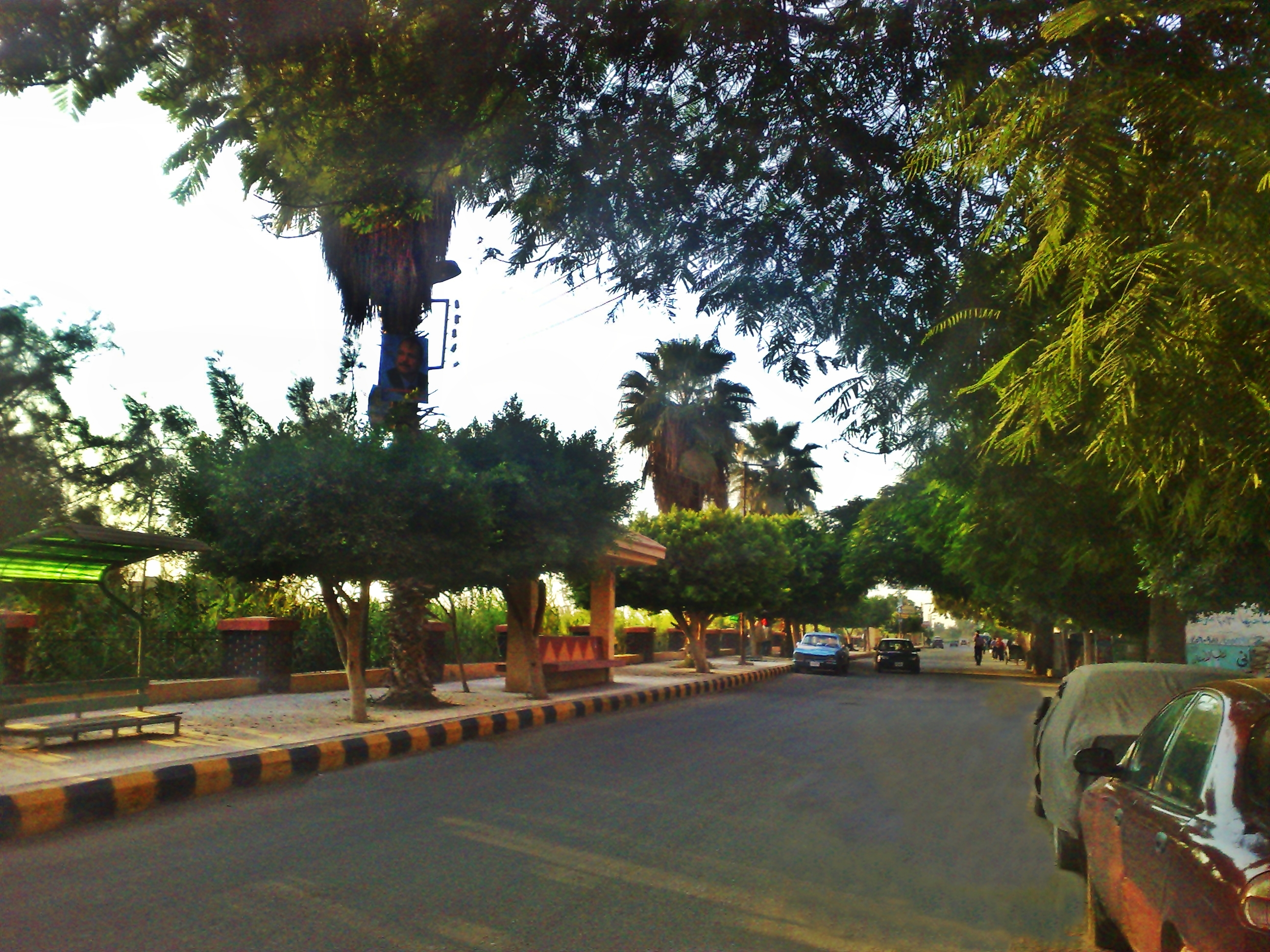
كورنيش ترعة القضابة (البدالة) في حي شمال.
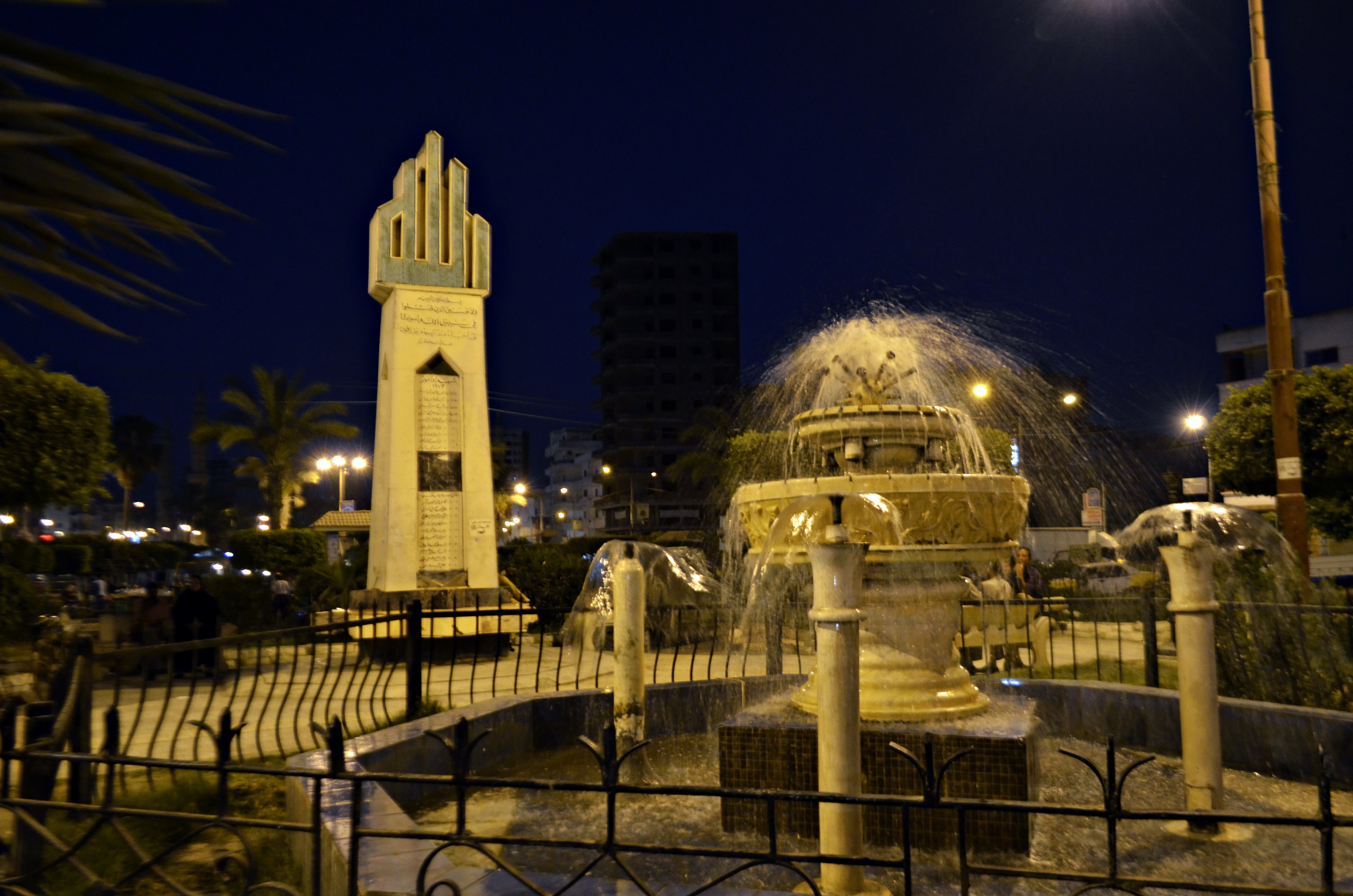
النصب التذكاري لشهداء مدينة دسوق في حرب أكتوبر سنة 1973.
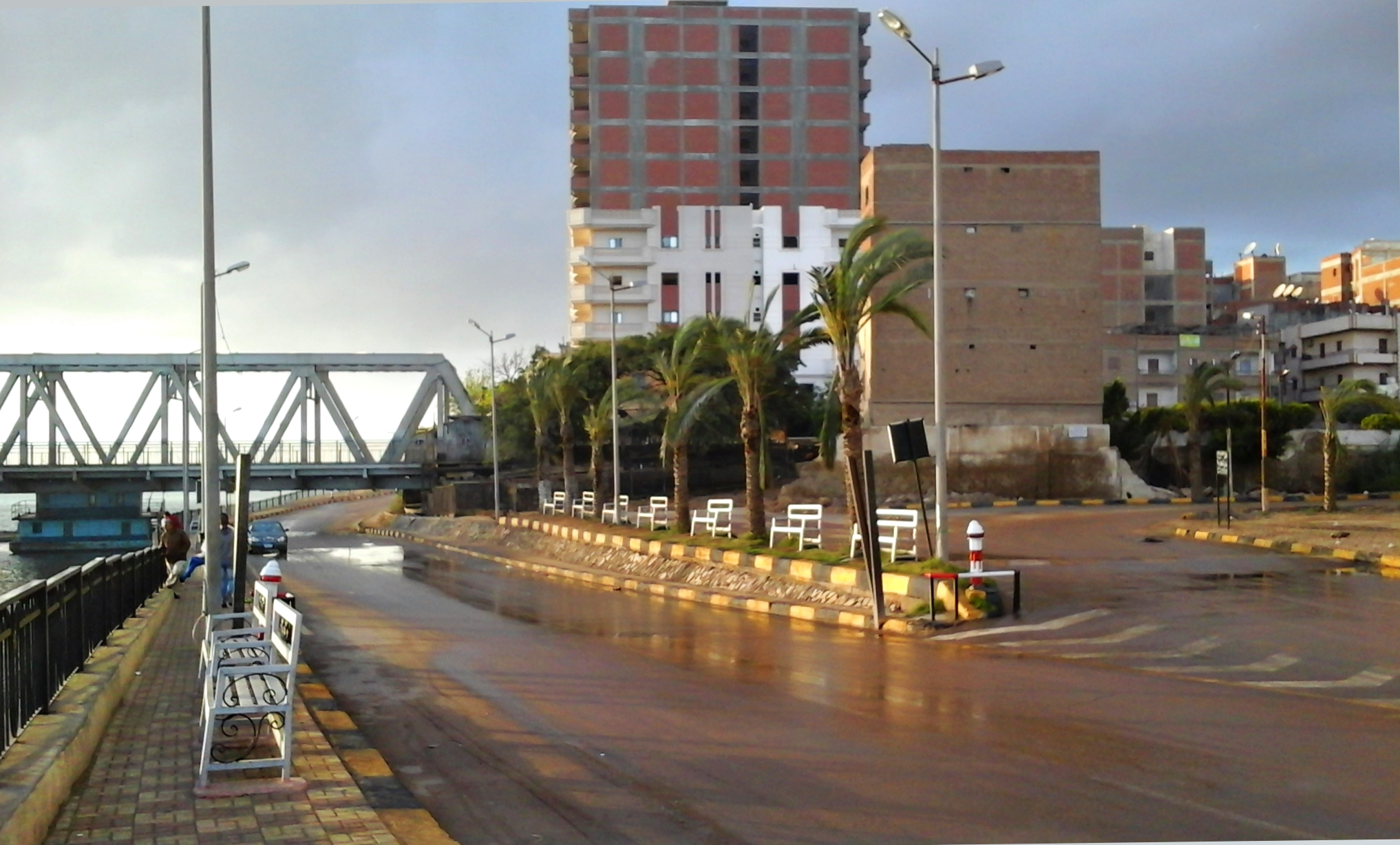
كورنيش النيل عند كوبري دسوق.
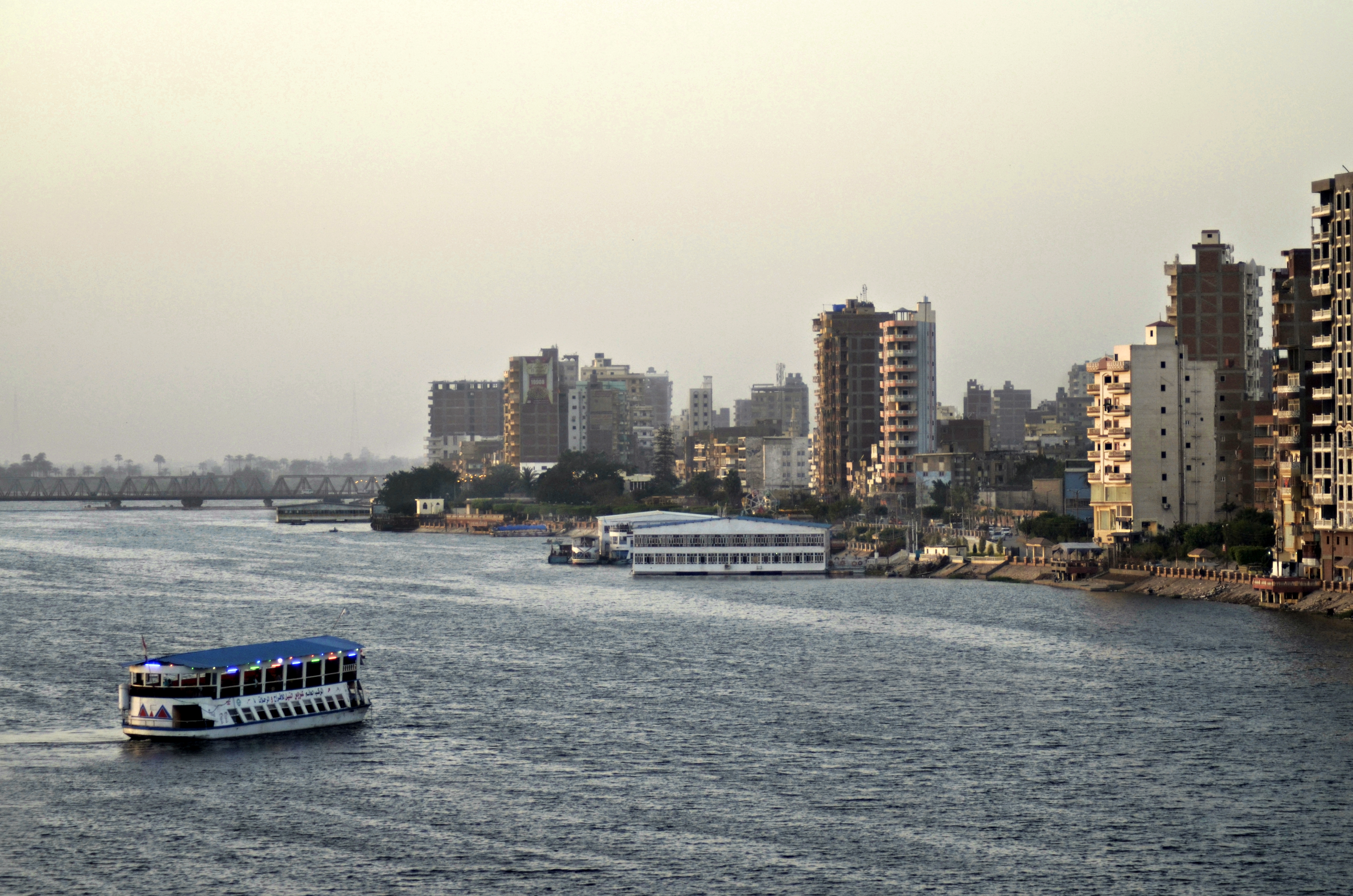
ساحل المدينة على النيل.
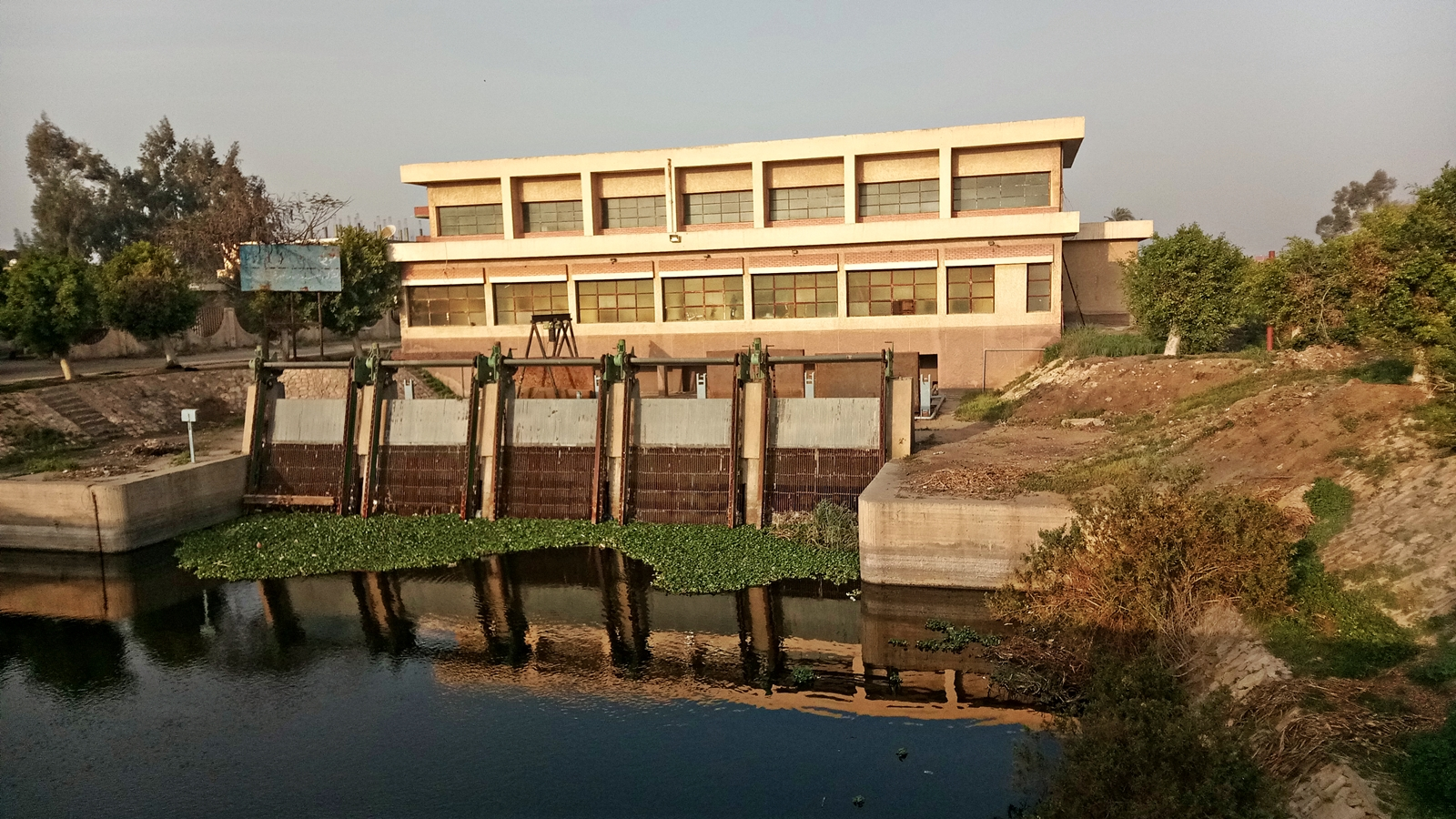
هويس البحر الصعيدي شمالي المدينة.
سكان المدينة أدوا صلاة عيد الفطر (1436 هـ) مجتمعين كما هي عادة كل عيد.
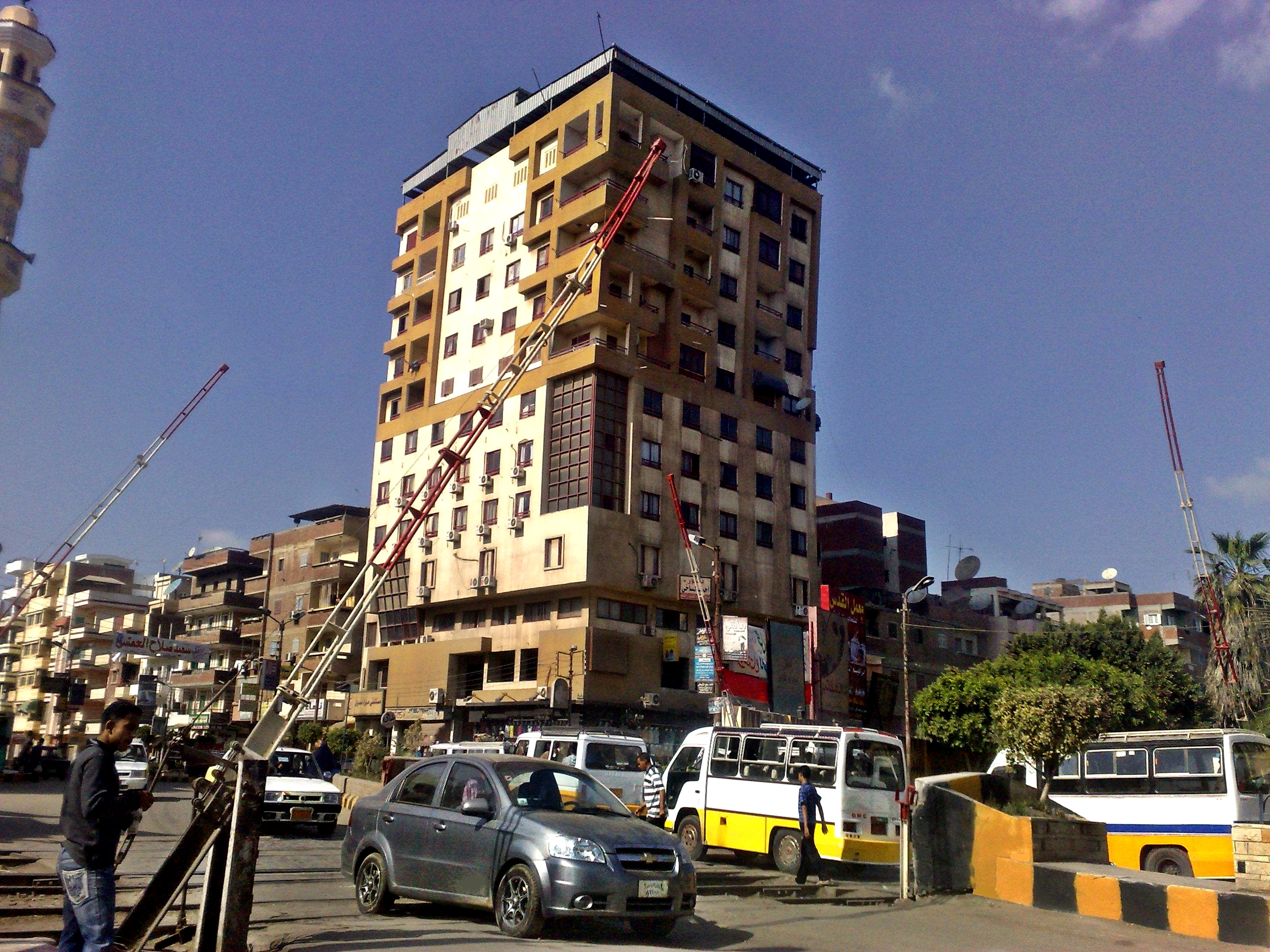
مستشفى مبرة دسوق.
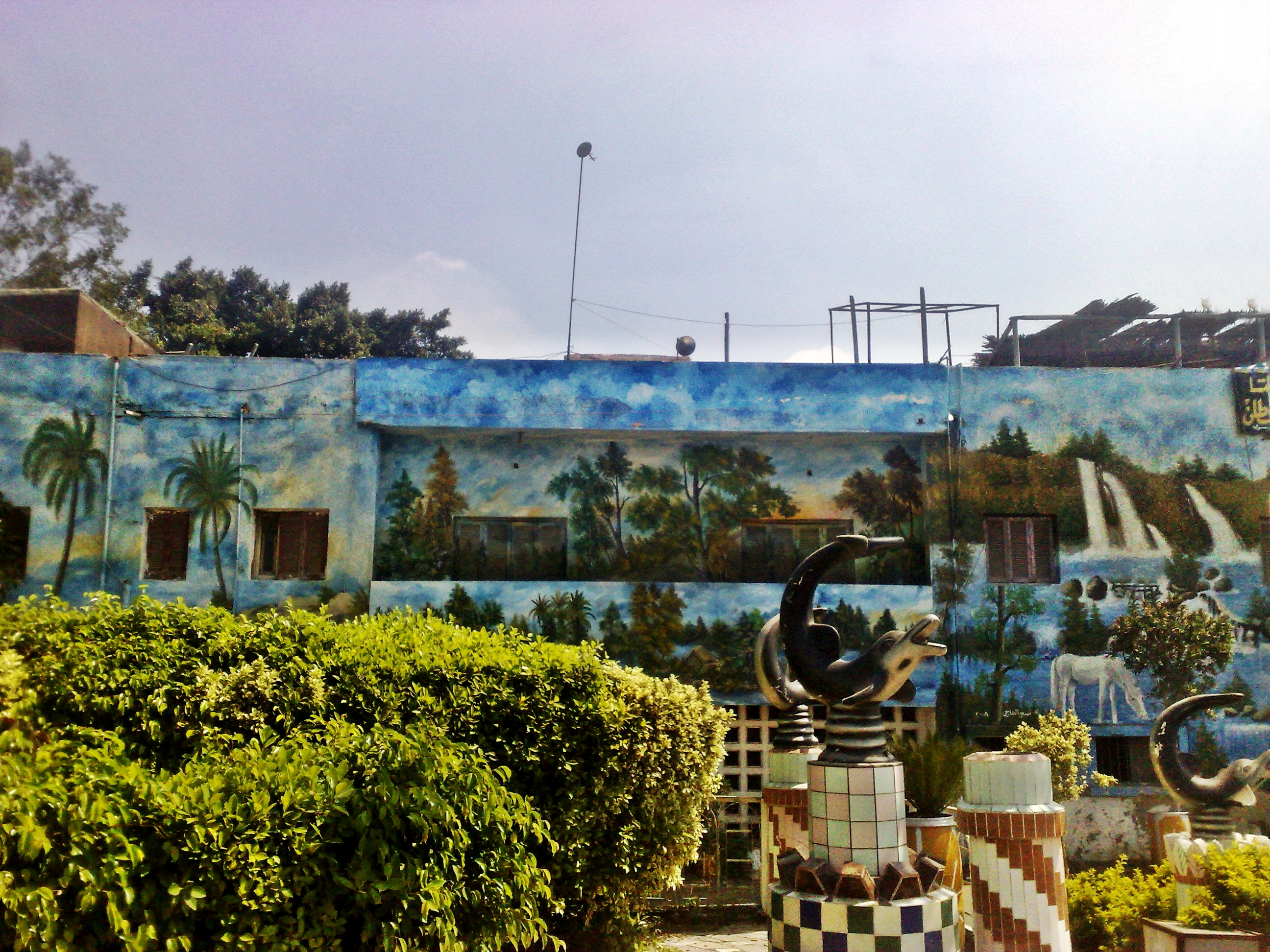
محلج دسوق ضمن شركة الدلتا لحليج الأقطان.
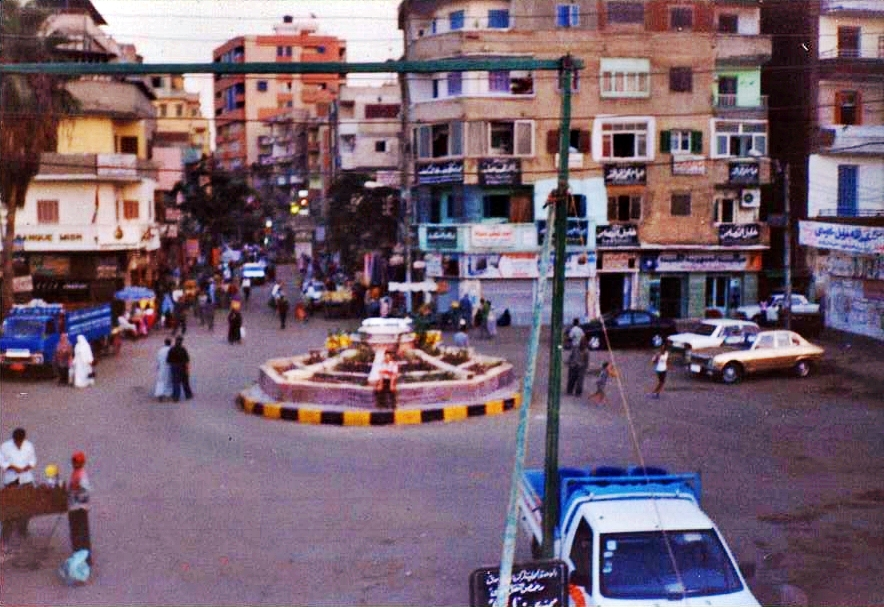
ميدان المحطة بحي جنوب.
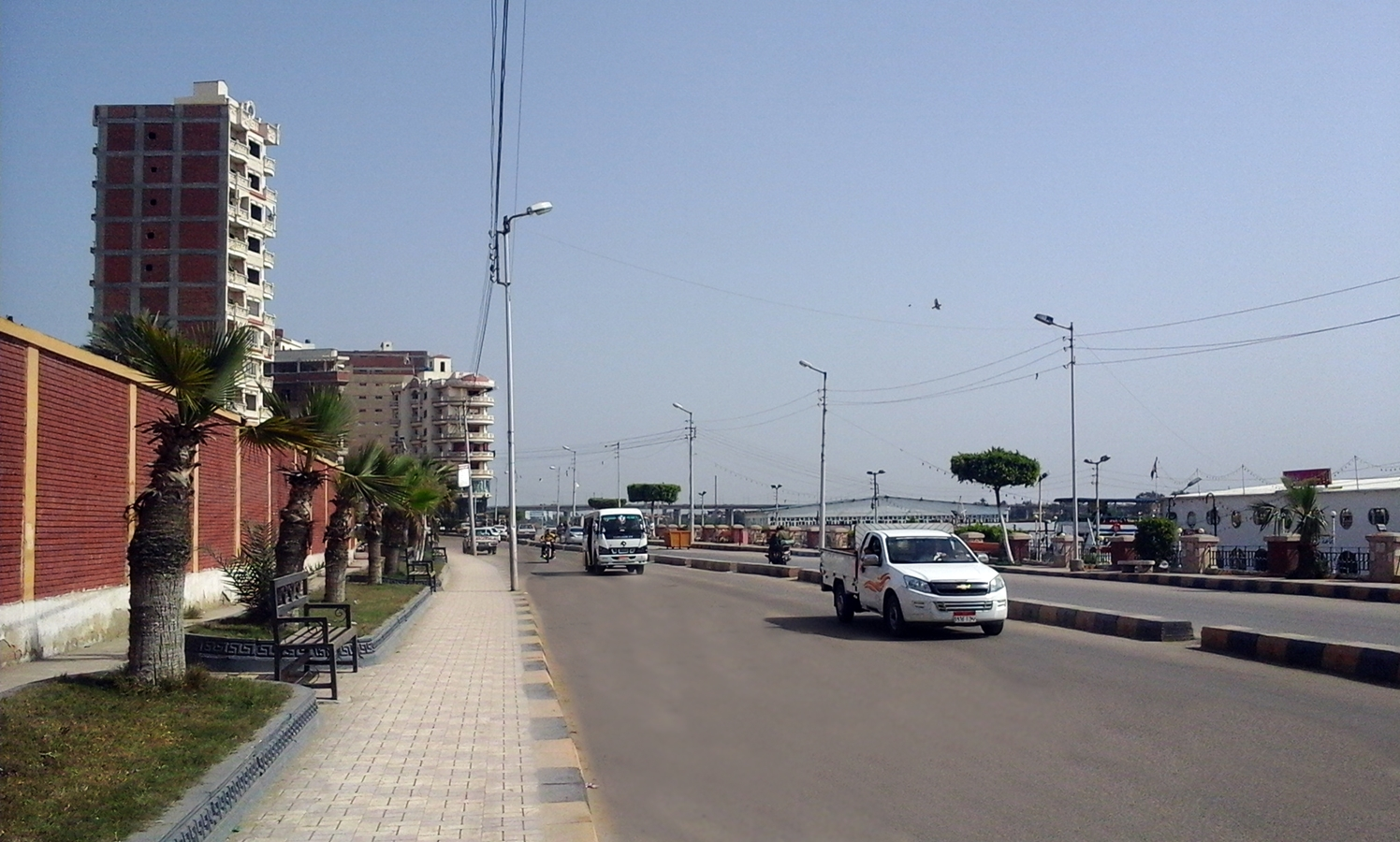
شارع الجيش المعروف بشارع البحر.
السياح في بوتو.
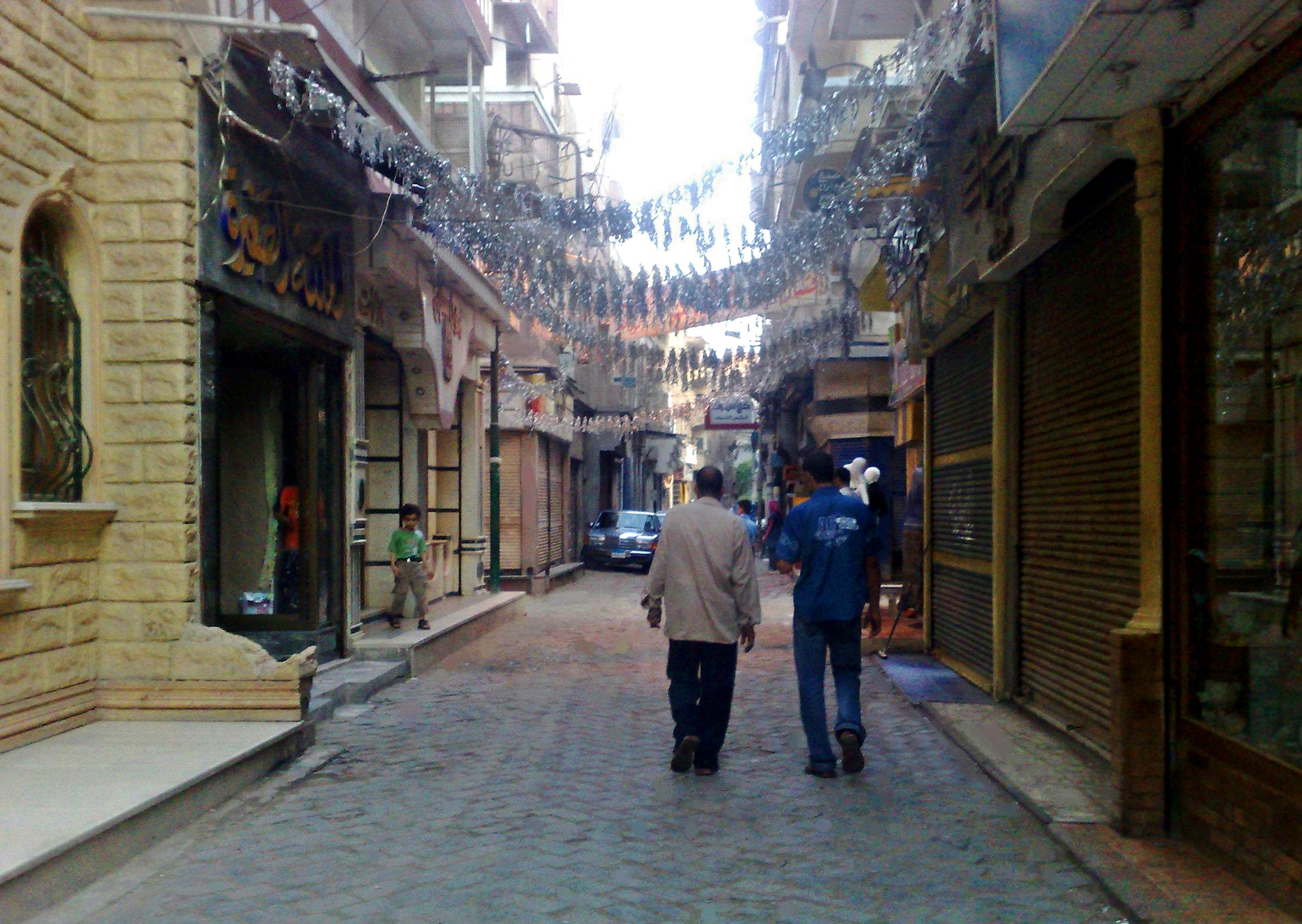
من الشوارع العتيقة بوسط المدينة.
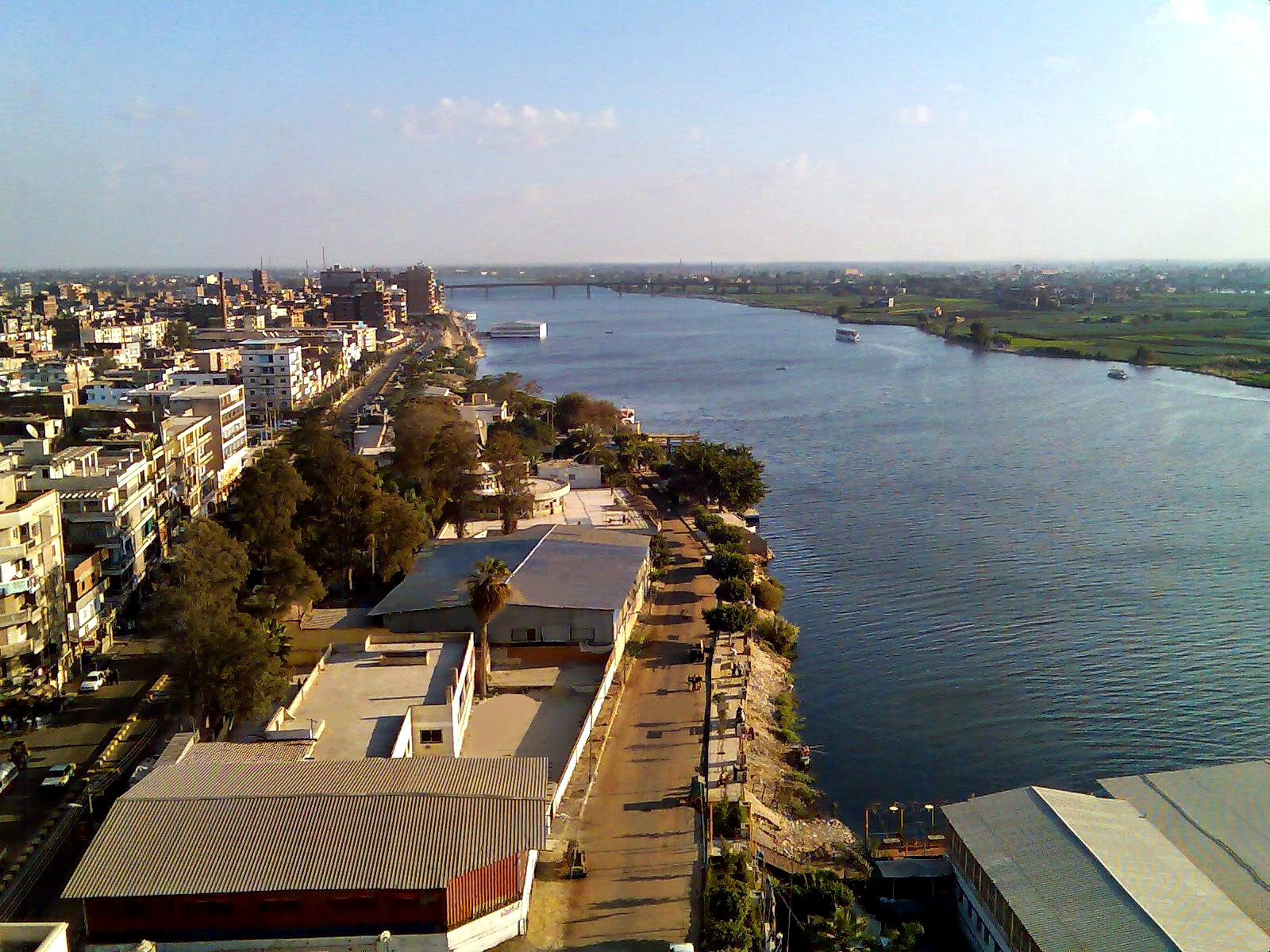
منظر عام لساحل حي جنوب ويظهر نهر النيل (يمين) والكورنيش وشارع الجيش (يسار).
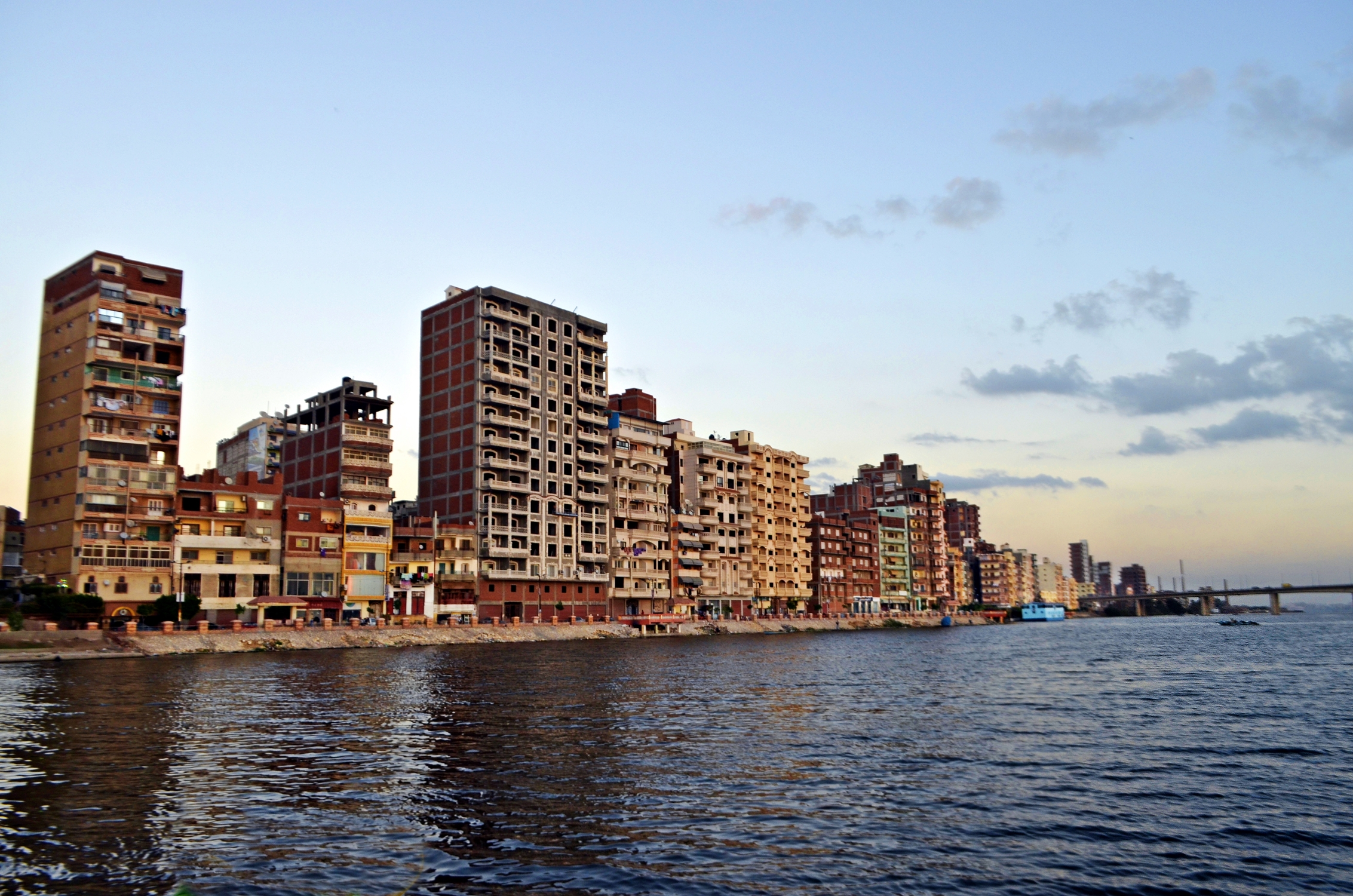
ساحل حي جنوب.
مواكب "الدورة"، وهو مهرجان سنوي خاص لأرباب الحرف والتجارة بالمدينة للاحتفال بالمولد النبوي.
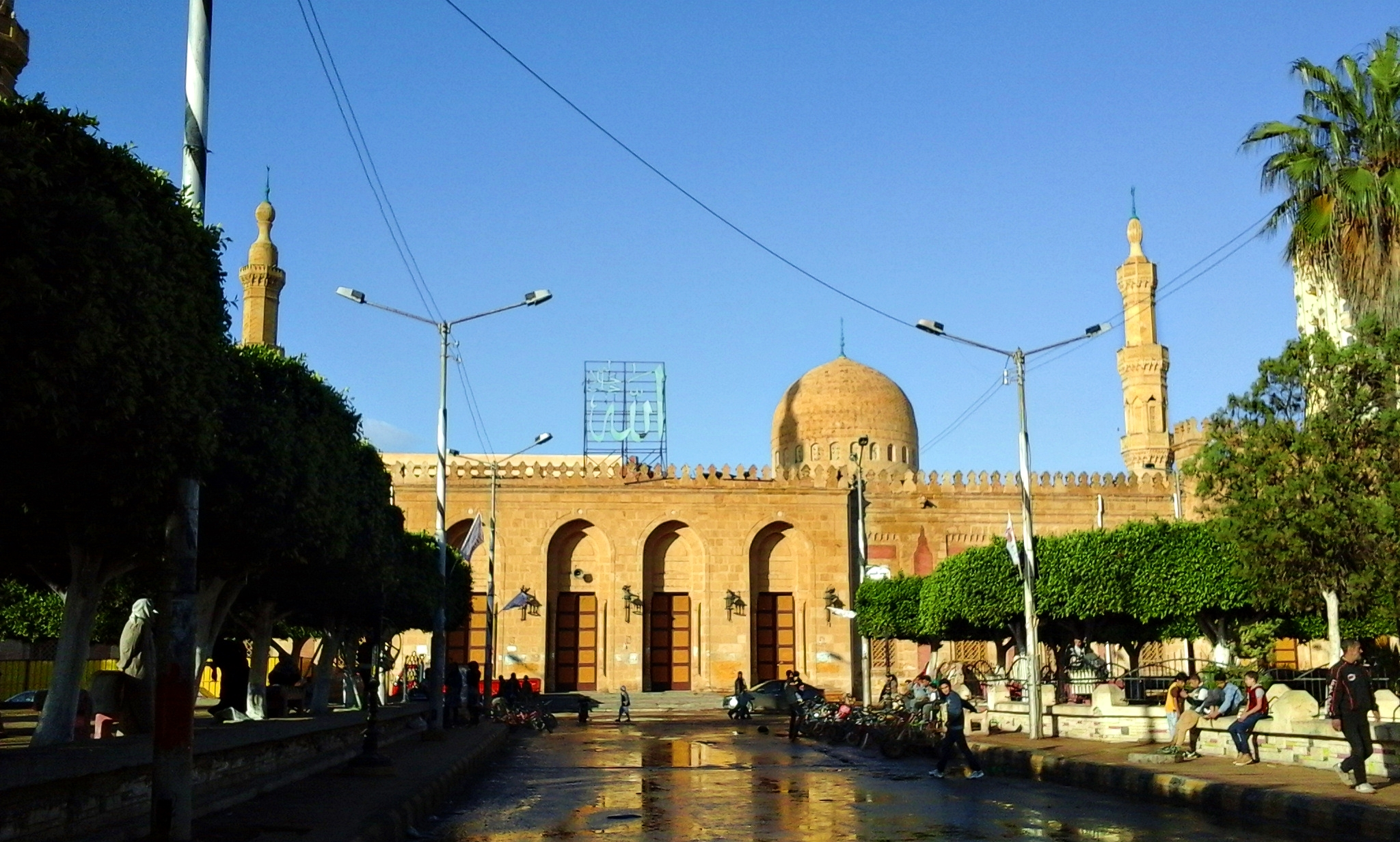
المسجد الإبراهيمي.
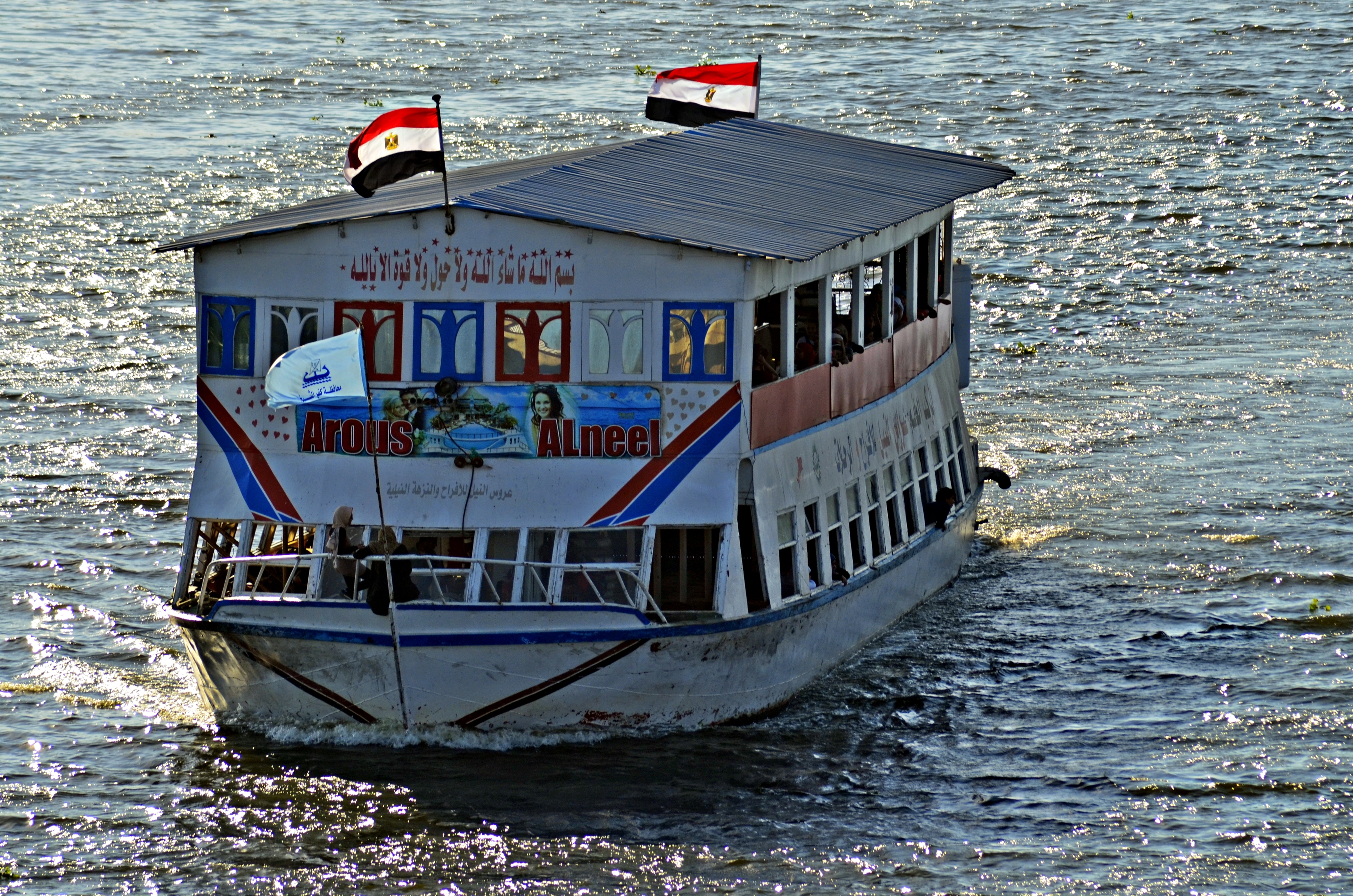
أحد المراكب السياحية في النيل.
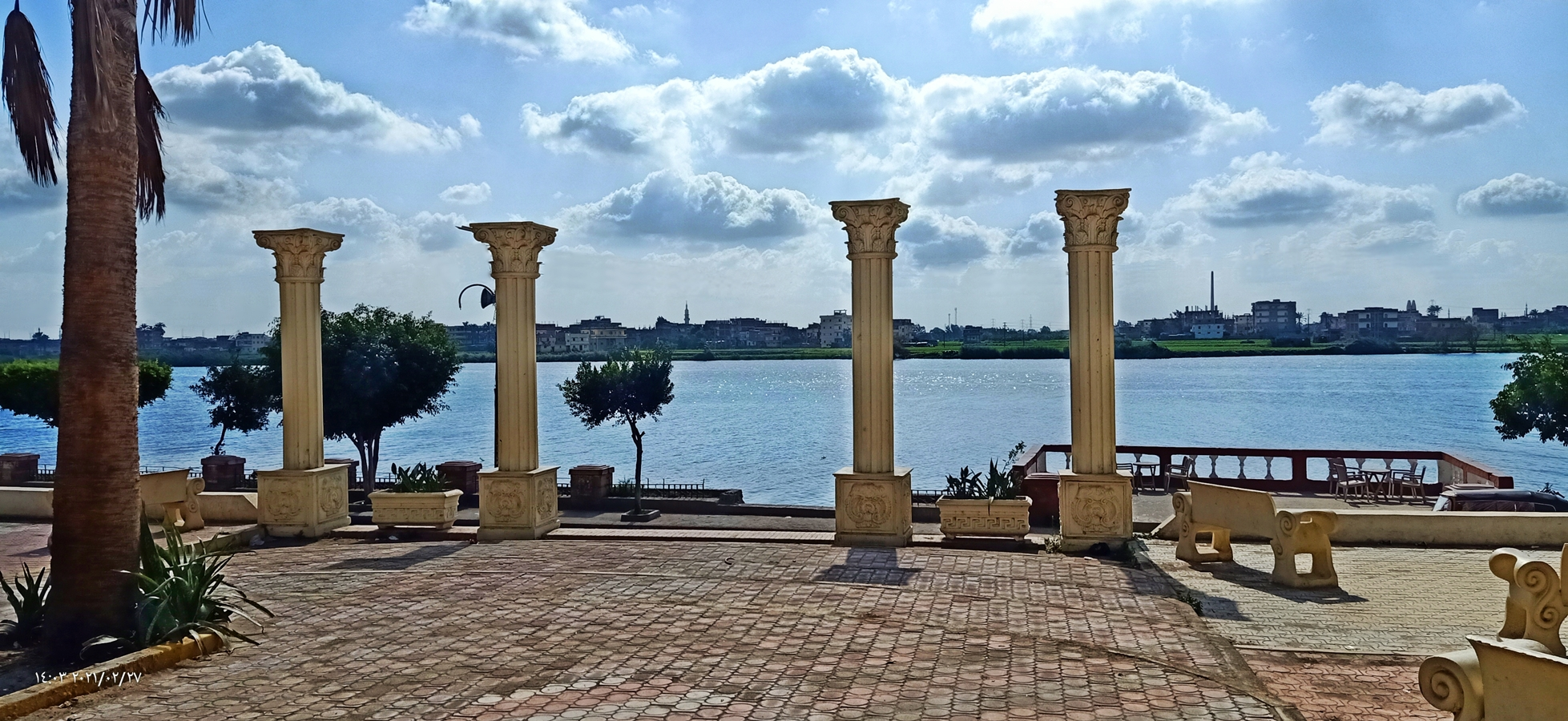
الحديقة الرومانية.
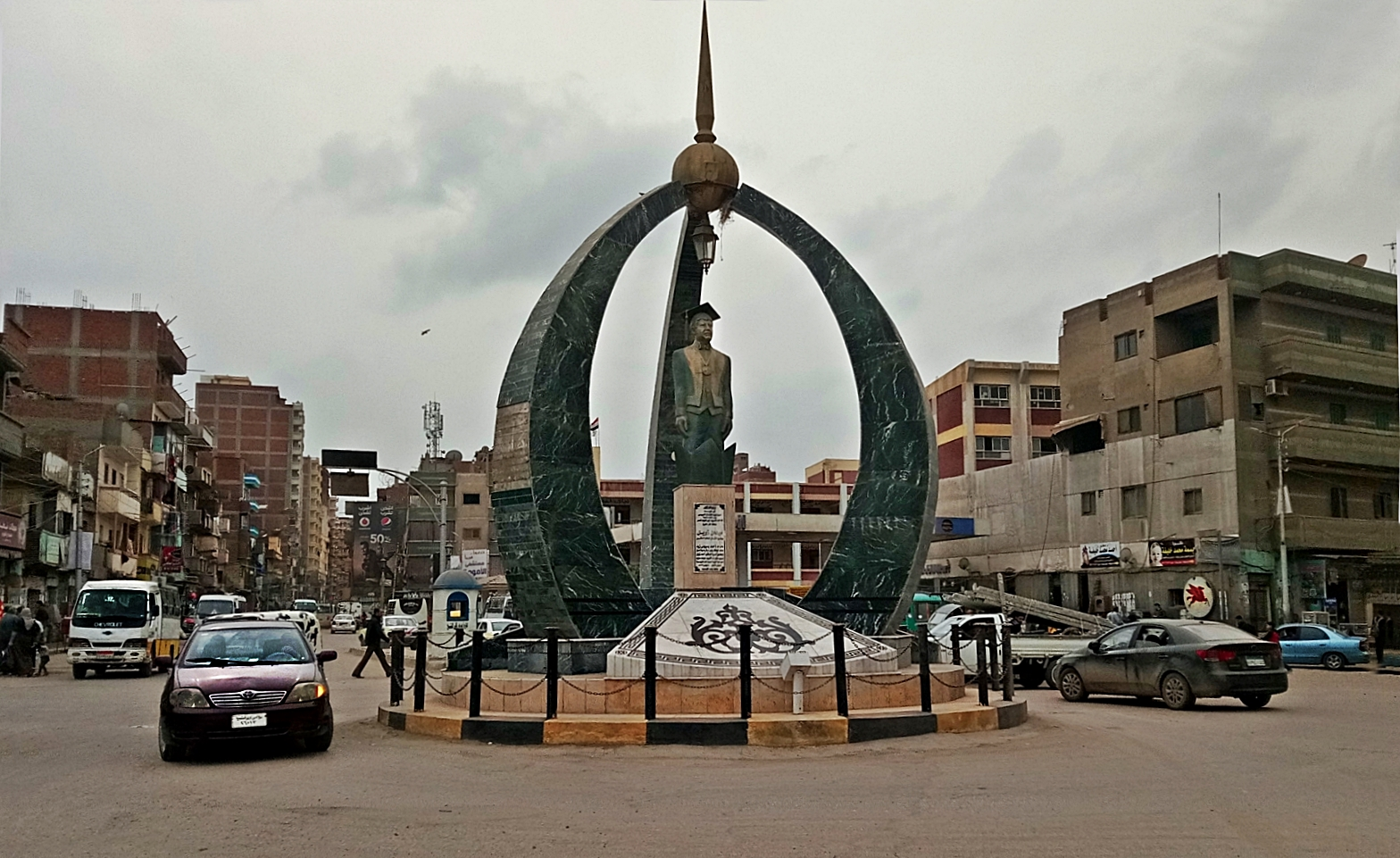
ميدان أحمد زويل.